# Cité-jardin à Bruxelles

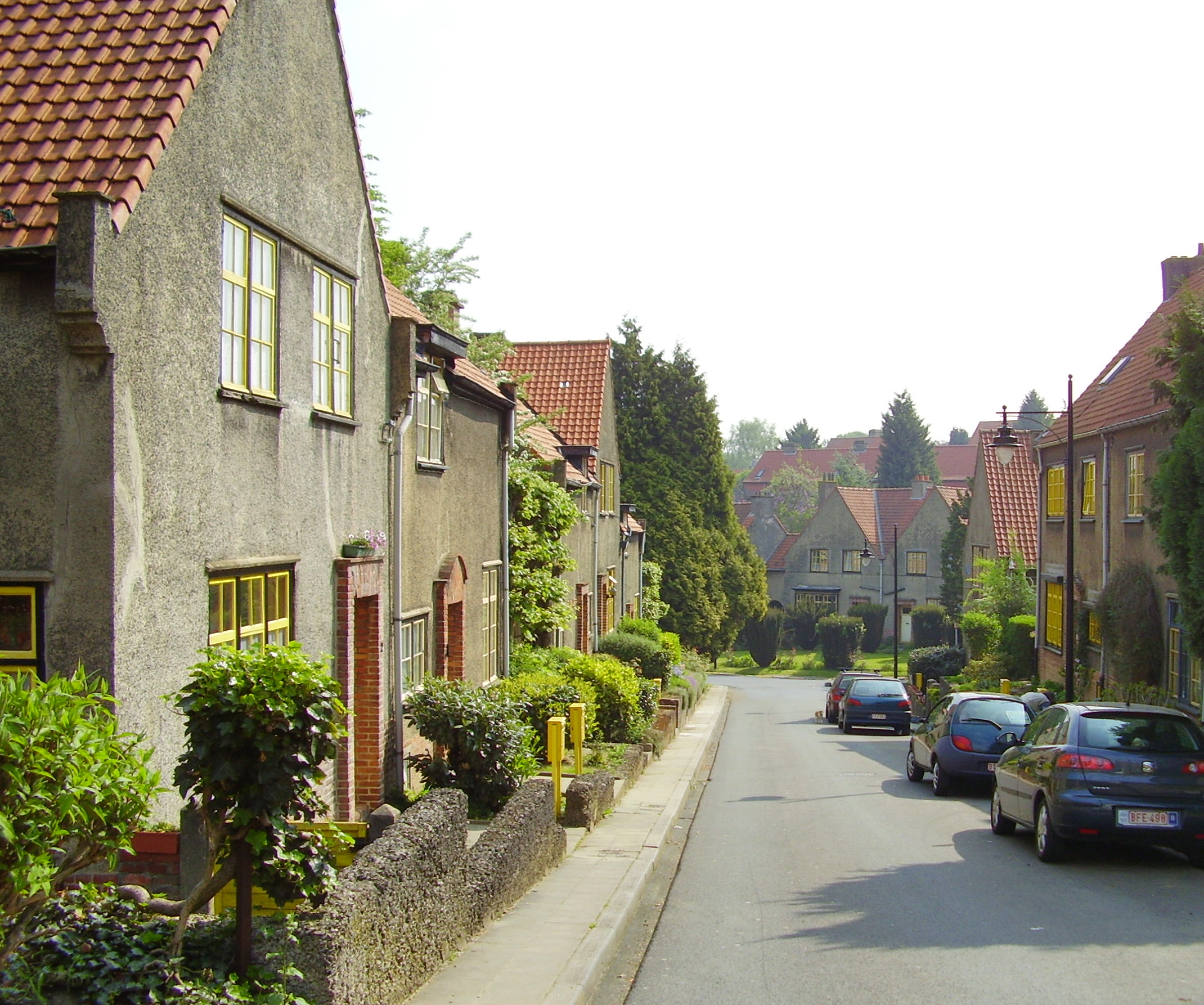
Floréal

La paternité de la cité-jardin est attribuée à l'urbaniste anglais Ebenezer Howard qui publie en 1898 un ouvrage qui expose sa vision d'une nouvelle urbanisation,. Il s'agit de créer en bordure des villes de nouvelles cités qui feraient la transition entre ville et campagne. Ces cités-jardins devaient permettre un meilleur contact avec la nature et entre les habitants. Planifiées et gérées par des sociétés coopératives, elles représentent à la fois une nouvelle conception sociale et urbanistique. Des adaptations de ces idées ont été réalisées dans plusieurs pays.
À Bruxelles, des exemples de cités-jardins ont vu le jour dans plusieurs communes durant les premières décennies du XXe siècle et plus particulièrement dans les années qui ont suivi la fin de la Première Guerre mondiale. À cette époque, le déficit d'habitations est important en raison des destructions dues à la guerre, conjugué à la croissance démographique de la ville de par la forte attraction qu'elle exerce sur les populations de toutes les régions du pays. Des quartiers entiers sont construits. C'est aussi le début de la prise en charge par les pouvoirs publics de la construction de logements sociaux. Le choix de cités-jardins est aussi économique, la construction de groupes de maisons selon les mêmes plans et avec les mêmes matériaux permettant des économies d'échelle et la mise à disposition de nombreux logements en peu de temps. Les cités-jardins belges s'écartent de l'idée d'Ebenezer Howard qui prévoyait la construction de villes entières combinant habitat et activité professionnelle, pour se limiter à la construction de simples quartiers de logements. À partir des années 1930 et après la Seconde Guerre mondiale, la construction de cités-jardins fut progressivement abandonnée par les sociétés d'habitations sociales, au profit de celle d'immeubles à appartements, tels les immeubles autour du square Gérard van Caulaert à Saint-Gilles.
Des cités qui subsistent aujourd'hui, certaines ont mal vieilli, leur homogénéité a été cassée par des transformations malheureuses. Elles suscitent cependant un regain d'intérêt. Leur côté « village » correspond en effet aux aspirations d'une partie des citadins qui souhaitent un habitat qui allie les avantages de la ville à la vie au milieu de la nature et permet d’éviter la promiscuité tout en favorisant les relations de voisinage. Aujourd’hui englobées dans la ville, elles sont passées du statut de « ville à la campagne » à celui de « campagne dans la ville ».

## Watermael-Boitsfort:les Cités-jardins le Logis et Floréal
Les deux cités-jardins de Watermael-Boitsfort sont probablement les plus connues et les plus importantes de par leur étendue et leur qualité. Situées côte à côte, elles ont toutes deux été conçues par le même urbaniste, Louis Van der Swaelmen, pour l'agencement des quartiers et l'implantation des maisons et plantations, et par Jean-Jules Eggericx, architecte principal des habitations pour le compte de deux sociétés coopératives différentes. Leur création est inspirée des réalisations de cités-jardins anglaises de style cottage et des réalisations de cités sociales néerlandaises. Les marques distinctives des deux cités préservées jusqu'à aujourd'hui sont, pour le Logis, des boiseries de couleur verte et des rues portant des noms d'animaux, et pour Floréal, des boiseries peintes en jaune et des rues qui portent des noms de fleurs. La végétation tient un rôle important dans les cités et en est le principal élément de décoration. Un labyrinthe de chemins piétons serpente entre les jardins et mène au cœur des îlots à des plaines de jeux abritées de la circulation et plantées d'arbres fruitiers. Pelouses, haies et cerisiers du Japon bordent les voiries. La préférence est donnée à la maison unifamiliale, il existe cependant quelques immeubles à appartements intéressants comme le Fer à cheval de Floréal. Les deux cités sont aujourd'hui classées. Elles ont servi à plusieurs reprises de décor pour le cinéma.

### Le Logis

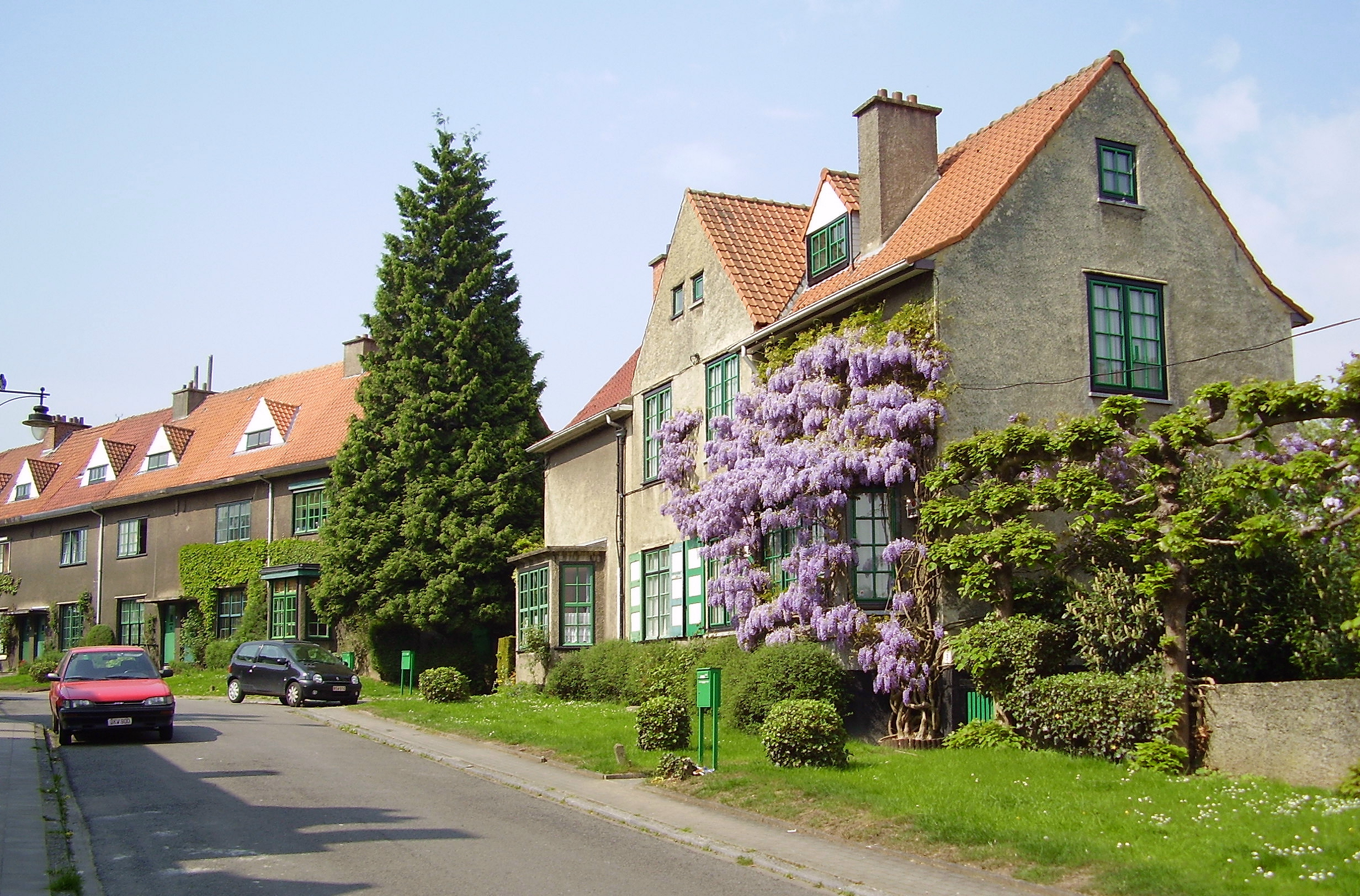
Le Logis

La création de la Société coopérative du Logis date de 1921. Elle est le fait d'un groupe d'employés de la banque publique Caisse Générale d'Épargne et de Retraite, auquel se sont joints des employés d'autres administrations. La société se porta acquéreur de 32 ha de terrain situés sur le site dit des Trois Tilleuls, un plateau entre les vallées de la Woluwe et du Watermaalbeek. La première phase de travaux, les quartiers le Trapèze et le Triangle, eut lieu de 1922 à 1924 (trois cent quatorze maisons). Les autres quartiers furent réalisés en phases successives de 1926 à 1951. Au total furent construits 726 maisons unifamiliales, 164 appartements, neuf magasins, trois jardins d'enfants et un centre social.

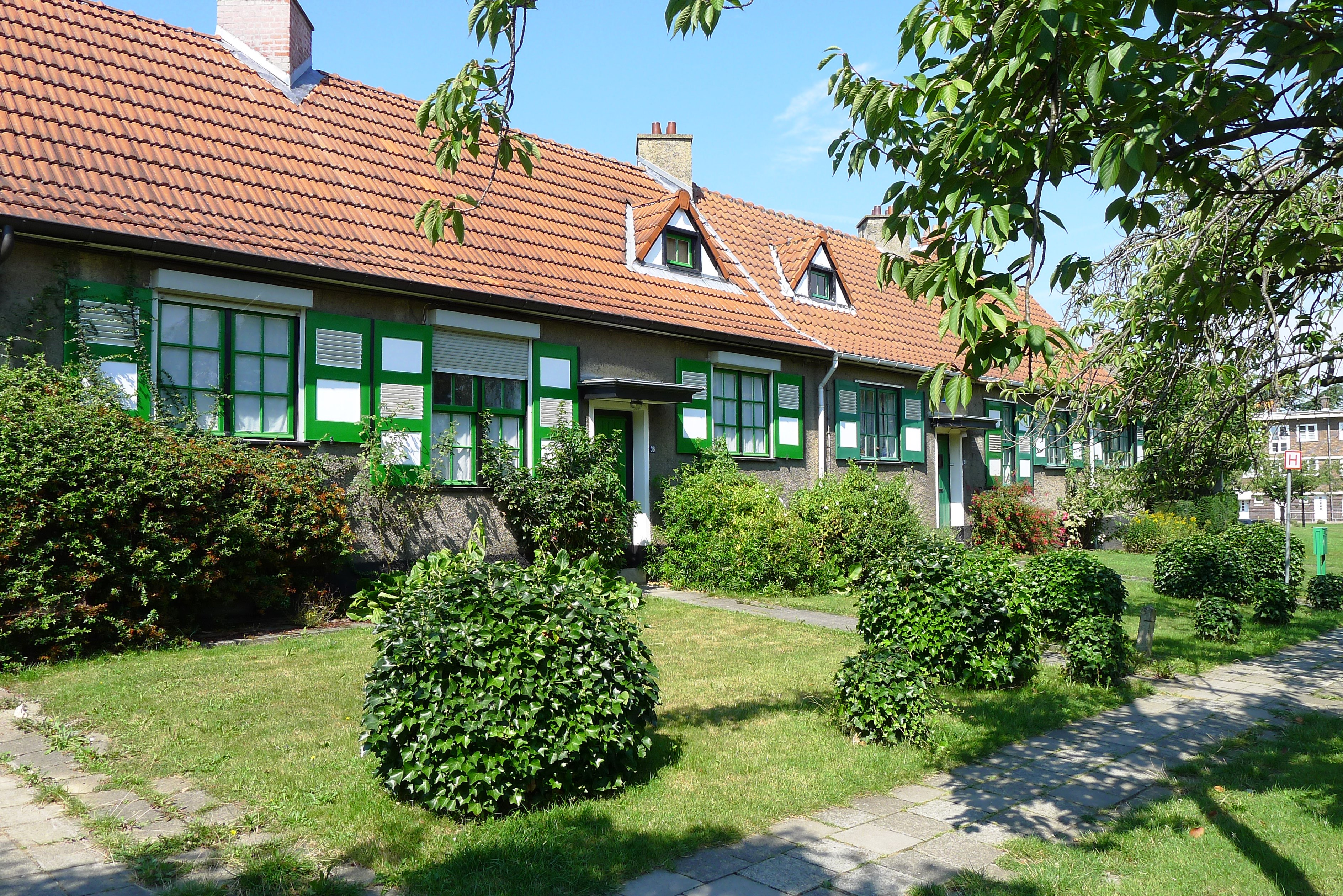
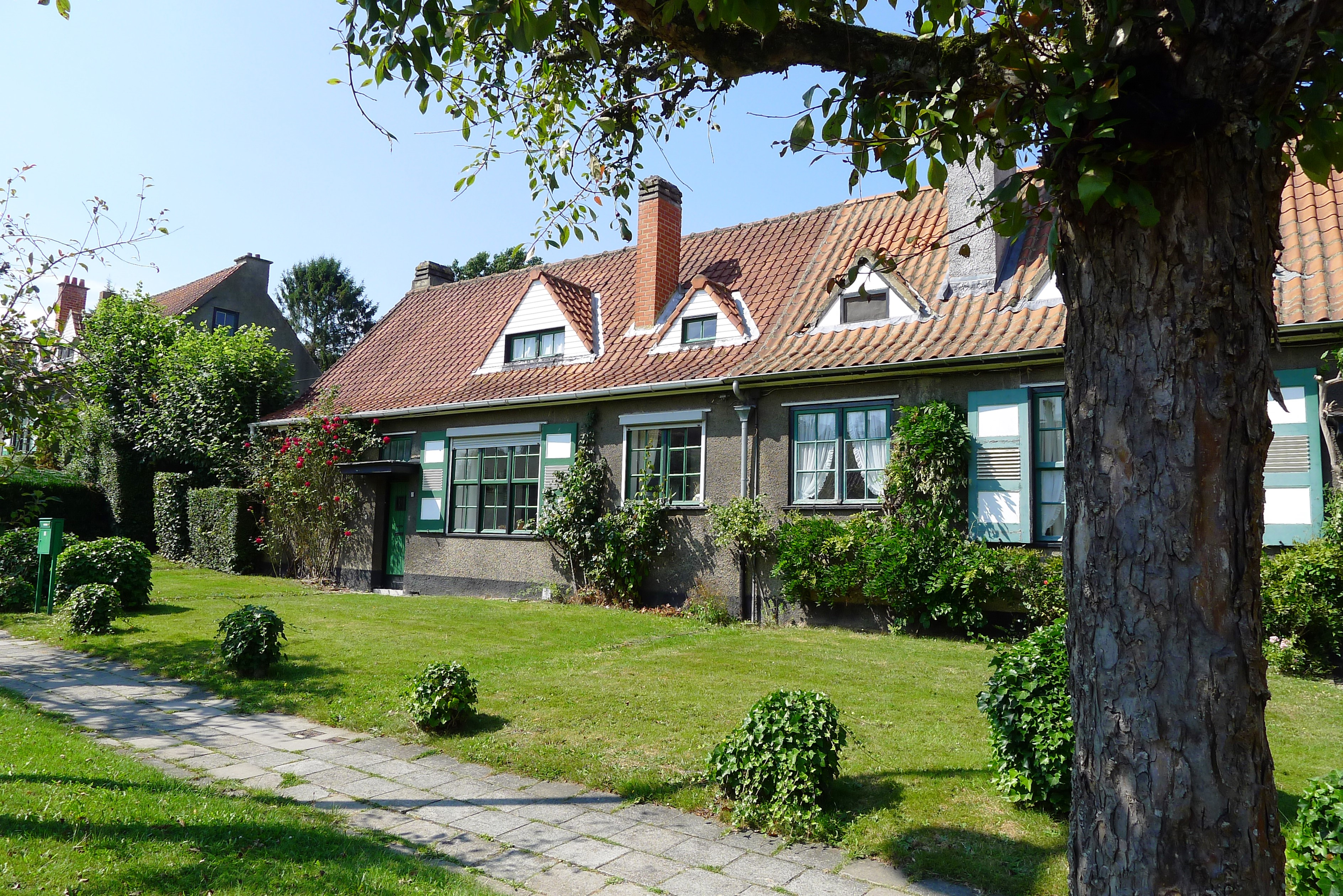
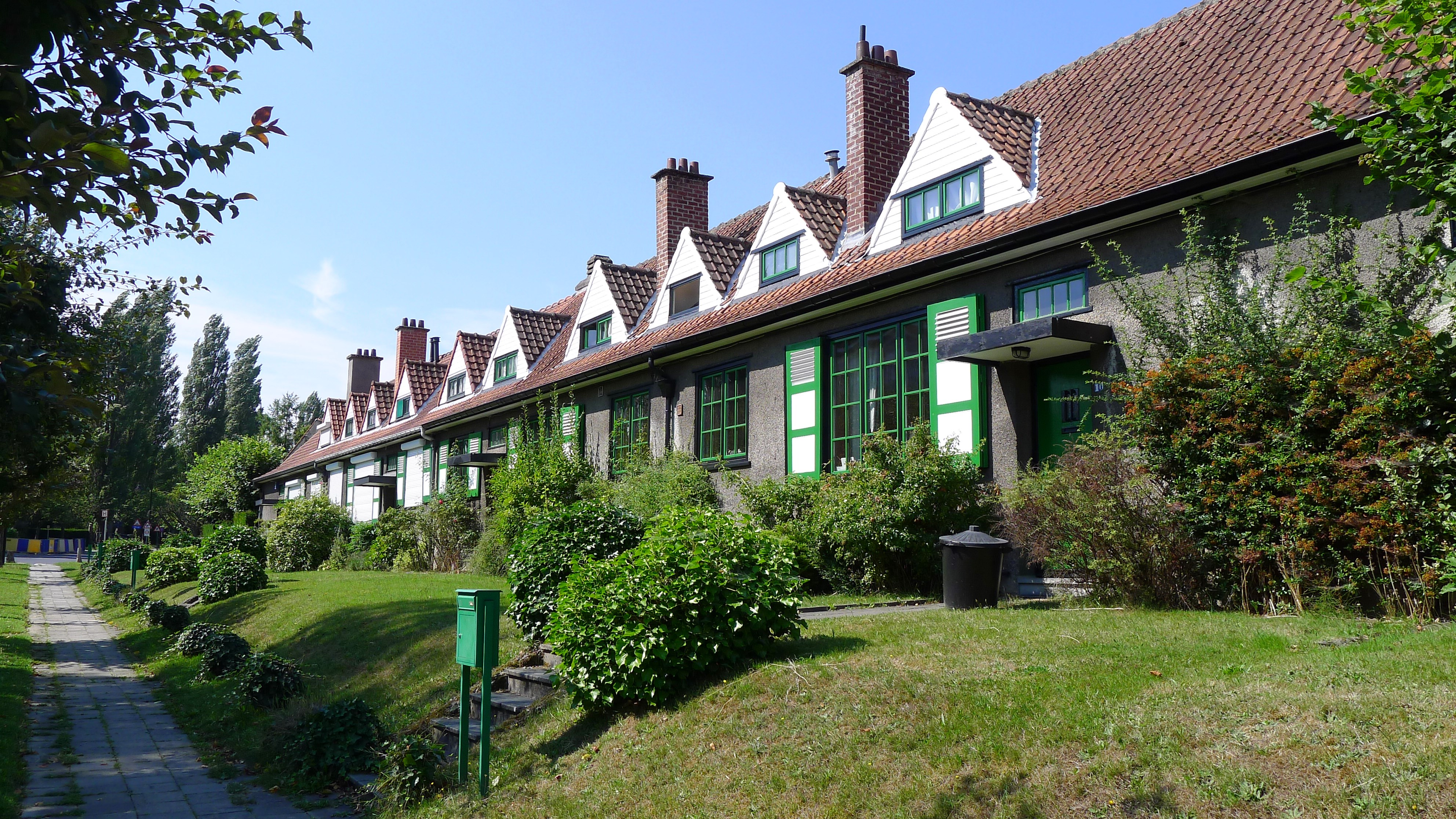
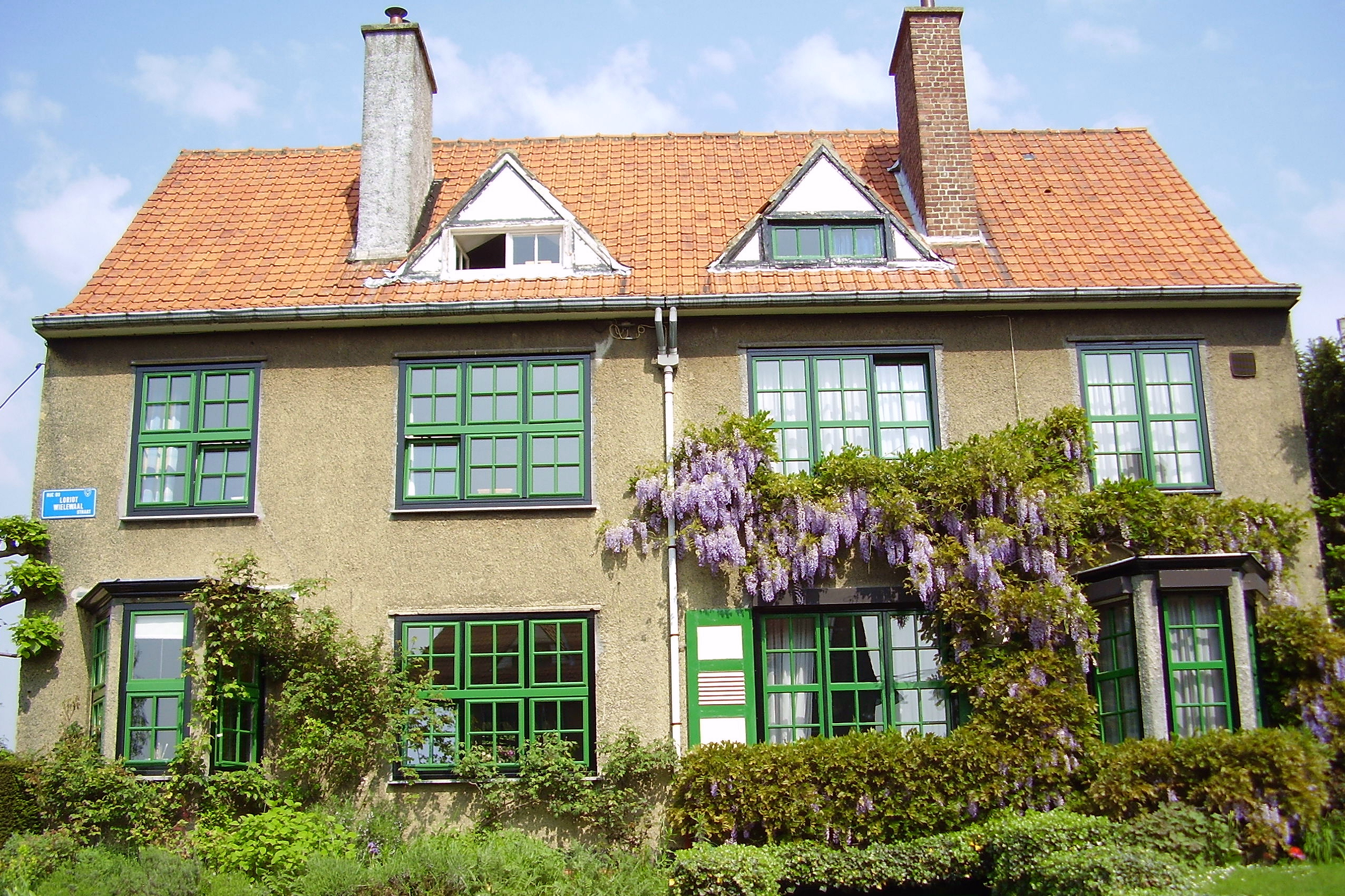
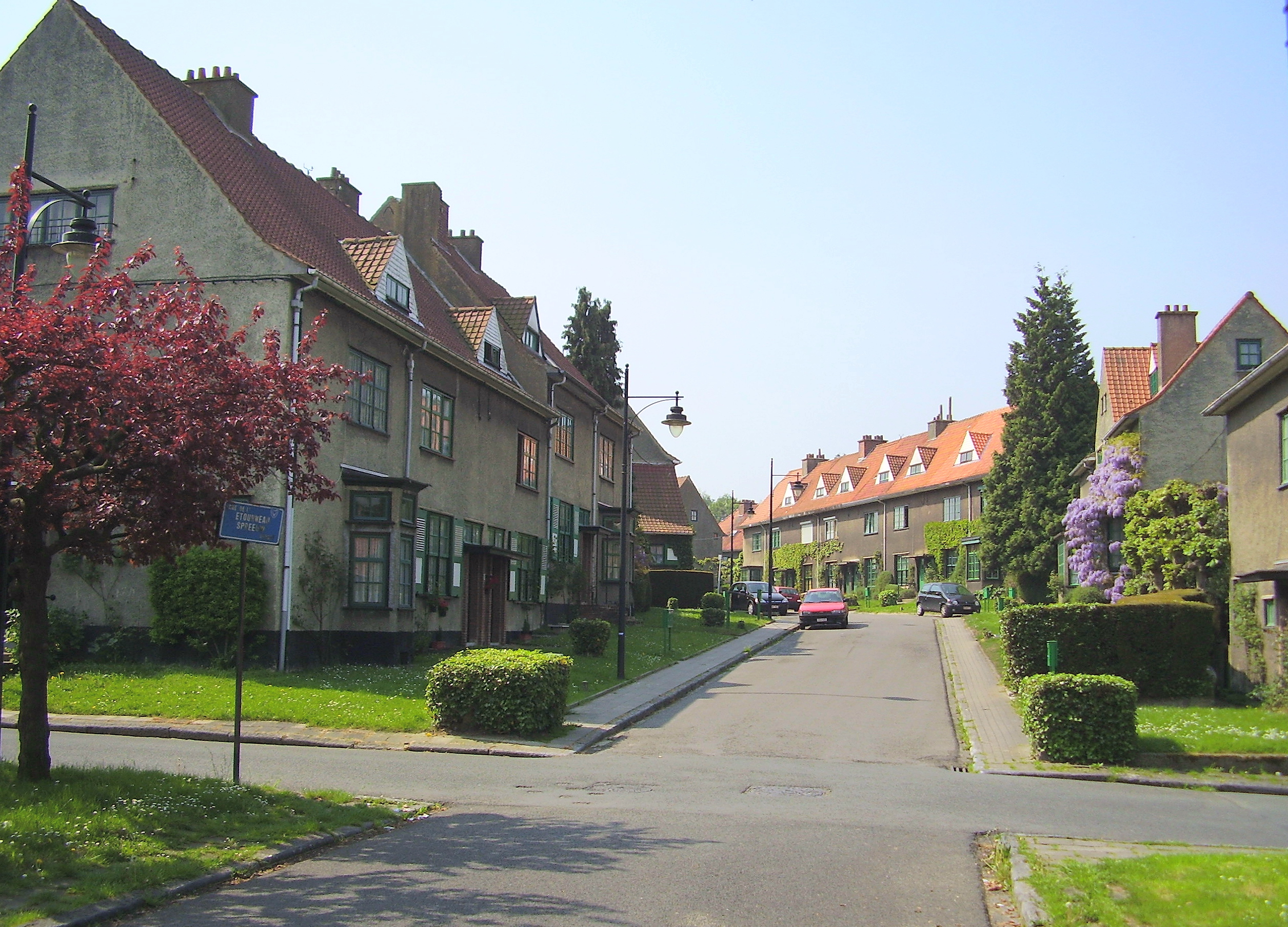

### Floréal

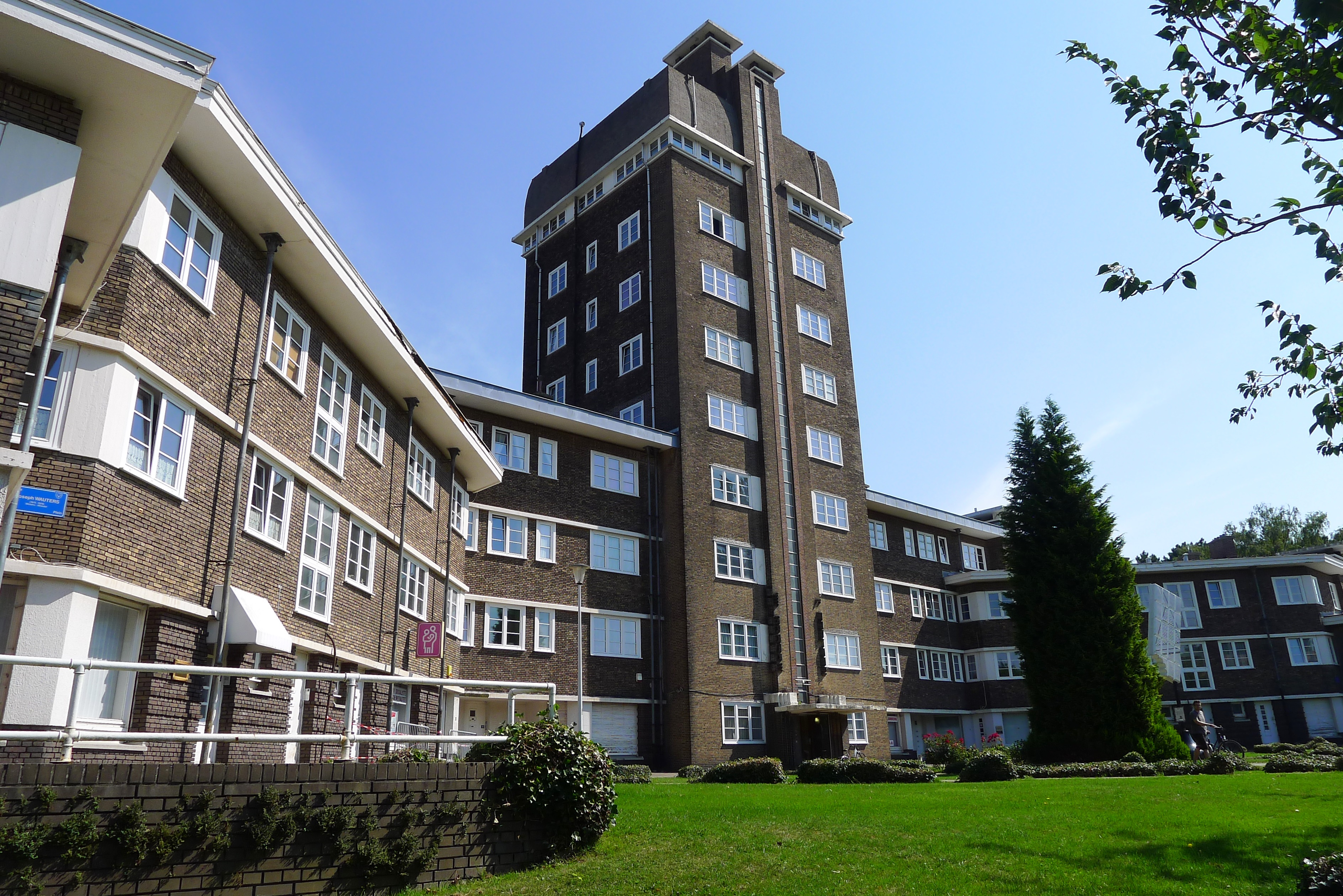
Floréal

La coopérative ouvrière Floréal s'est constituée en 1922 à l'initiative d'un premier noyau d'ouvriers typographes du journal Le Peuple. Elle put acquérir ses premiers terrains pour un total de 17 ha. La construction, commencée dès 1922, se poursuivit jusqu'en 1930, puis 108 nouveaux appartements ont encore été ajoutés en 1949, et 56 en 1965. Au total, 653 logements ont été construits, dont 350 maisons unifamiliales. Comme pour le Logis, le niveau de confort des habitations de chaque phase de construction s'est considérablement amélioré en regard des précédentes. Le terrain au relief plus marqué que celui du Logis offre un plan plus pittoresque épousant les courbes de niveau.

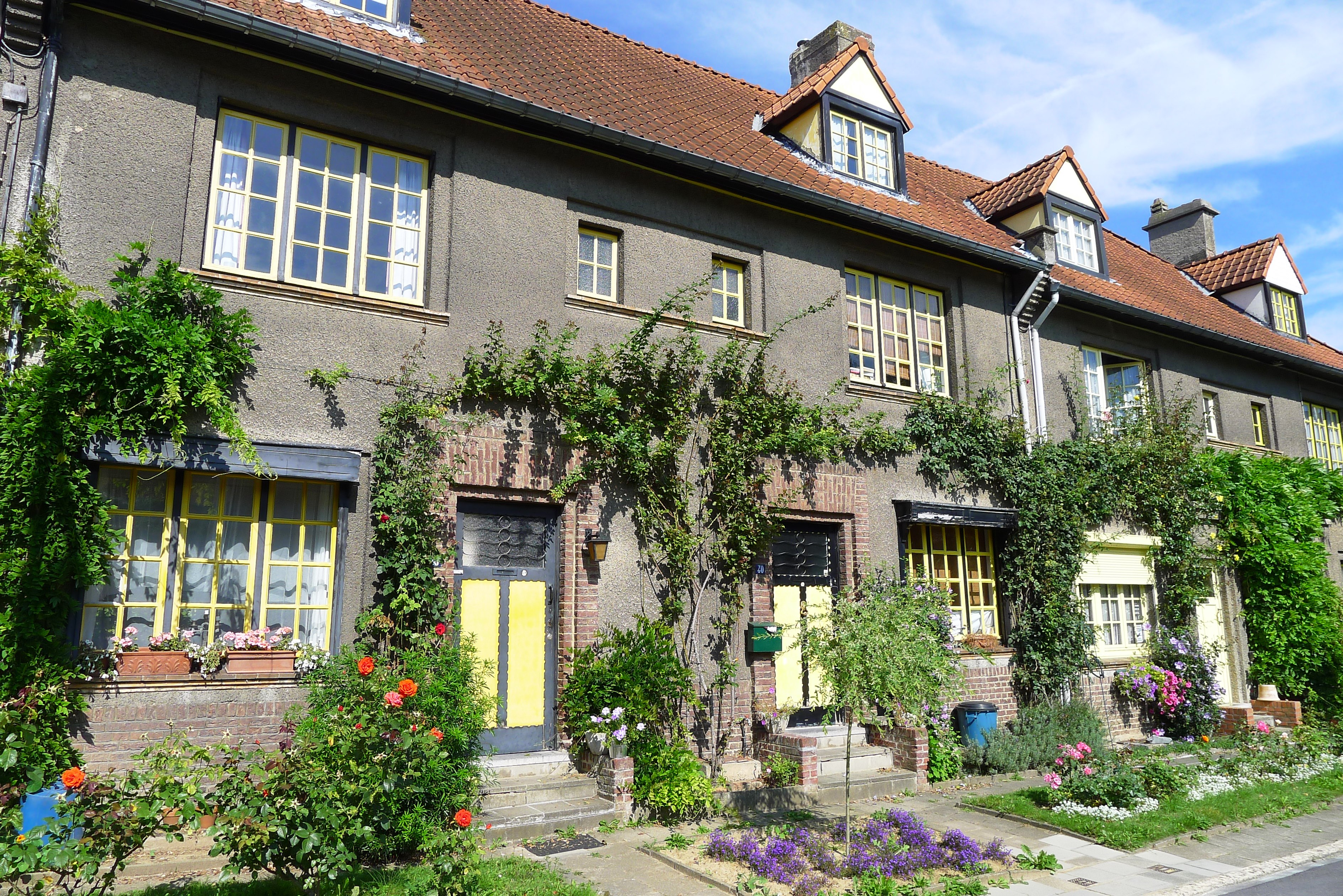
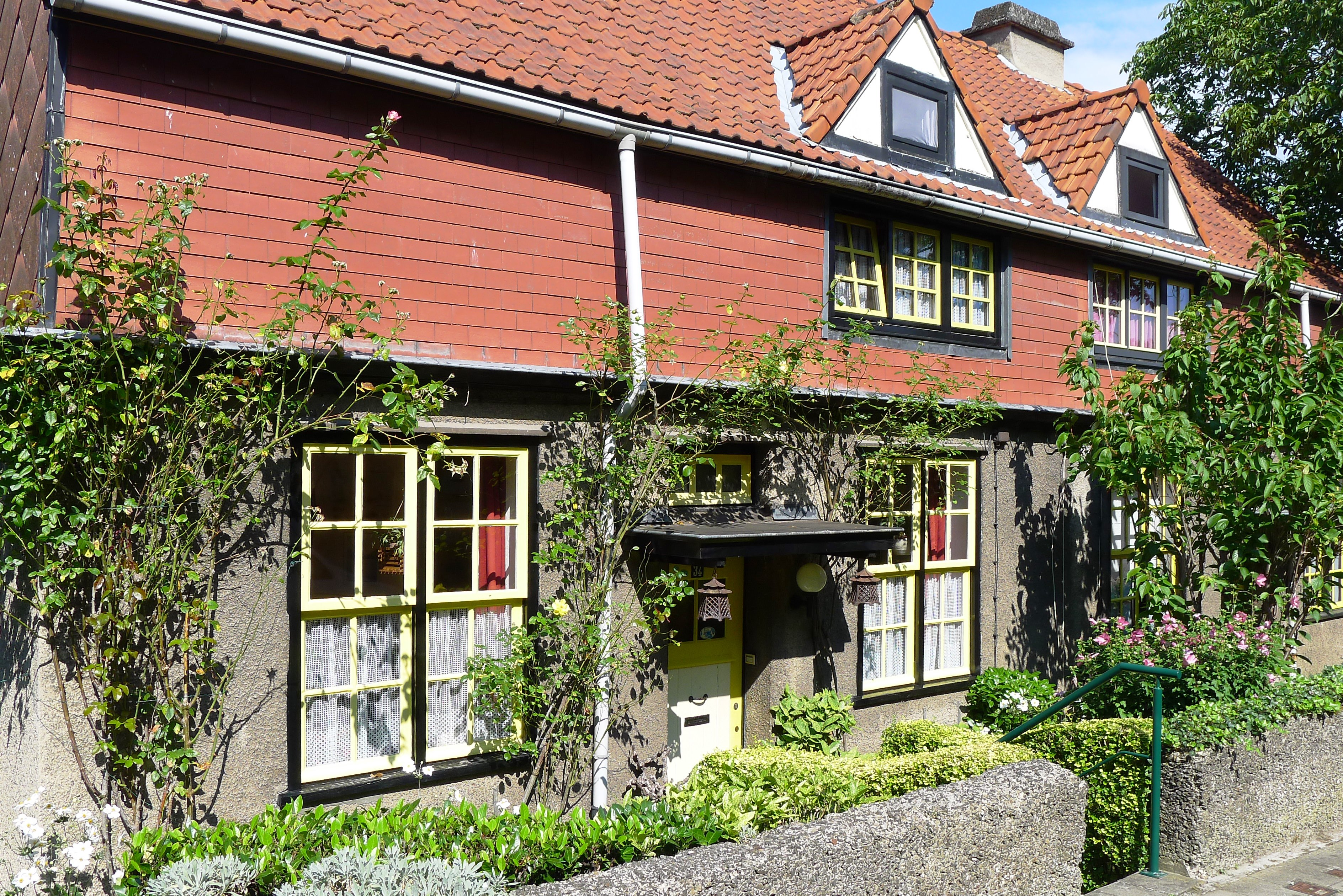
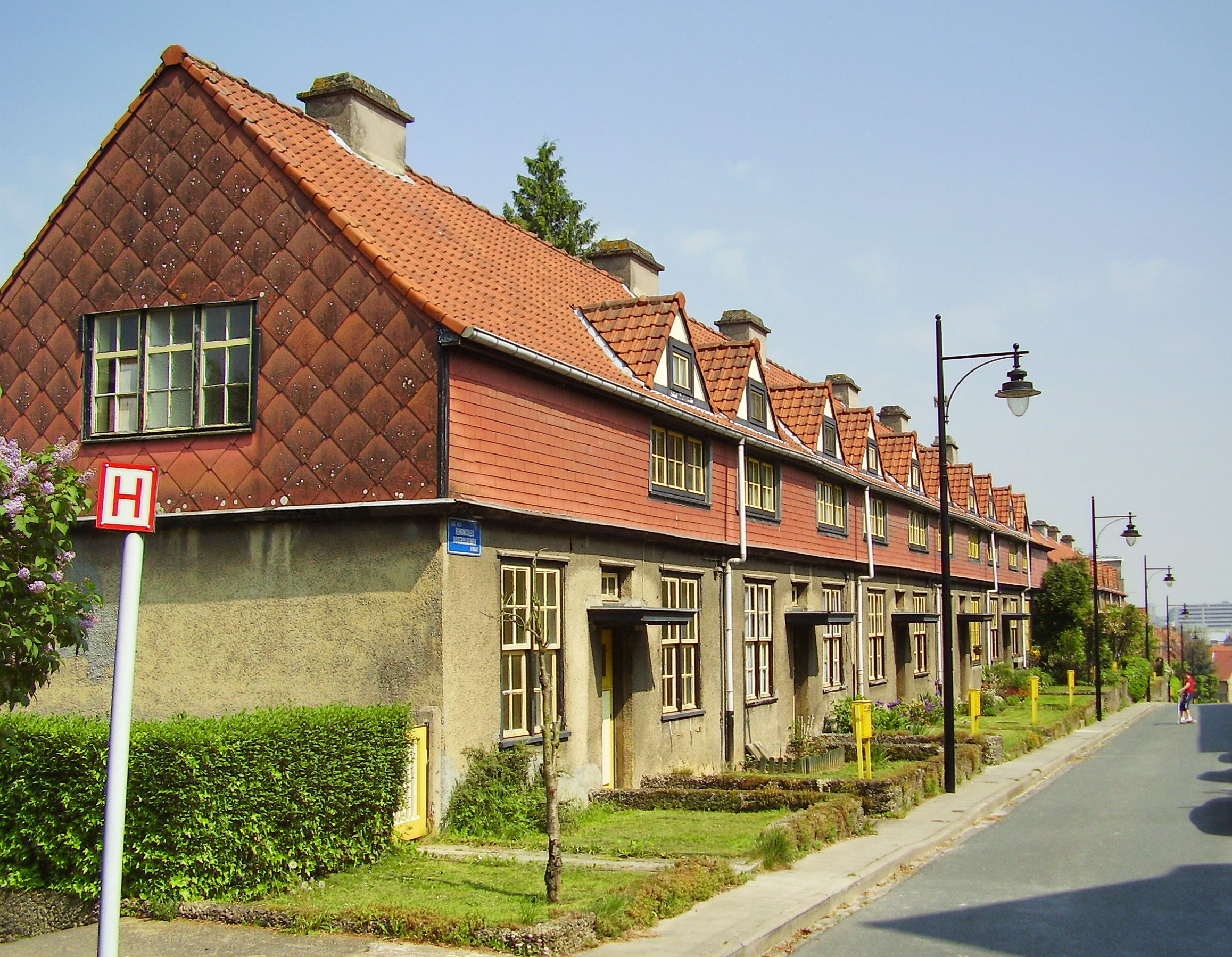
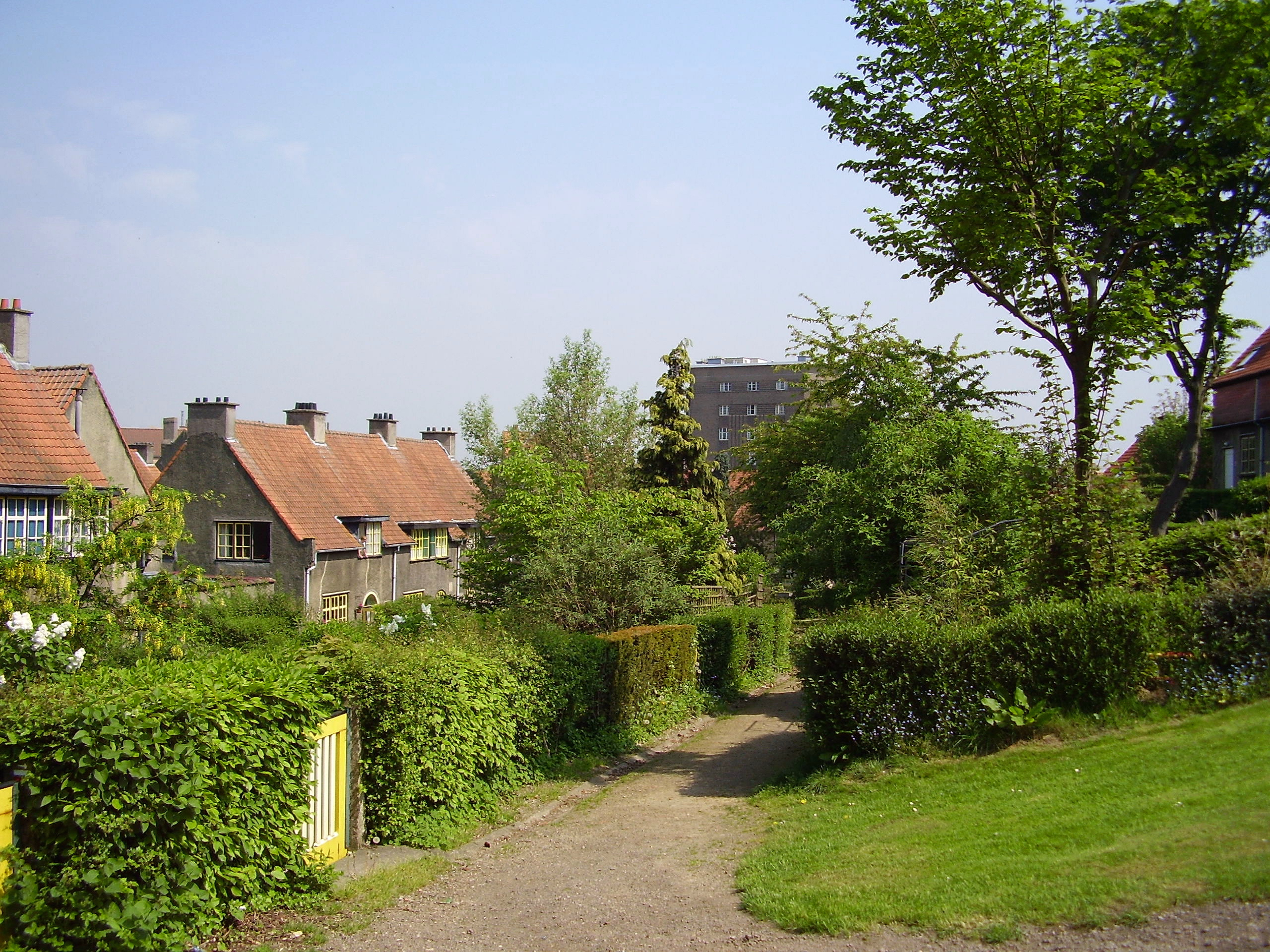
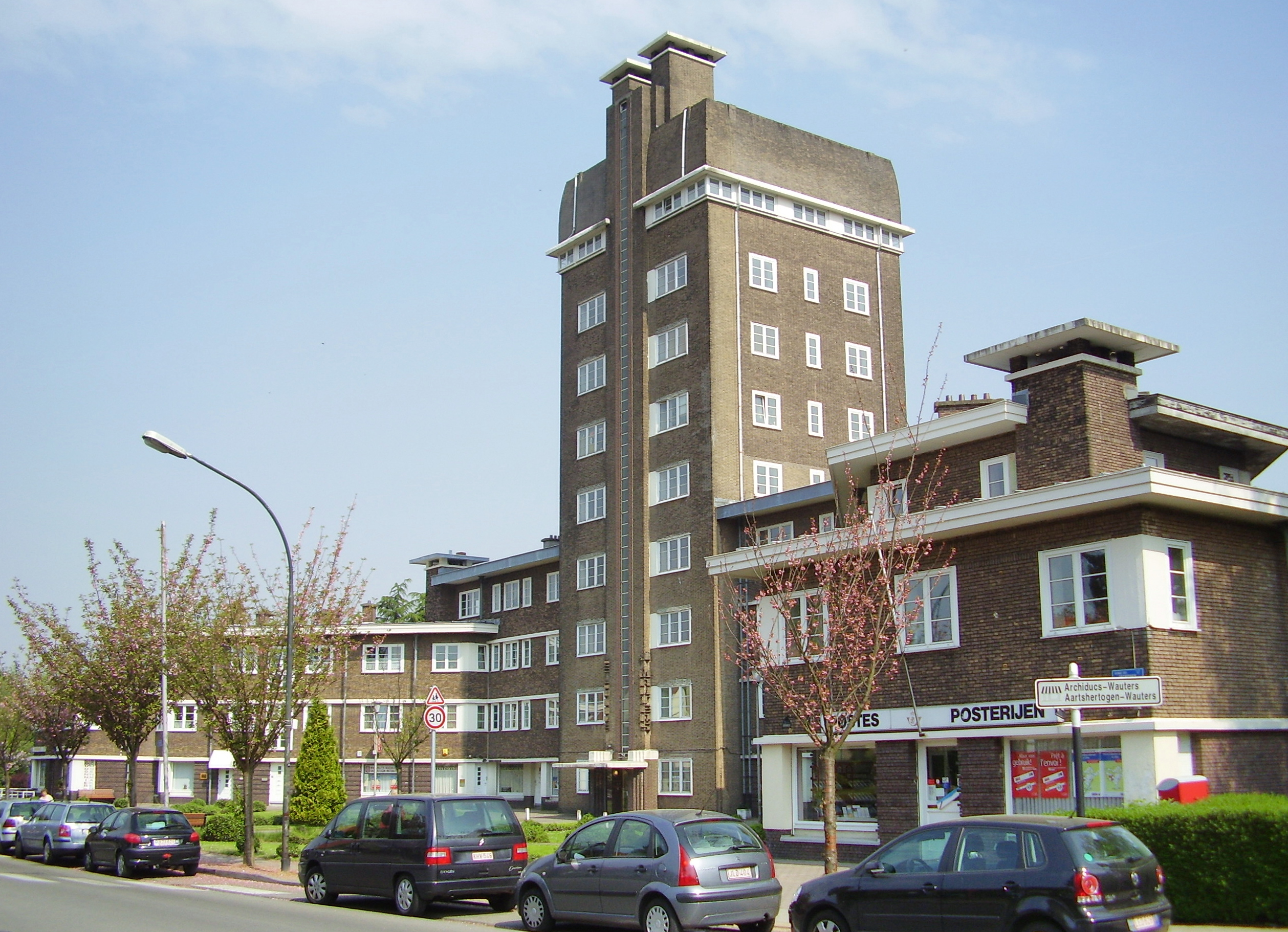

## Auderghem:la Cité Van Lindt

### Première cité-jardin

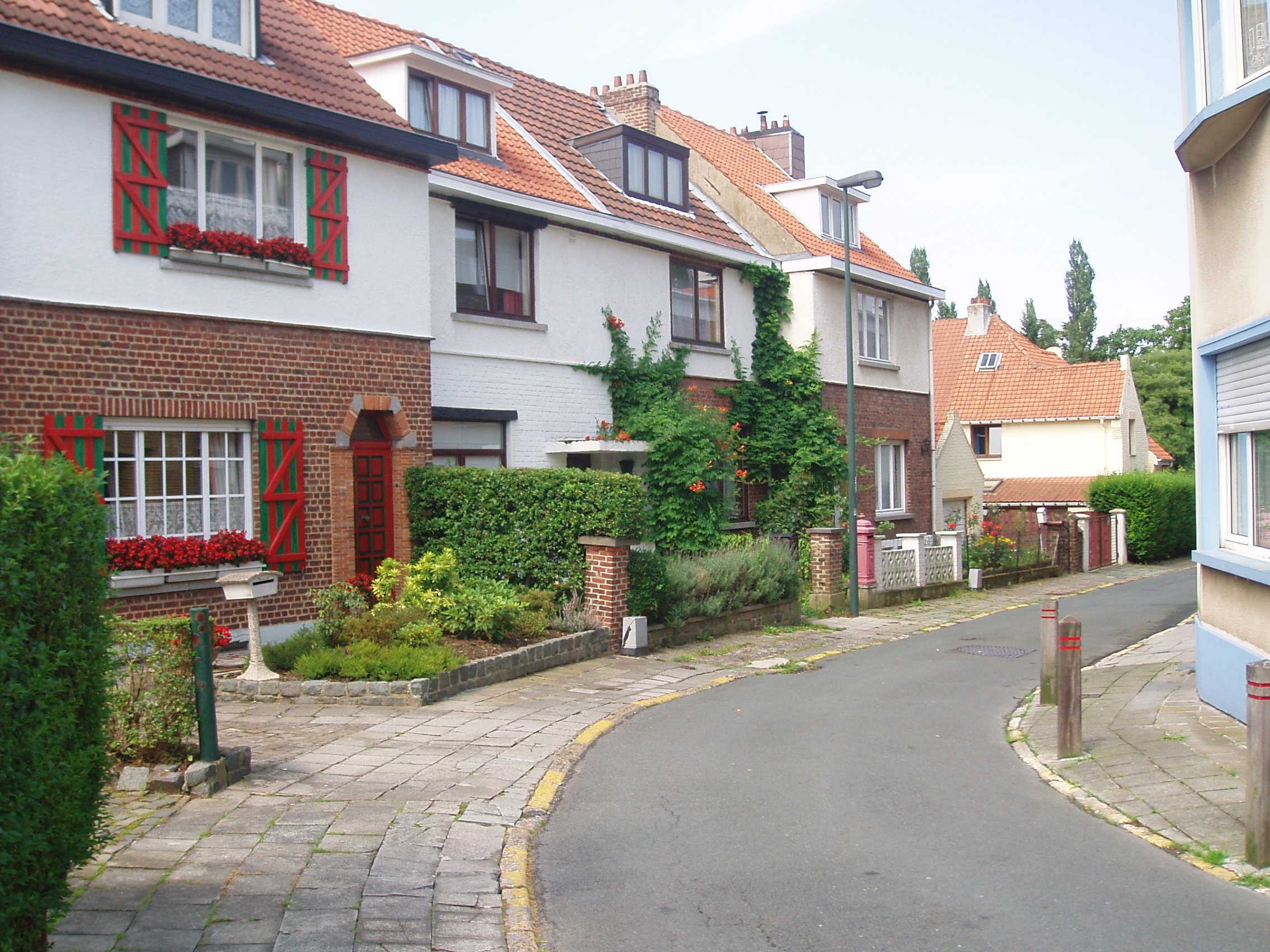
Van Lindt

Il s'agit d'une des plus petites cité-jardin de Belgique. Le quartier situé le long de la E411 a été construit autour du square Antoine Vanlindt. En ouvrant une plaine de jeu au milieu du square, celui-ci devenait le cœur de la cité-jardin. Le 5 juillet 1920, le conseil communal démarra l'achat des terrains faisant partie de l'héritage de l'ancien bourgmestre Joseph Chaudron.
La Société Locale d'Habitations à Bon Marché d'Auderghem lança un concours de tracé pour une cité-jardin de 71 maisons en 1921, dont les architectes Vanderslagmolen, Jean de Ligne et René Bragard furent classés les premiers et chargés de l'élaboration du plan définitif .
La Société Nationale des Habitations à Bon Marché (SNHBM) commença les travaux autour du square le 9 août 1921, sur base des plans des architectes Vanderslagmolen et Verbist.
Inaugurée en 1922, ce quartier compte 89 immeubles du type cottage sur une surface de quelque 4 ha, chacune avec un jardinet, devant et derrière, d'environ 2 ares.
Cette réalisation nécessita l'aménagement de quatre rues menant au square Antoine Vanlindt :
- L'avenue Van Elderen qui commence à la chaussée de Wavre et qui reliait initialement le square Vanlindt ;
- Son prolongement jusqu'au square du Sacré-Cœur, qui s'appelait à l'origine avenue des Frères Goemaere ;
- La rue Moreels qui commence à la rue de l'Homme de Bien ;
- La rue Henri Vereycken qui commence également chaussée de Wavre.

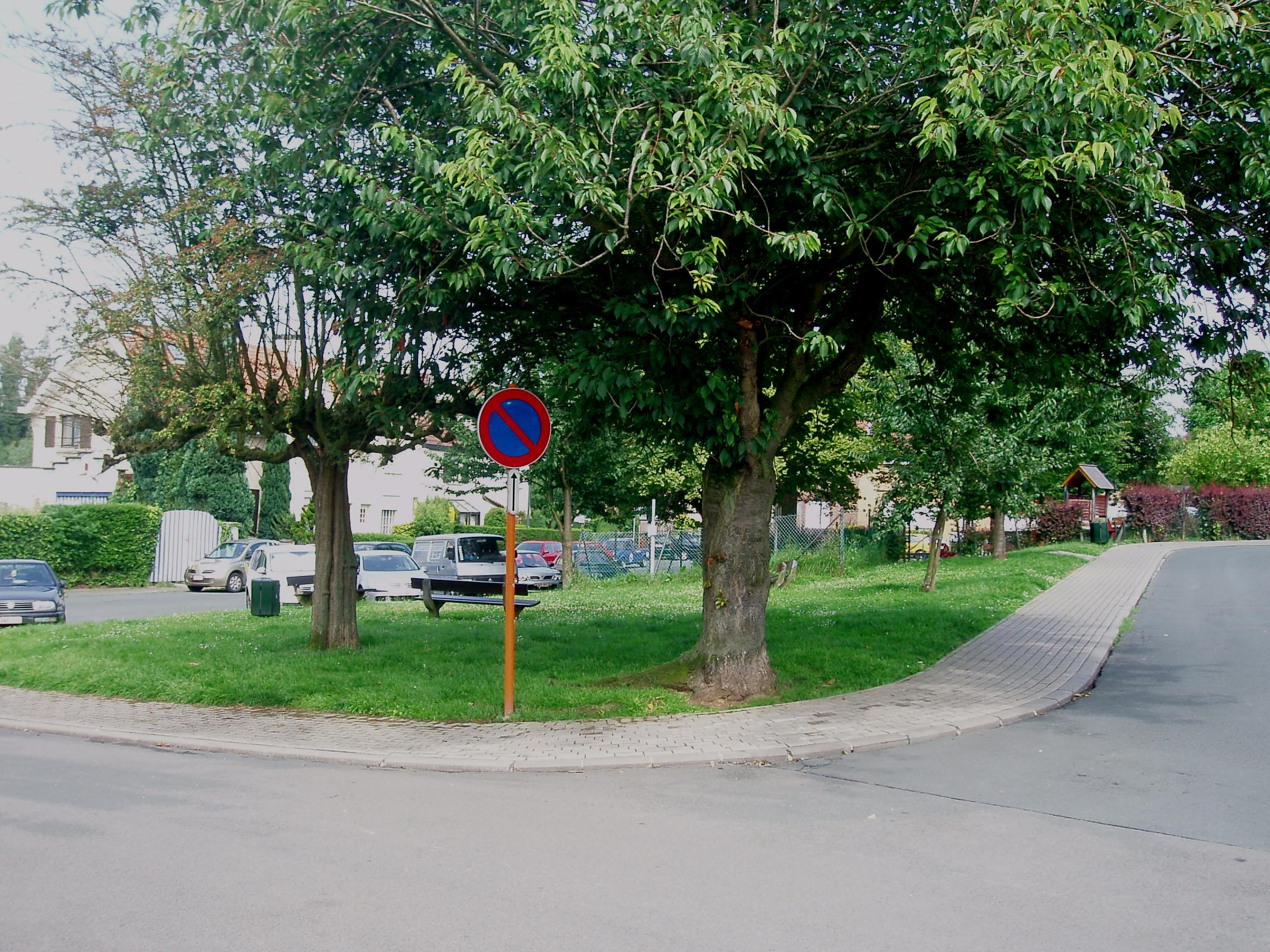
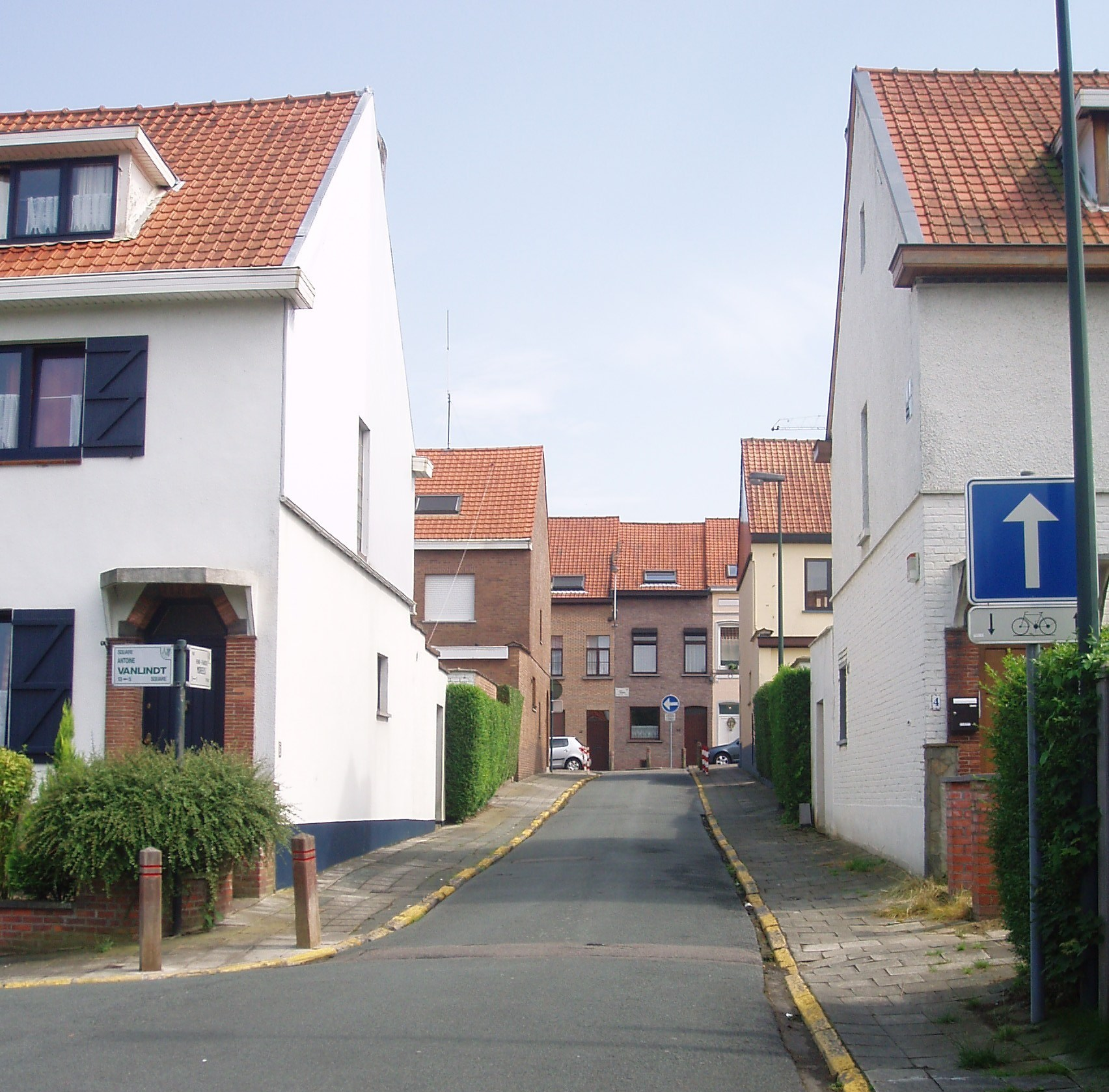
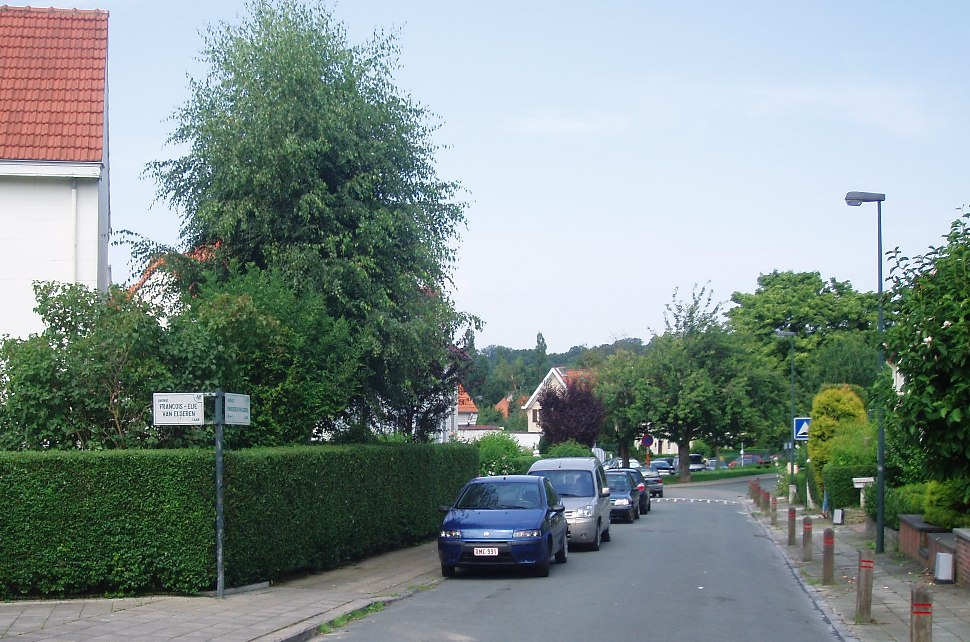

### Cité-jardin autour du cimetière

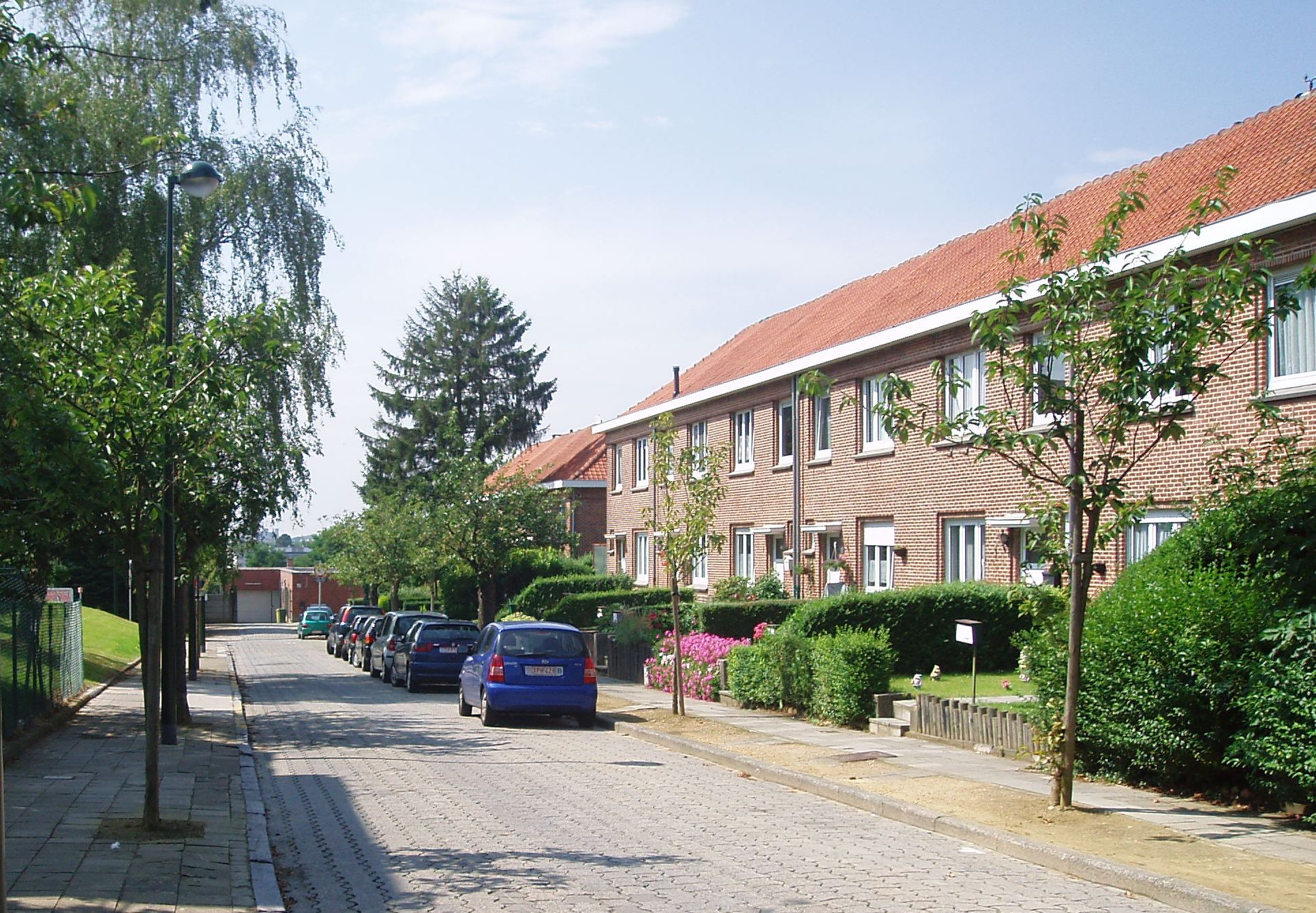
Logements alignés dans la rue Rotiers

La Société Nationale des Habitations et Logements à Bon Marché (SNHLB) reçut l'accord de construire une nouvelle cité-jardin. Au début des années 1930, elle acheta les terrains délimités par les avenue Jean Van Horenbeeck, avenue René Stevens, avenue Daniel Boon et le cimetière d'Auderghem. La crise des années 1930 et la Seconde Guerre mondiale repoussèrent ces projets à plus tard.
- La construction du quartier débuta finalement à la fin de 1949, par la rue Émile Rotiers.
- Le 25 avril 1952, trois rues furent baptisées:
  - l'avenue Guillaume Van Nerom ;
  - la rue Franciscus Vandevelde ;
  - l'avenue Victor Moreau ;
- Le 24 juin 1953, la rue Jean Ekelmans ;
- Le 3 octobre 1959, le square Georges Golinvaux ;
- Au début des années 1960, on continua la construction :
  - Côté impair de l'avenue René Stevens;
  - square Louis Van Simaey et avenue du Grand Forestier.

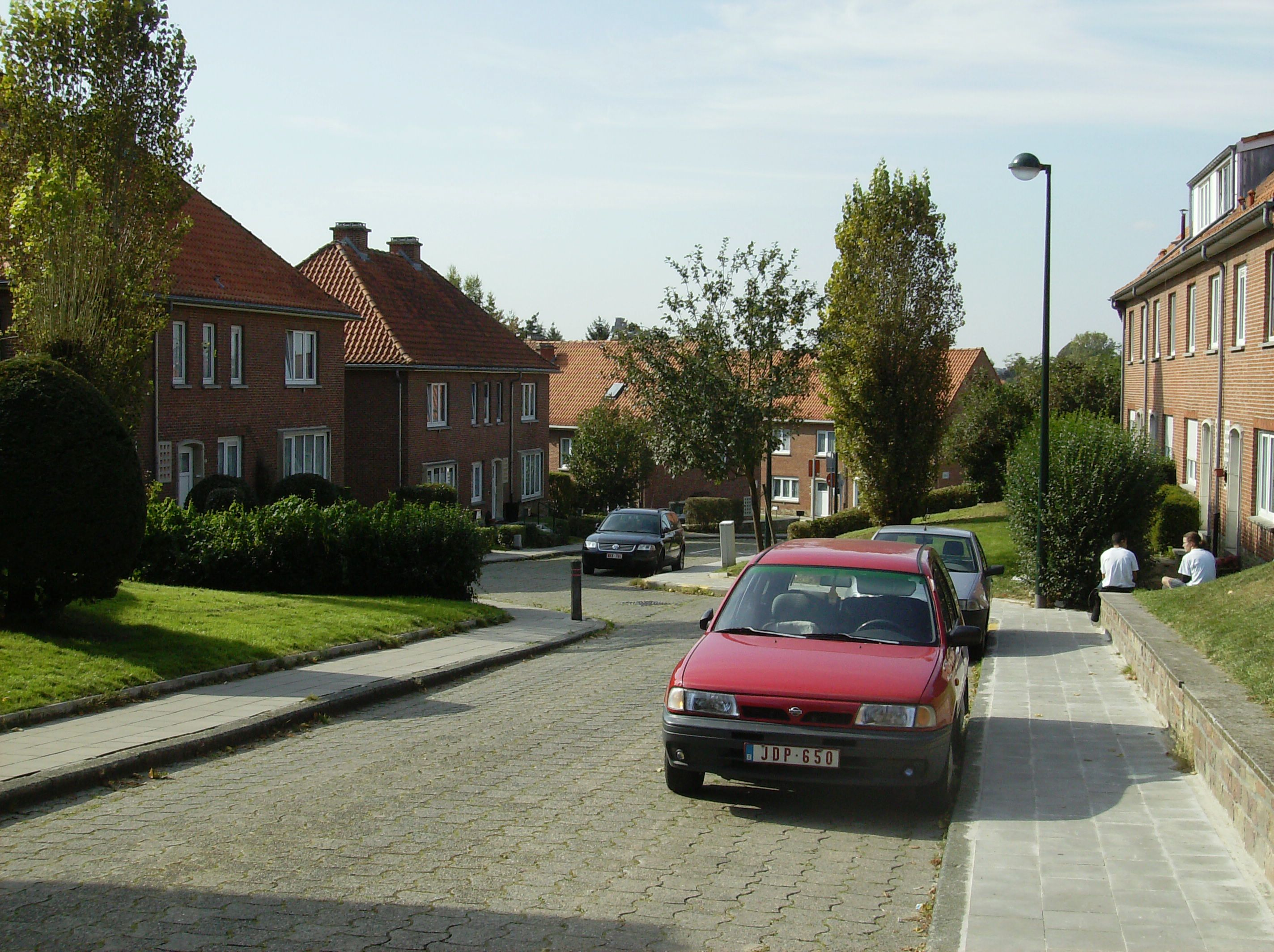
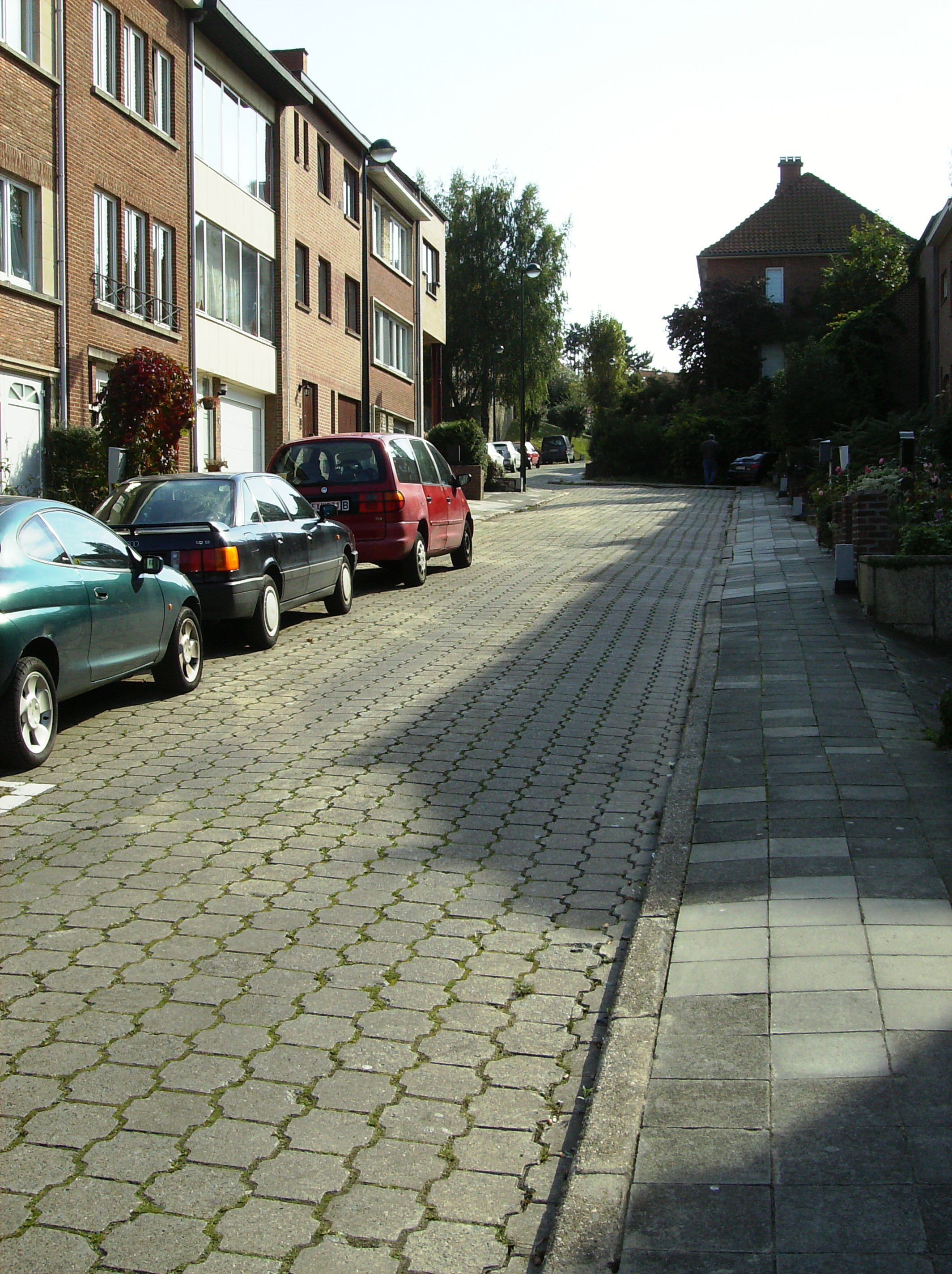
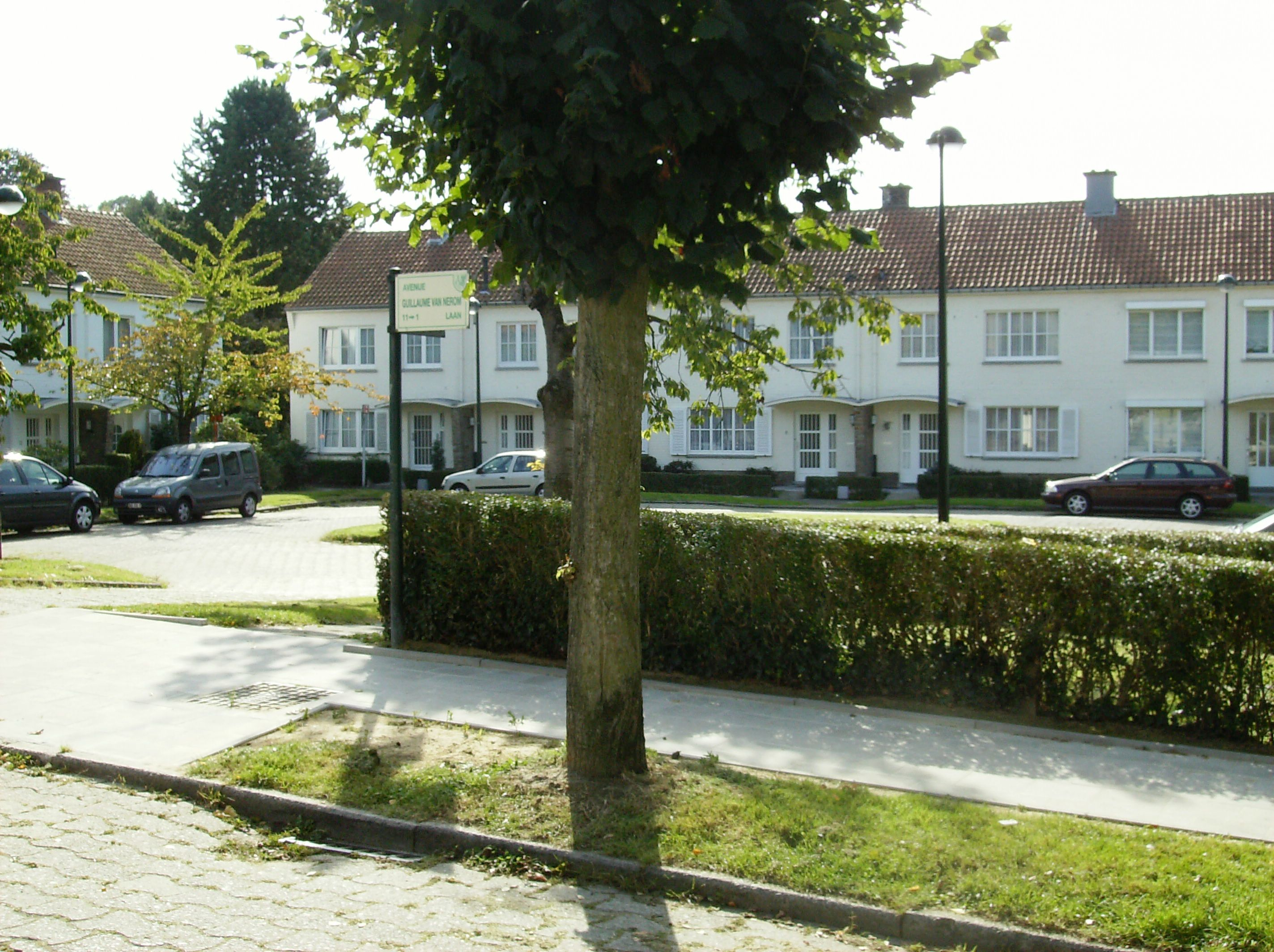

## Berchem-Sainte-Agathe:la Cité Moderne

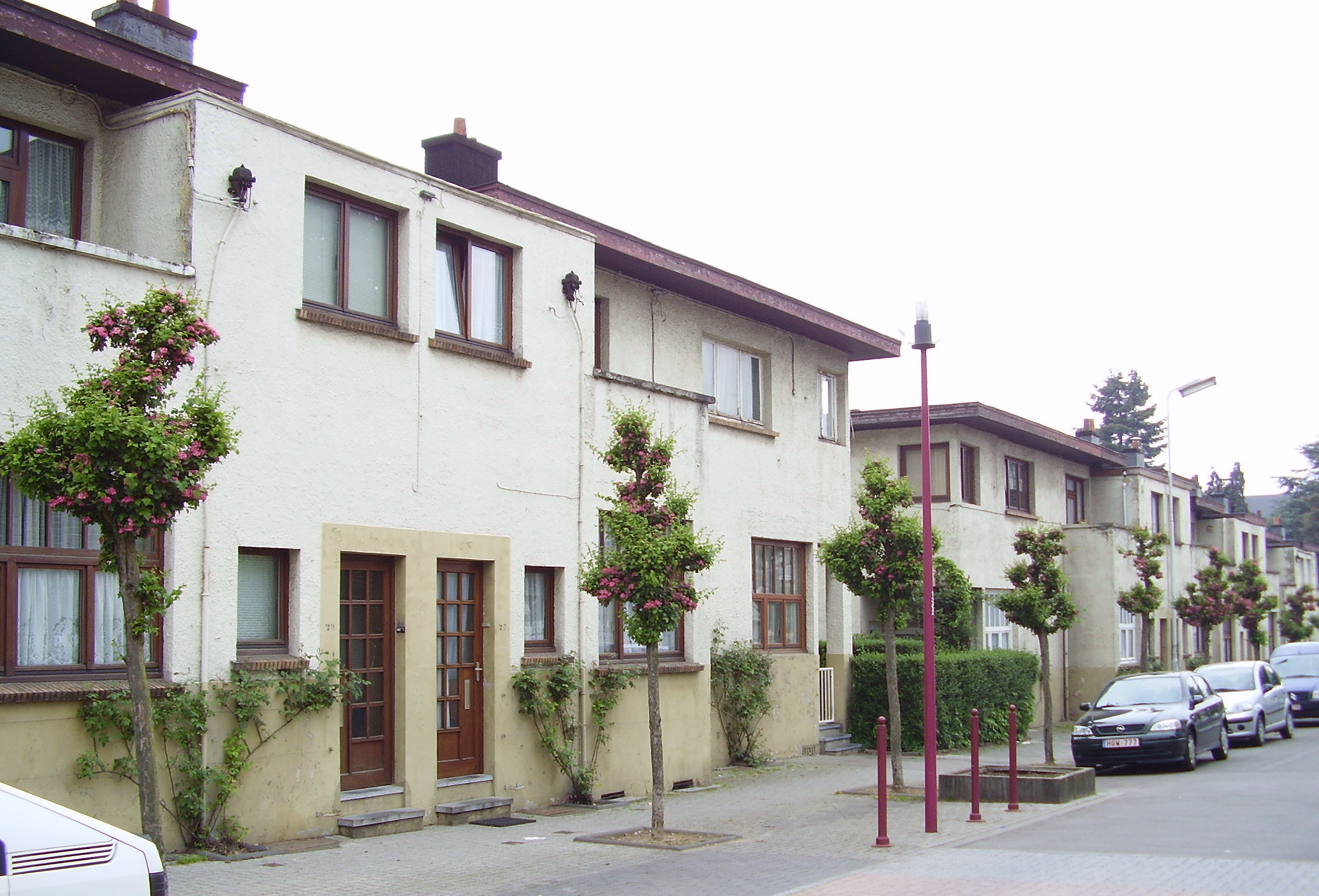
Cité Moderne

La Cité Moderne qui comprend 275 logements est construite entre 1922 et 1925 pour le compte d'une société coopérative de logements sociaux. Elle est conçue par l'architecte Victor Bourgeois (1897-1962), tête de file avant-gardiste en Belgique du courant moderniste, réflexion sur l'architecture et l'urbanisme, ce dernier bénéficia du grand prix des arts décoratifs de Paris en 1925). Les maisons et les petits immeubles à appartements, d'un style cubiste qui refuse toute ornementation, présentent des volumes sobres aux angles droits et aux toits plats. L'usage du béton armé, nouveauté à l'époque, permet de réduire les coûts de construction. Chaque maison est orientée (certaines disposées en dents de scie) de façon à recevoir au mieux la lumière de jour et possède un jardin privé qui pouvait être cultivé. Il s'agit du premier exemple de ce type d'architecture en Belgique.
Le plan de la cité consiste en une série de rues courtes et d'impasses évitant la circulation de transit, de placettes et de squares imaginés par l'urbaniste et paysagiste Louis Van der Swaelmen et destinés à favoriser la convivialité et la solidarité entre les habitants ainsi que leur sécurité. Les noms attribué aux rues et places soulignent ces intentions : rue de la Fondation, de la Gérance, de l'Évolution, du Bon accueil, de l'Entraide ou des Ébats, place de l'Initiative ou des Coopérateurs.
La Cité obtient en 1925, le Grand Prix de l'Exposition des Arts Décoratifs de Paris et apportera la renommée internationale à son concepteur. Elle figure toujours dans de nombreux ouvrages d'architecture.
Aujourd'hui dans un état déplorable malgré le classement du site en 2000, et comportant même des habitations à l'abandon, la cité attend une rénovation constamment reportée. Cet état de fait est dû en partie à la difficulté de concevoir des projets qui allient les exigences de confort et de sécurité actuelles, bien loin de celles des années 1920, à la volonté de ne pas dénaturer le caractère architectural d'origine et l'intégrité de ce patrimoine.

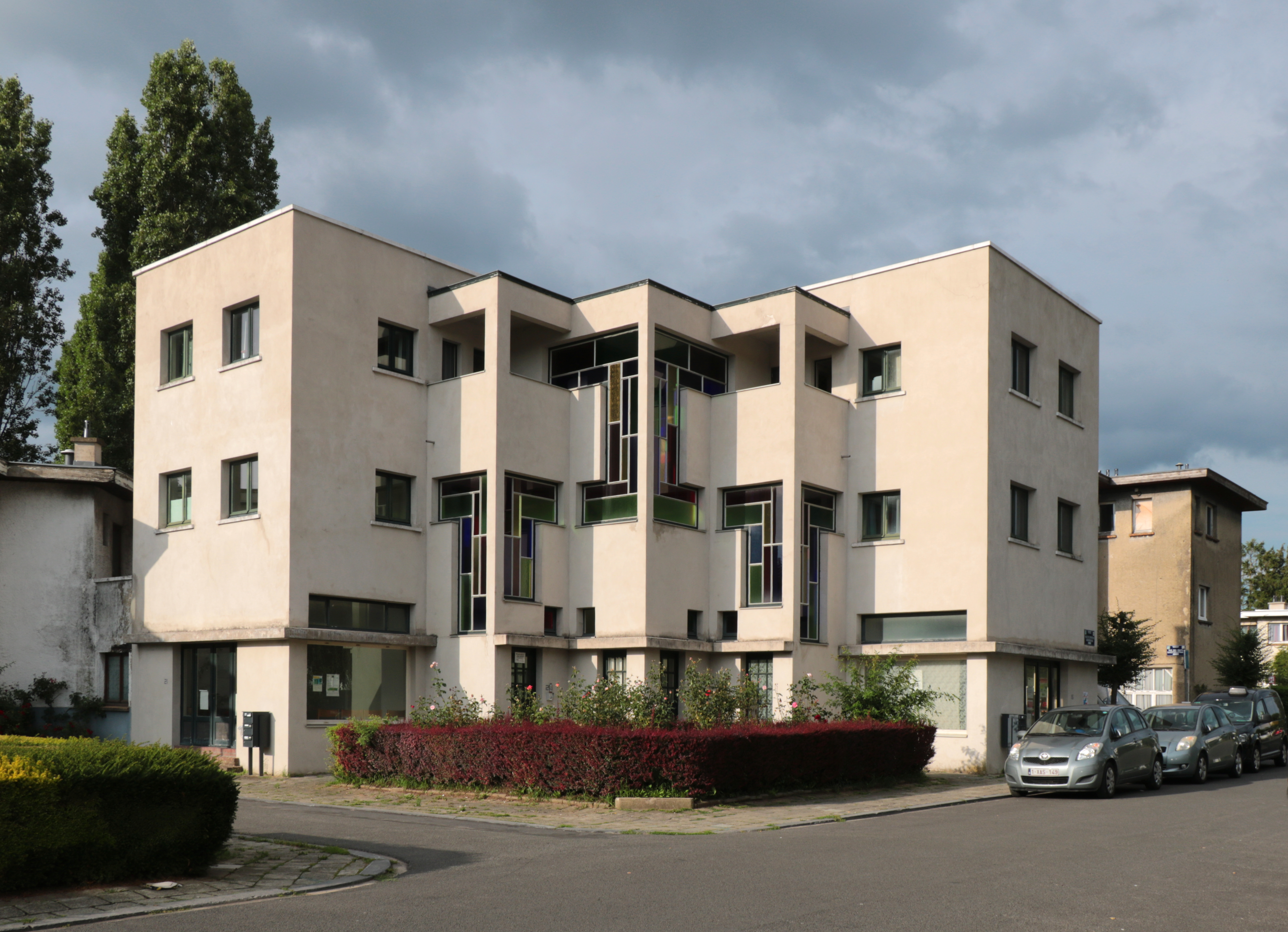
Place des Coopérateurs no 18.
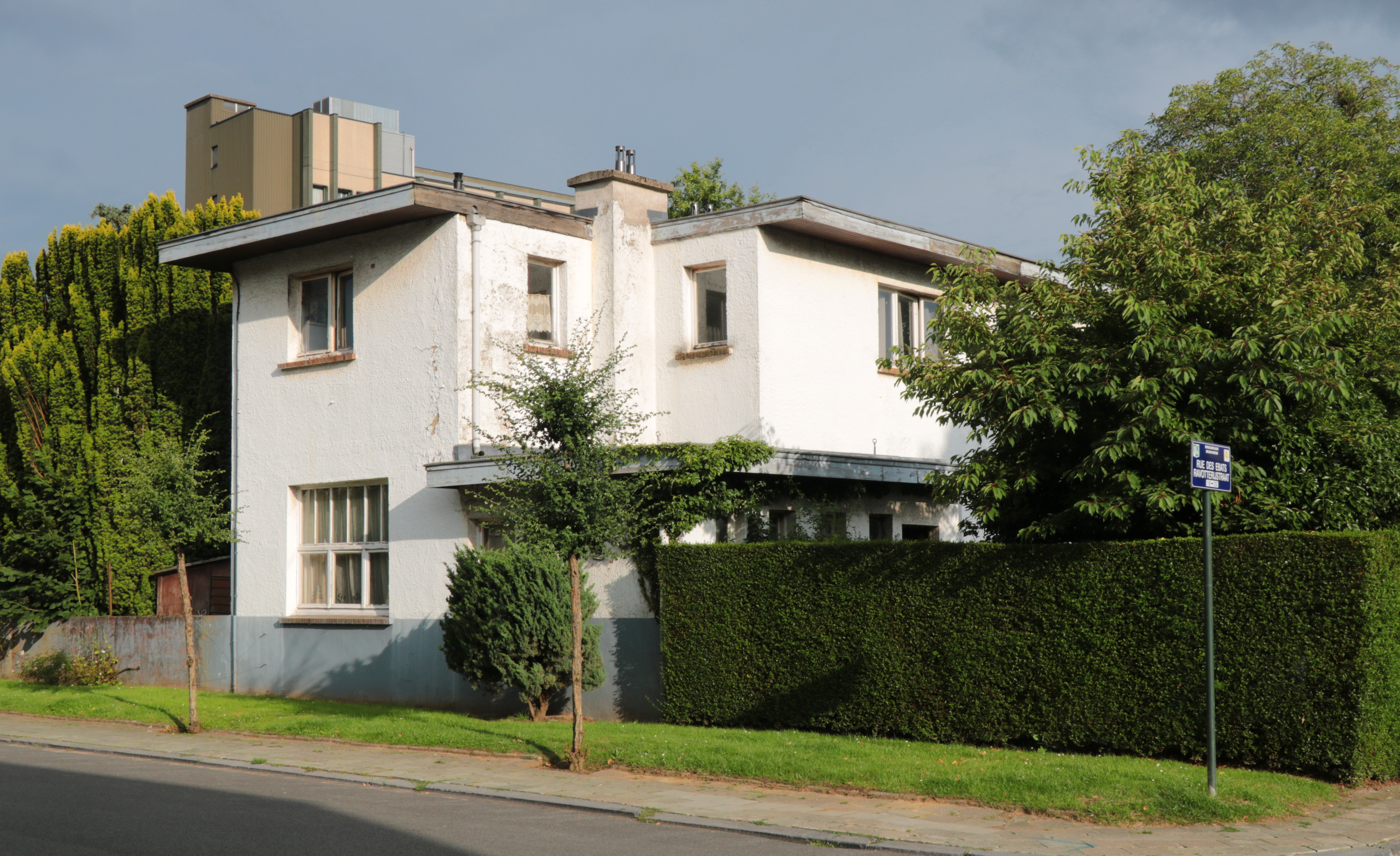
Maison individuelle.
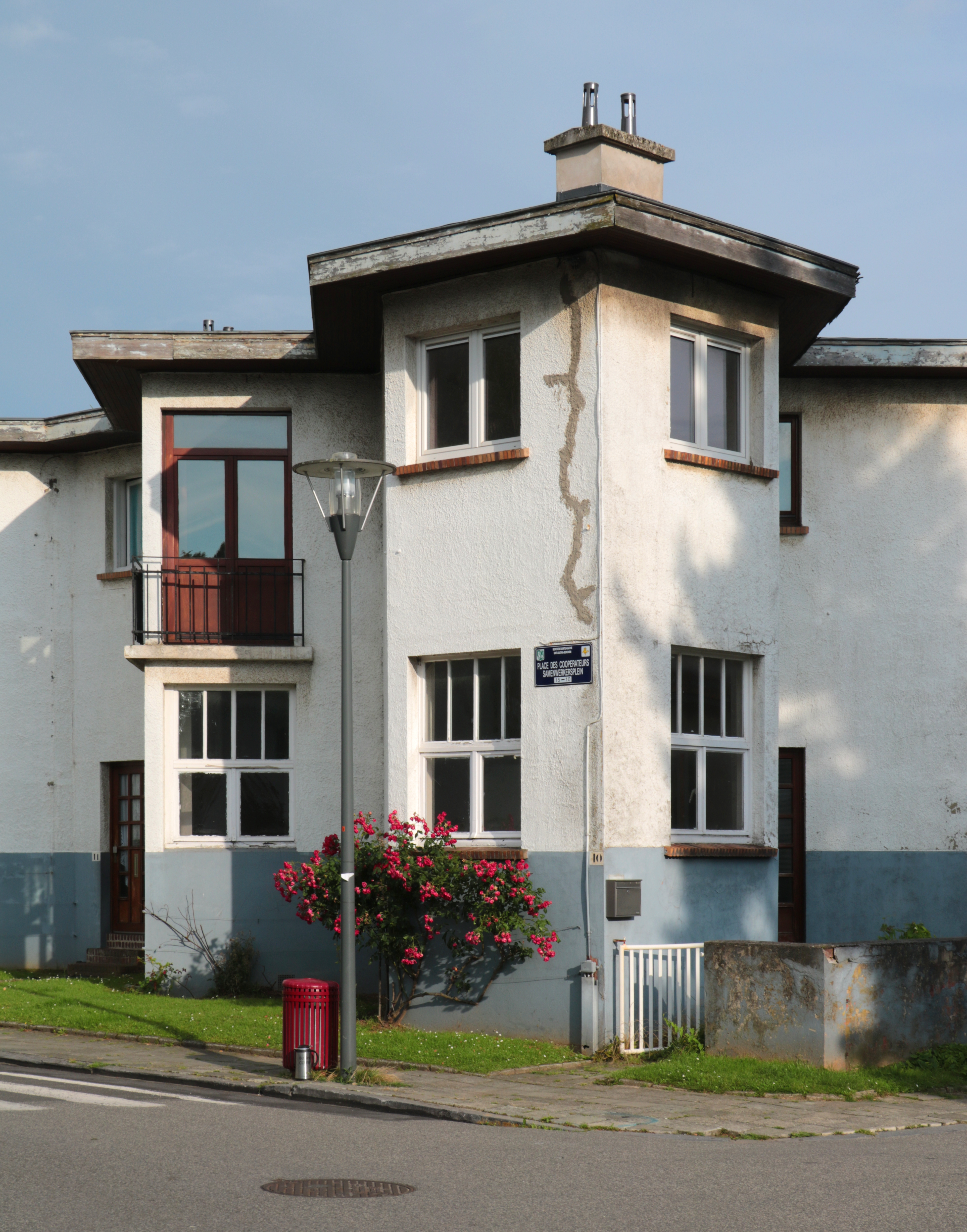
Maison d'angle.
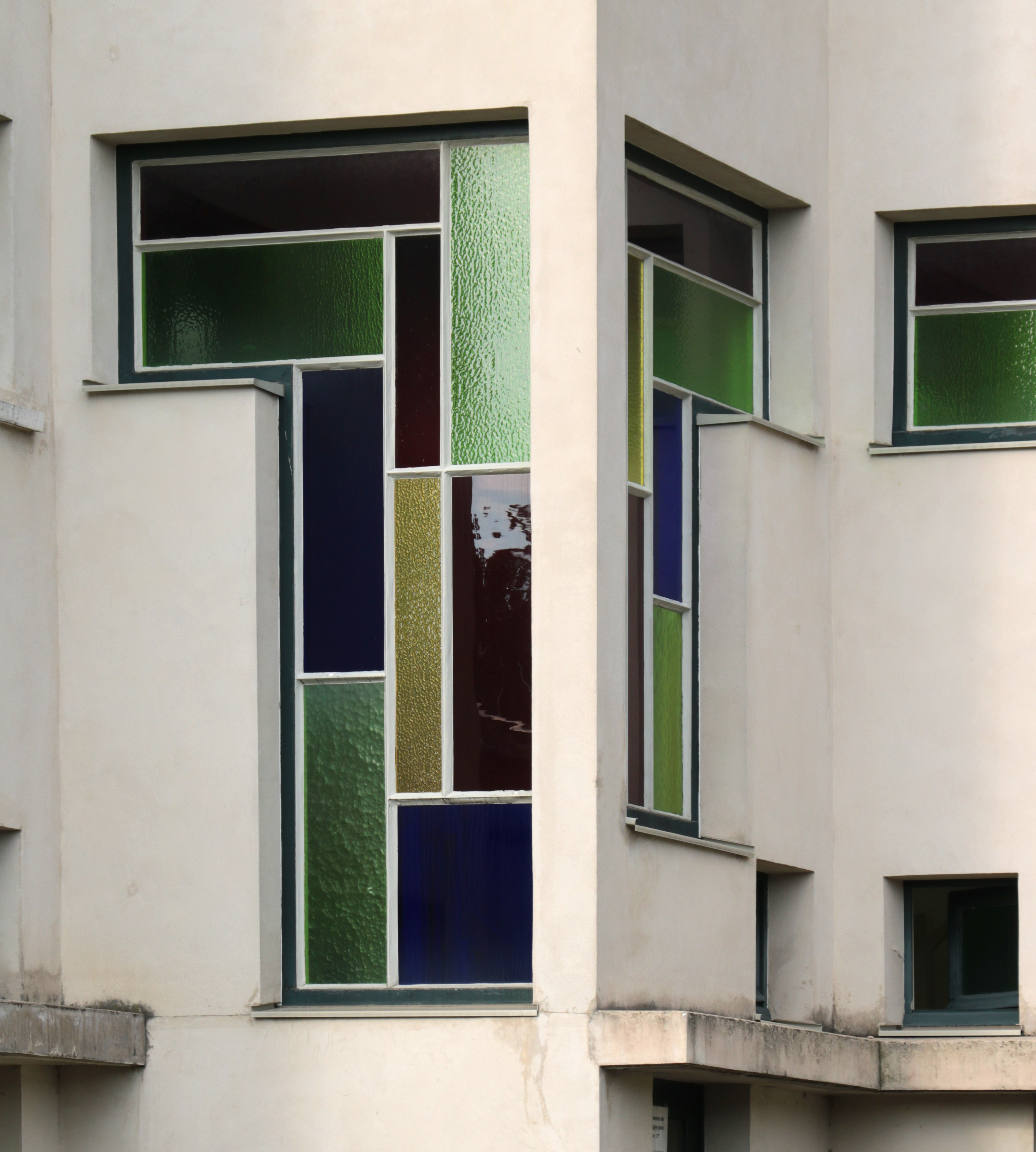
Détail.

## Schaerbeek:la Cité Terdelt

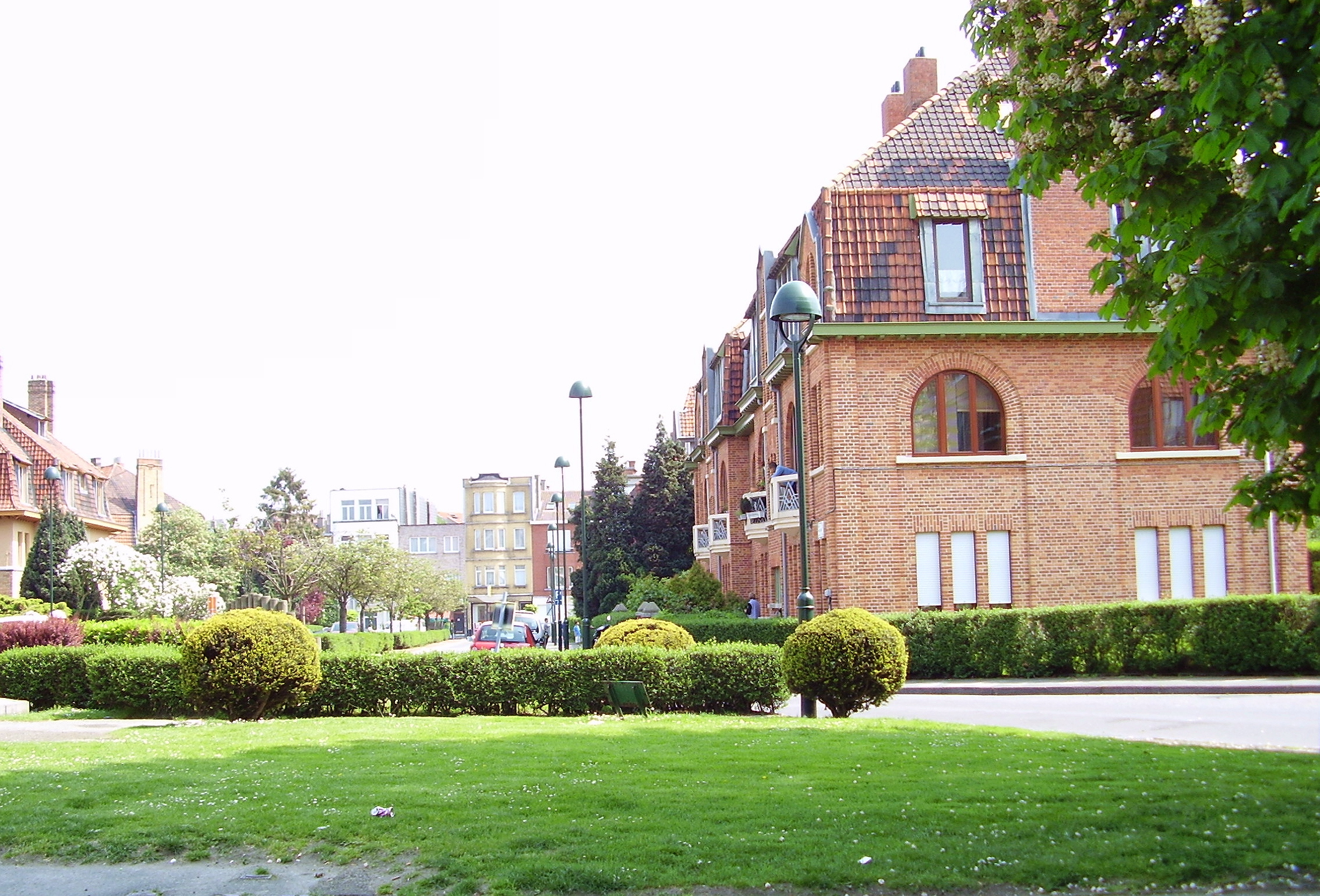
Terdelt

Le quartier situé à la limite de la commune tire son nom de celui de l'ancien plateau de terre agricole ter-dal, (dans le vallon) sur lequel il est bâti. L'endroit avait été choisi en 1868 pour l'implantation du cimetière communal qui cèdera la place à un centre sportif un siècle plus tard.
L'initiative de la création de la cité-jardin revient au conseil communal, au travers de la société de logement social le Foyer schaerbeekois mise en place en 1899 pour enrayer la terrible crise du logement qui sévissait alors, particulièrement dans les couches les moins favorisées de la population. La société fit construire de nombreux immeubles à appartements dont l'édification fut interrompue par la Première Guerre mondiale. Au lendemain de celle-ci, la société décide de construire sur les terrains bon marché au-delà du cimetière, une cité-jardin à l'anglaise. Un concours d'architecture est organisé par la commune en 1921 pour sa conception, concours remporté par l'architecte Moenaert. Son projet, jugé trop peu dense et à l'esthétique bourgeoise, ne sera pas réalisé. Le chantier sera finalement confié à Charles Roulet, détaché pour l'occasion de l'administration communale où il dirigeait le service des expropriations.
La cité est conçue autour d'une place centrale de forme ovale où un square sert de point de rencontre. Pour éviter la circulation de passage, les rues qui s'en éloignent sont courbes et étroites ; elles se rejoignent à différents ronds-points. Les maisons unifamiliales étaient à l'origine destinées à être mises en location. En raison de la demande et pour raison financière, elles ont été vendues. De petits immeubles à logements multiples, destinés à la seule location, ont également été construits. Si une toute petite partie de la cité a été inauguré à la veille des élections communales, le 19 septembre 1926, par le bourgmestre Raymond Foucart, l'ensemble ne sera pas achevé avant 1931. La cité se caractérise par l'usage de briques rouges rehaussées de parties crépies. À sa construction, la cité était isolée entre terre agricole et cimetière. Aujourd'hui, elle n'a pas conservé son homogénéité ; beaucoup de maisons ont été repeintes ou transformées avec des matériaux différents de ceux d'origine. Elle a toutefois conservé un côté village qu'une association d'habitants se charge de préserver.

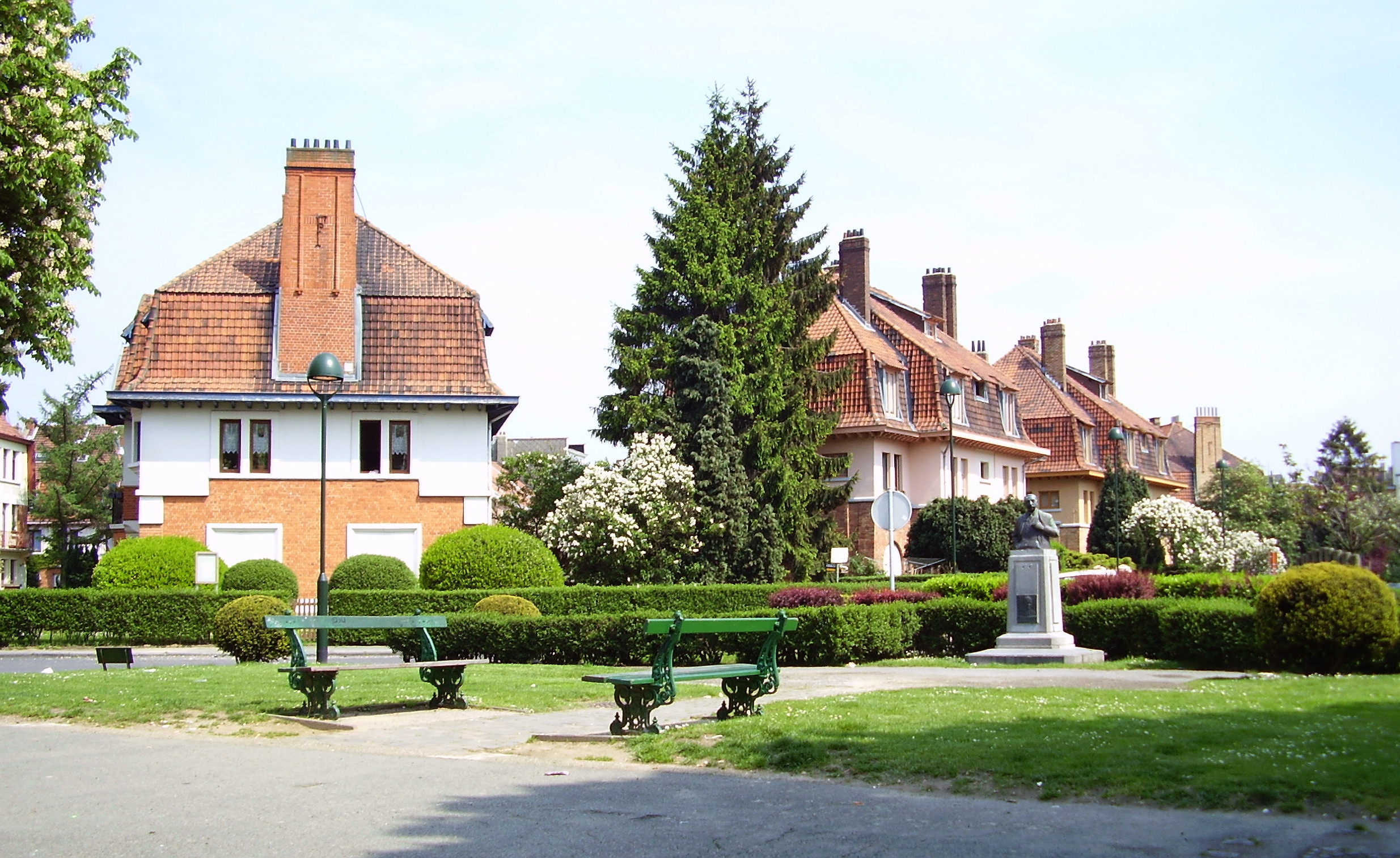
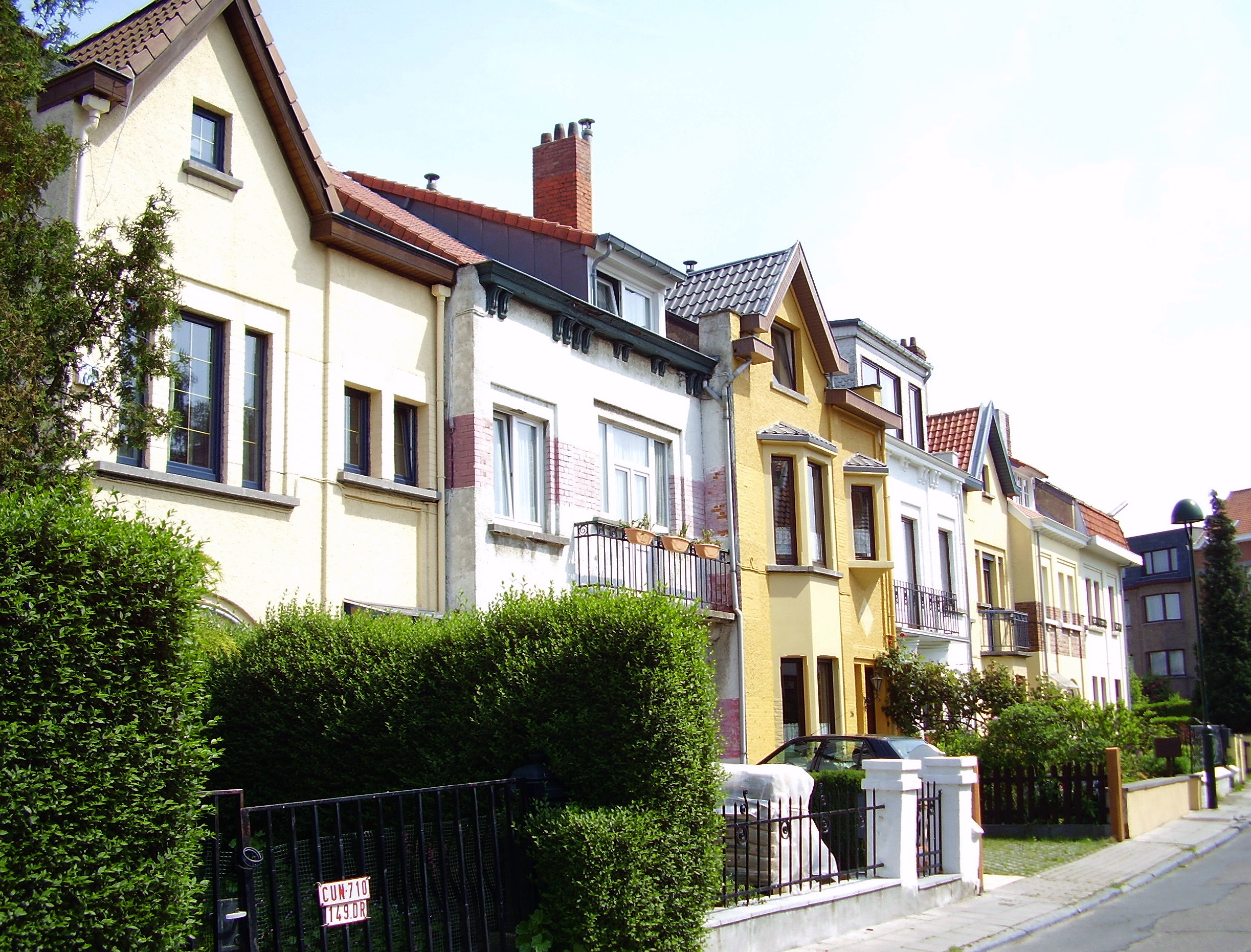
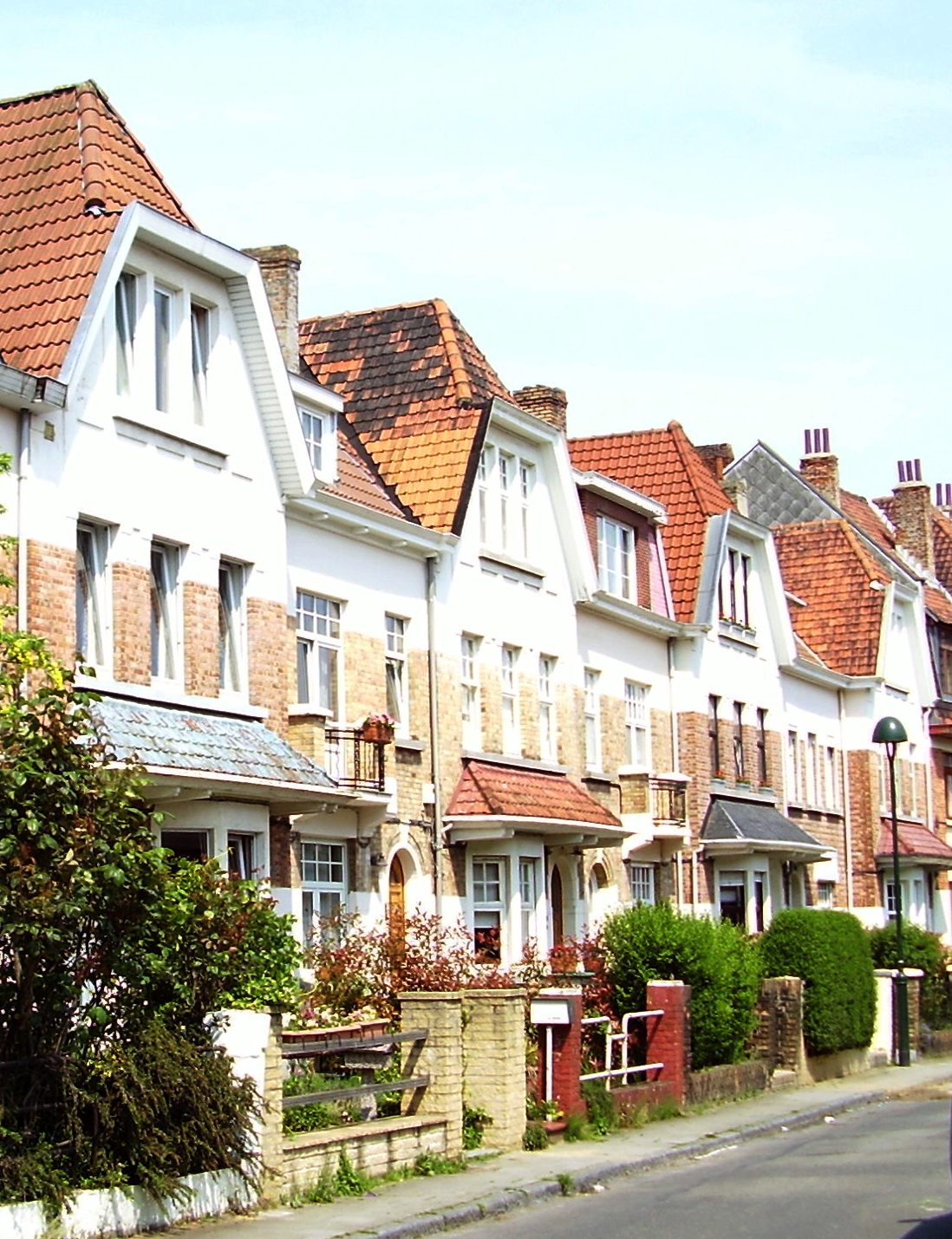
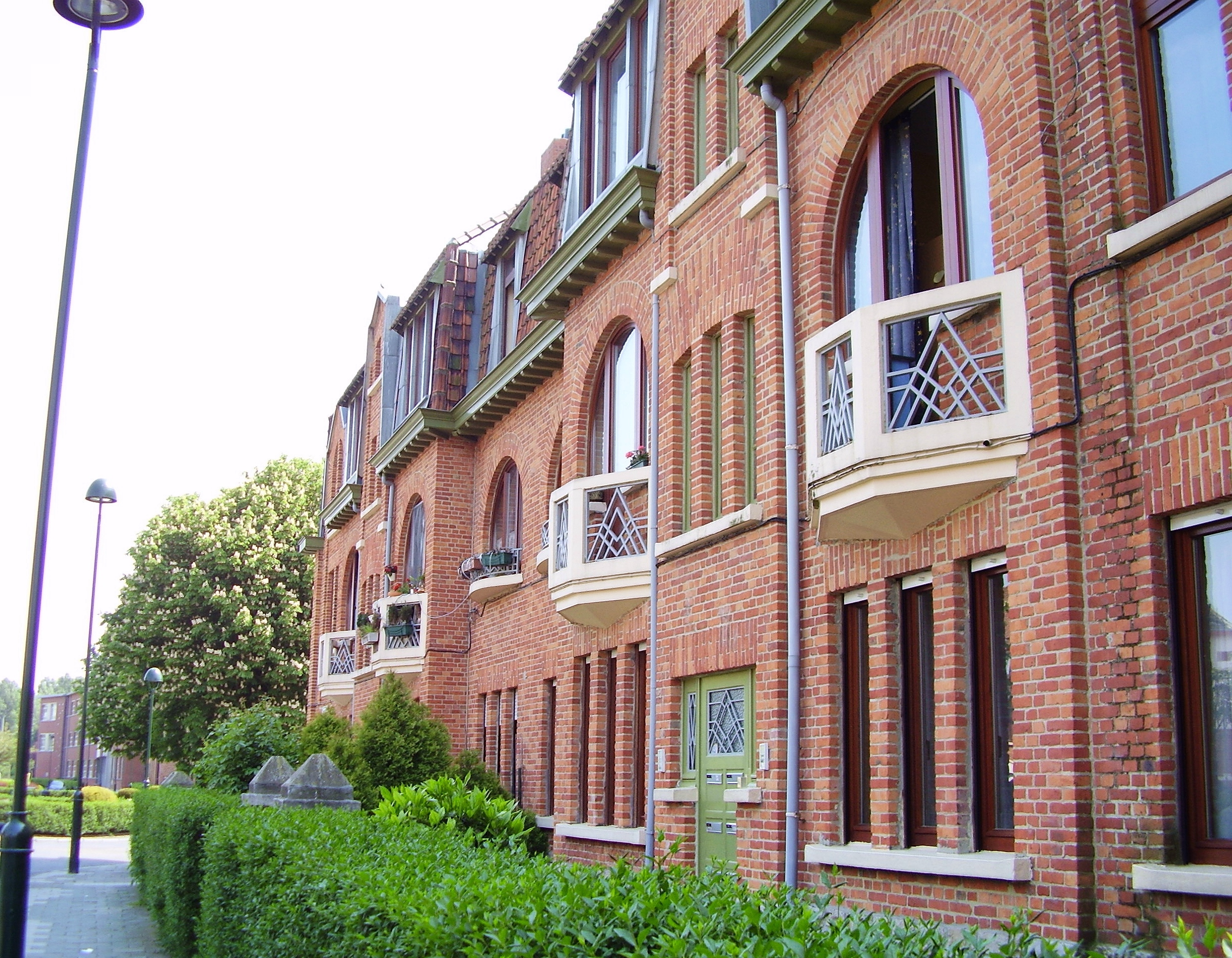

## Anderlecht:les Cités de la Roue, Bon Air et de Moortebeek
Les trois cités-jardins d'Anderlecht ont été conçues à l'origine dans le but de reloger principalement les habitants des quartiers ouvriers insalubres du centre de Bruxelles et des Marolles chassés par les grands travaux qui, de la construction du palais de justice et le voûtement de la Senne, à la réalisation des boulevards centraux et de la jonction Nord-Midi, provoquaient depuis la fin du XIXe siècle, la destruction de portions entières de la ville. L'histoire de la création des cités-jardins d'Anderlecht est liée à celle des luttes ouvrières du début du XXe siècle et de la création du mouvement socialiste. Les aides à ces réalisations ont parfois été freinées par une fraction des autorités qui voyaient d'un mauvais œil la création d'une ceinture rouge autour de Bruxelles.

### Cité de la Roue

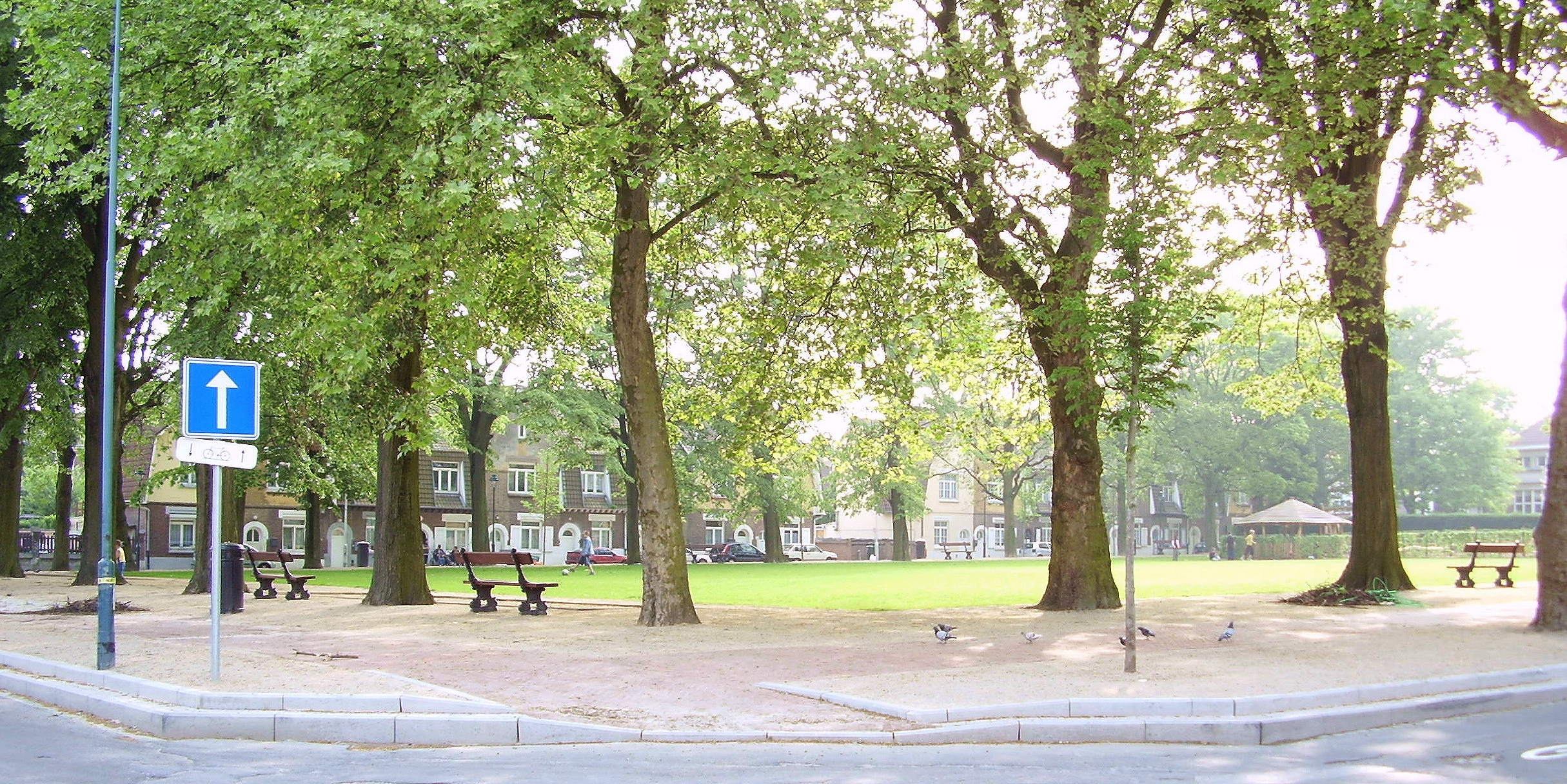
La Roue

À l'initiative du Foyer anderlechtois constitué en 1907 est décidée la construction d'une cité ouvrière dans le quartier de la Roue (ainsi nommé semble-t-il en souvenir de l'emplacement d'une ancienne roue de supplice). Rapidement interrompue par la guerre, la construction ne reprendra véritablement qu'en 1920. La conception des 688 maisons unifamiliales est confiée à un groupe d'architectes sous la direction de Jean-Jules Eggericx et de l'urbaniste Louis Van der Swaelmen. Le chantier constituera un véritable champ d'expérimentation pour de nouvelles techniques et matériaux. L'ensemble homogène est composé de près d'une soixantaine de modèles de maisons différentes, chacune pourvue d'une salle commune, d'une laverie, de deux réduits, trois chambres, un grenier et un jardinet de 50 mètres carrés. Les conditions de confort et d'espace, pour ces familles souvent nombreuses, qui nous sembleraient aujourd'hui très insuffisantes étaient considérée comme appréciables à l'époque. La cité s'articule autour d'un vaste espace vert commun, la Plaine des Loisirs, lieu de rencontre et de jeux, sur une partie duquel sera construite l'école fondamentale. Les noms des rues voisines rappellent les luttes de la classe ouvrière, la rue des Huit Heures, des Droits de l'Homme, de la Solidarité ou de l'Émancipation. Une bonne part des maisons a par la suite été vendue aux habitants qui n'ont pas toujours eu la possibilité de les entretenir et de les adapter aux exigences actuelles. Les transformations n'ont pas toujours respecté le caractère de la cité. Actuellement le Foyer anderlechtois reste propriétaire de 40 % des logements. Des programmes de rénovation et de sensibilisation des propriétaires privés ont été mis en œuvre.

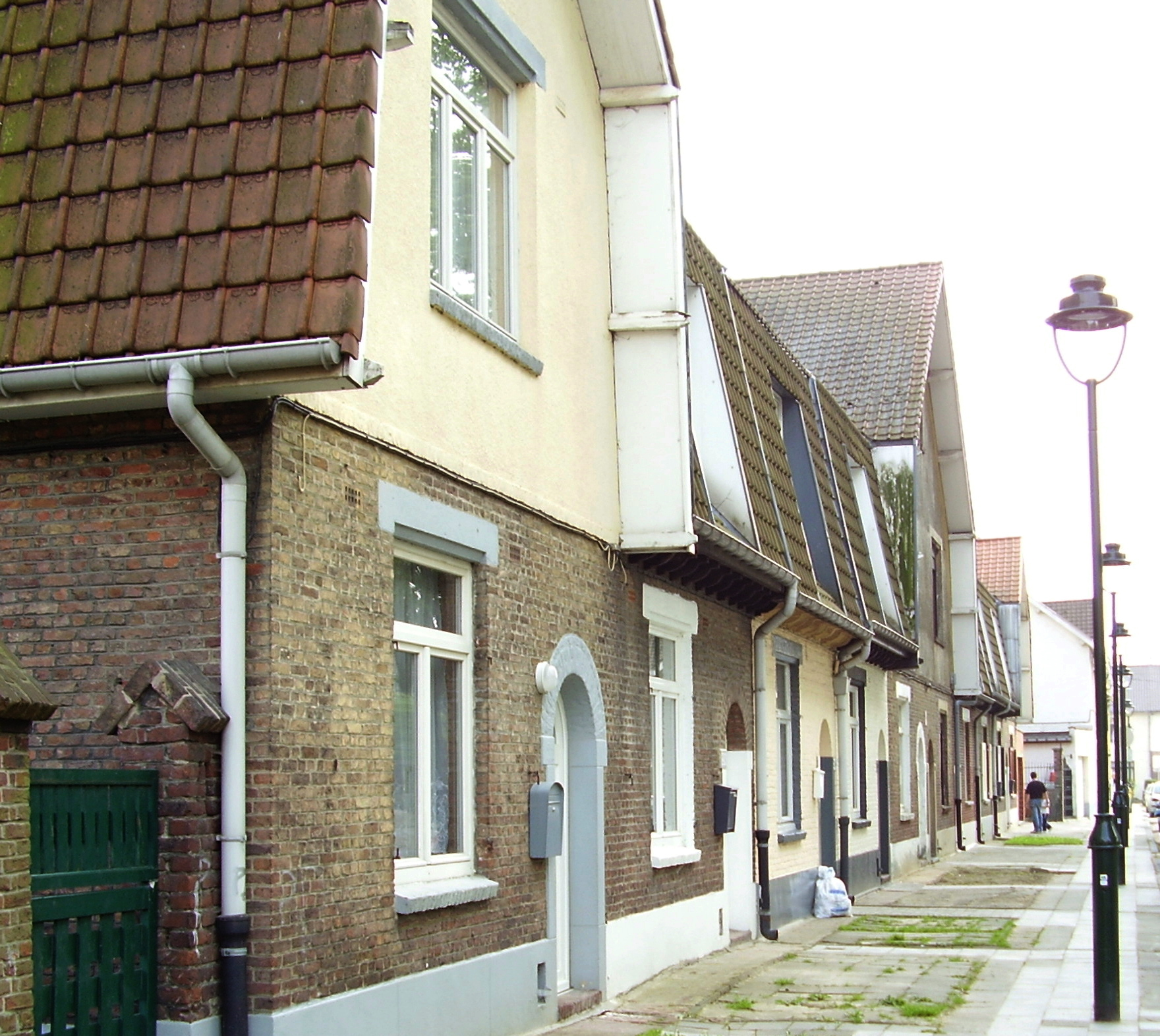
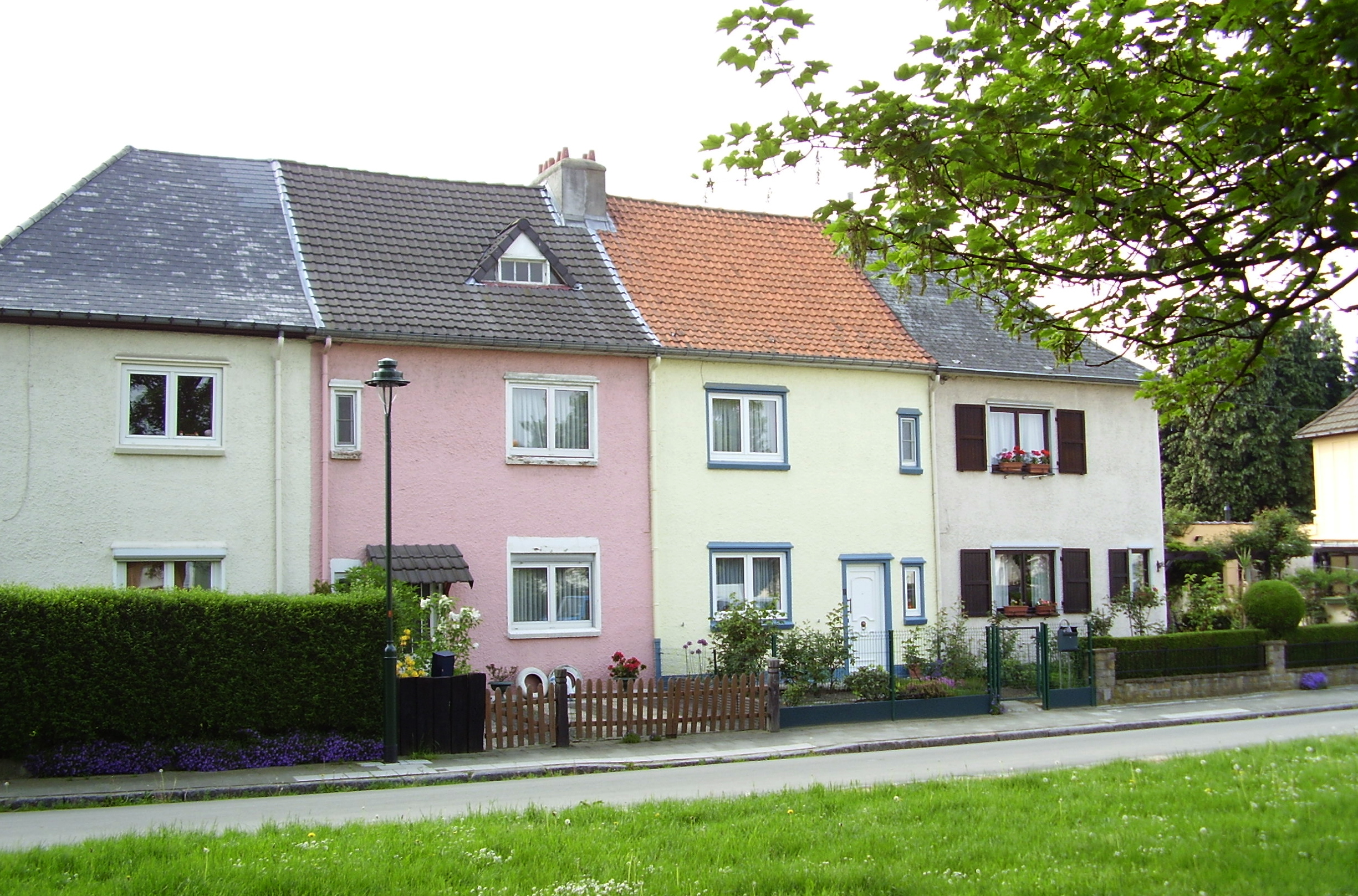
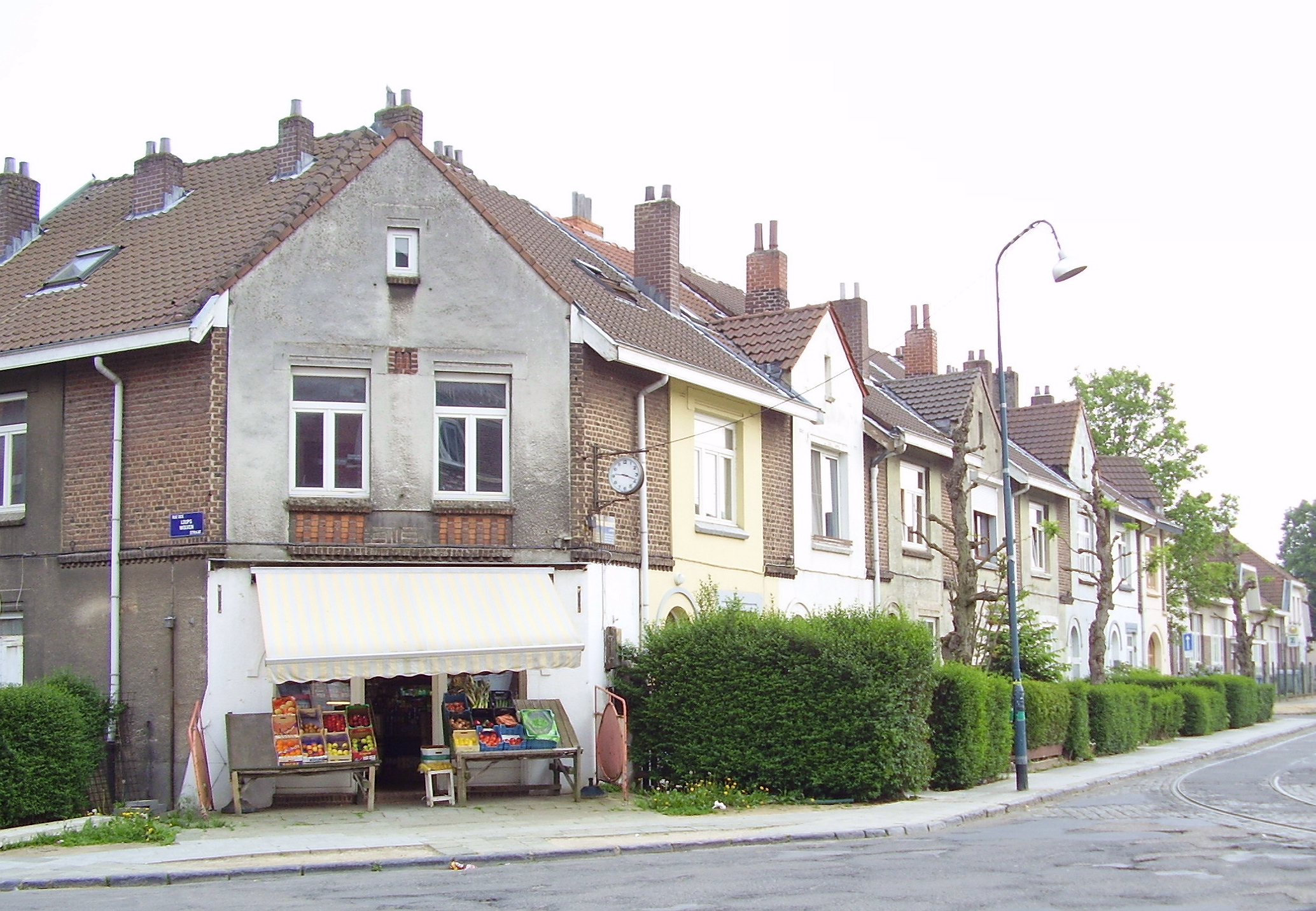
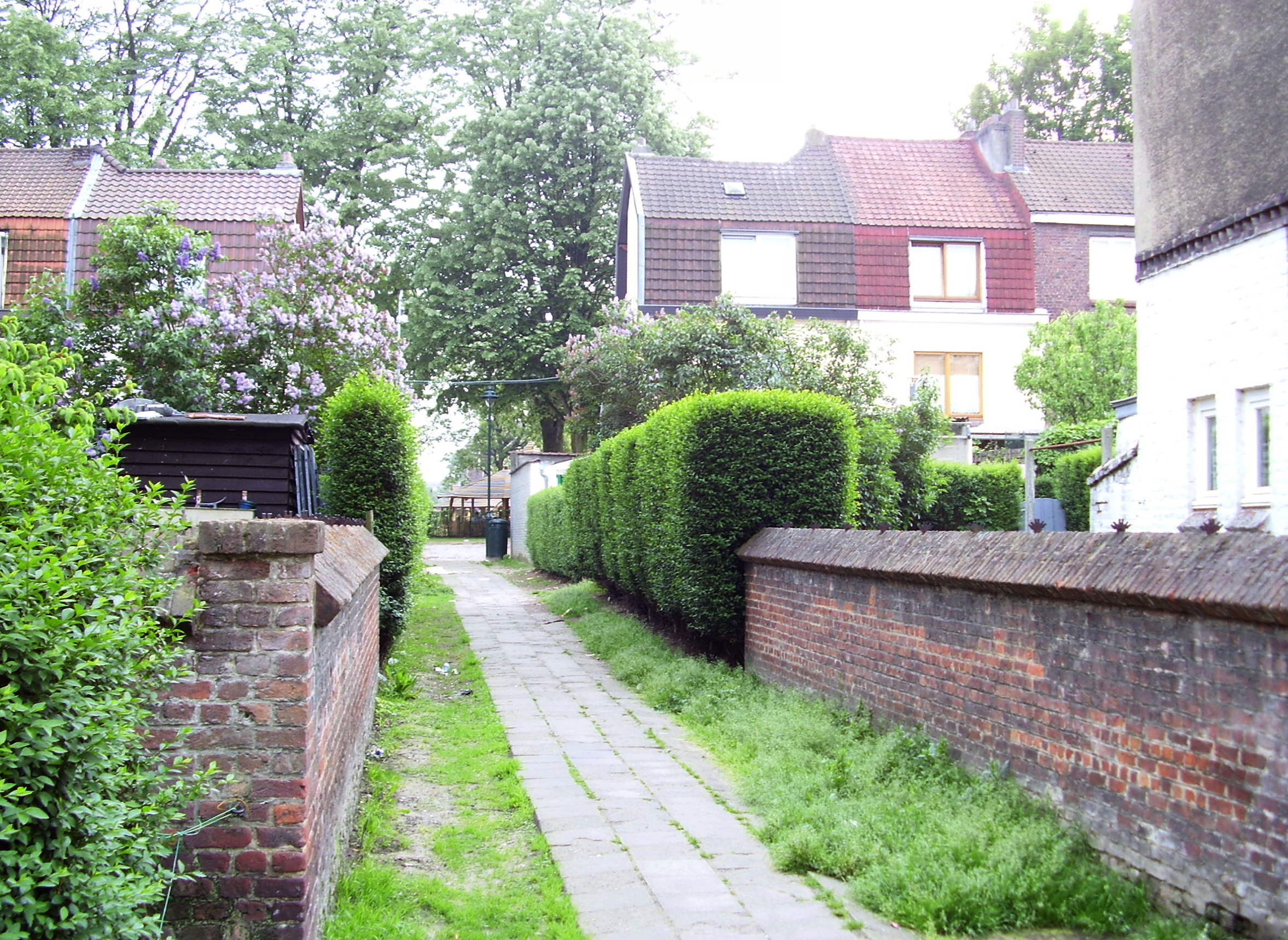

### Cité Bon Air

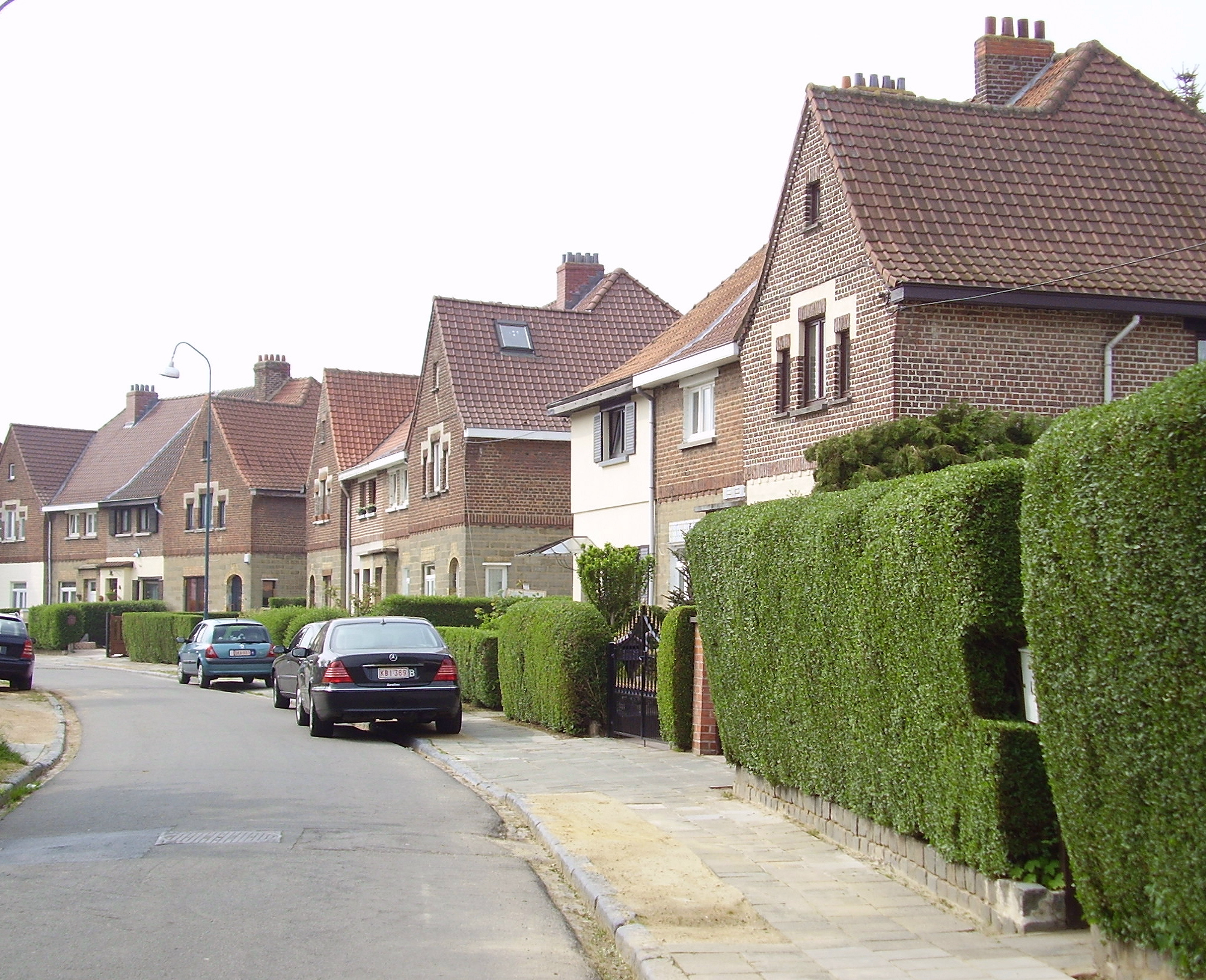
Bon Air

La cité Bon Air est construite à partir de 1921-1923 en pleine campagne, loin des zones bâties de l'époque, dans un style comparable à celui de la Roue. Le nom donné à la cité semble destiné à convaincre les Bruxellois expropriés de leurs quartiers à déménager loin de tout dans cet endroit isolé et difficile d'accès. Dans le même esprit, les noms donnés aux rues sont autant de promesses édifiantes d'une nouvelle vie différente de celle jugée insalubre du centre ville, rue de l'Hygiène, de la Salubrité, de la Santé, de la Tempérance, de la Fécondité, du Bonheur ou de l'Enthousiasme.
Aujourd'hui encore, la cité reste la seule à ne pas avoir été englobée dans le tissu urbain. Le Ring de Bruxelles (autoroute périphérique de Bruxelles) la relègue même en dehors de l'agglomération. Un promeneur distrait pourrait la prendre pour un village rural, pareil à ces villages flamands dont on aperçoit les clochers à proximité. À y regarder de plus près, il s'apercevrait de ce que la place centrale n'est pas occupée par une église mais par une école, que les maisons, malgré les transformations subies, ne peuvent cacher leur conception commune, et que les habitants sont clairement tournés vers la ville, à laquelle ils sont reliés par un pont et un tunnel autoroutier.

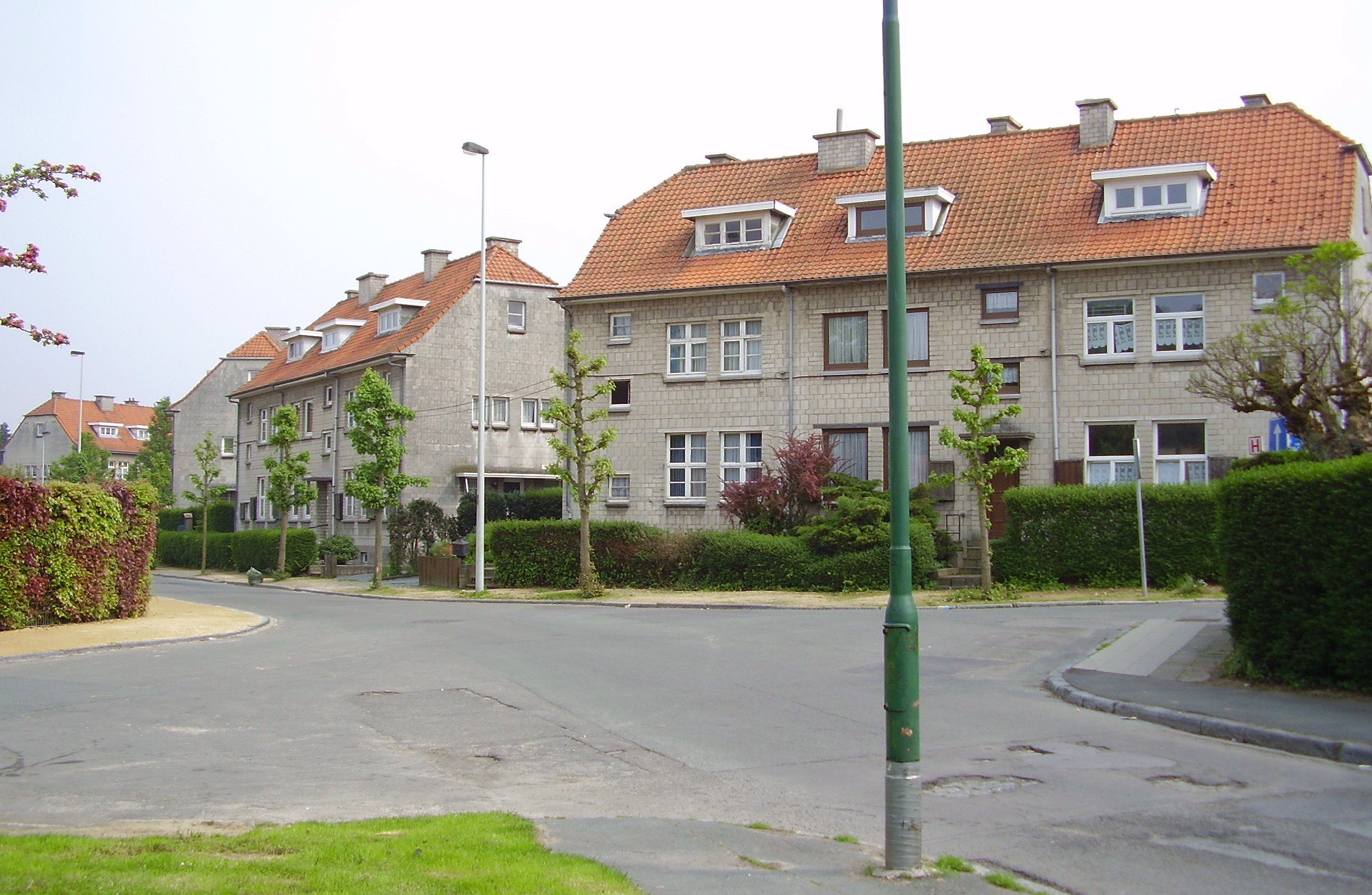
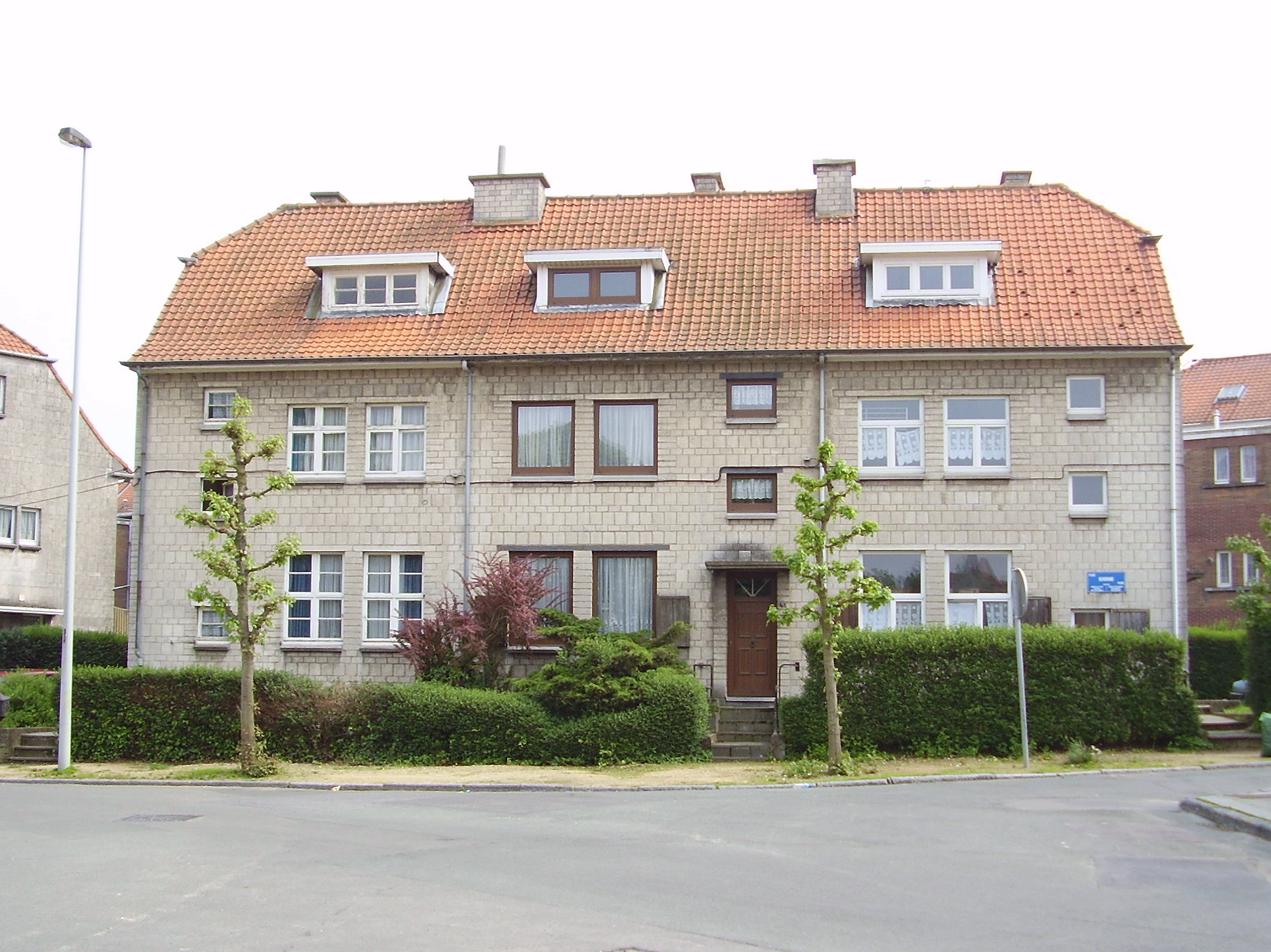
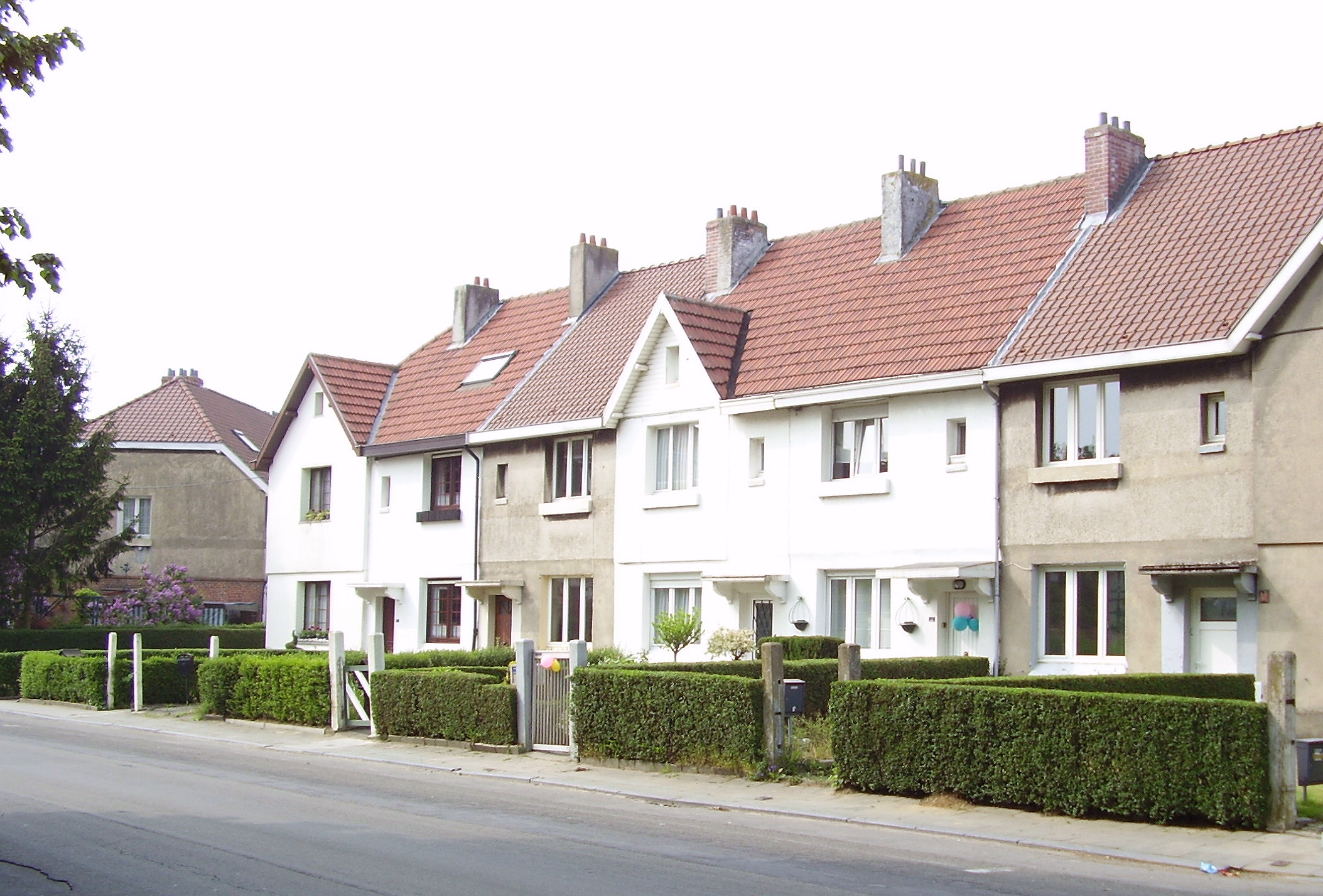
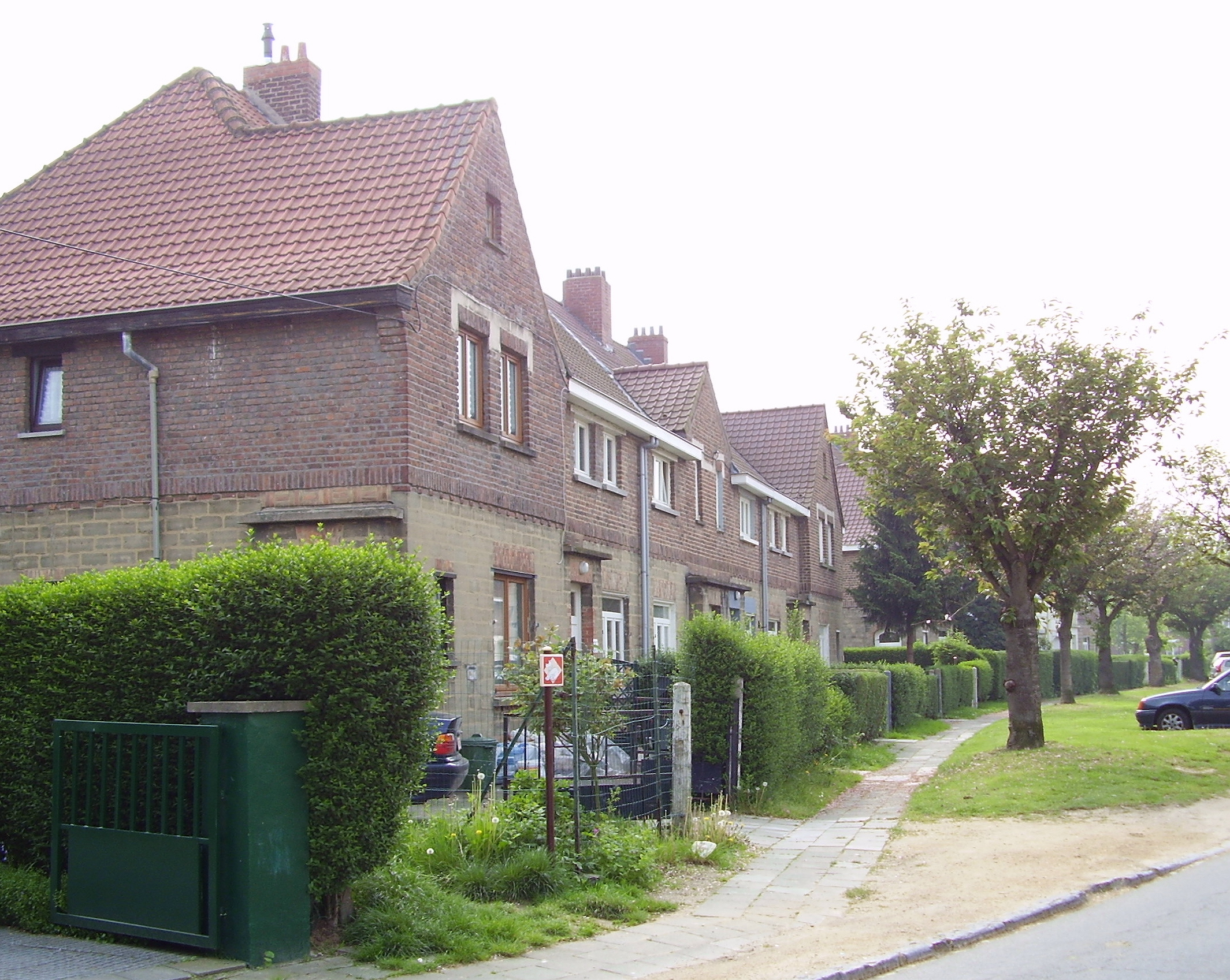

### Cité de Moortebeek

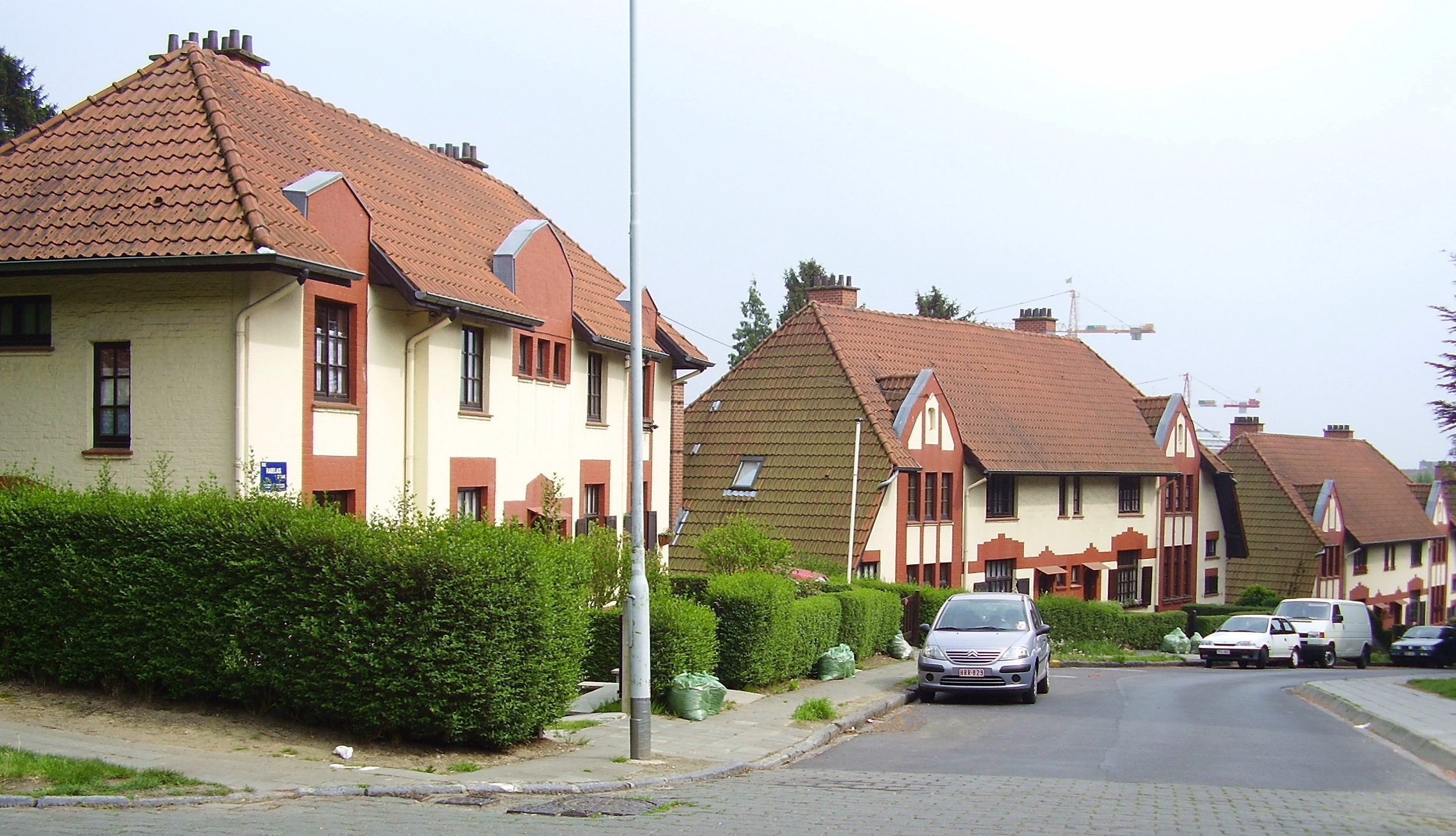
Moortebeek

En 1921, est fondée la Société coopérative des Foyers collectifs dans le but de créer une nouvelle cité-jardin. Une vingtaine d'hectares sont achetés à Anderlecht à proximité de l'ancien hameau de Moortebeek (« ruisseau boueux »). Près de 360 logements seront construits durant les années suivantes. Dès 1923, les premiers occupants s'installent dans des conditions difficiles, rues non tracées transformées en bourbier, sans égouts ni éclairage public, maisons encore en travaux, eau potable non encore disponible, sans commerces ni école à proximité, ni moyens de transport vers la ville. Ici, les rues portent les noms d'écrivains célèbres, rue de Sévigné, Ronsard, Rabelais, Tolstoï, Virgile, Shakespeare, Lamartine, Homère, Corneille ou Fénelon.
La cité est aujourd'hui un quartier agréable qui a pu conserver son caractère et sa cohérence grâce à la coopérative qui fixe couleur des façades et choix des matériaux des châssis et des infrastructures.

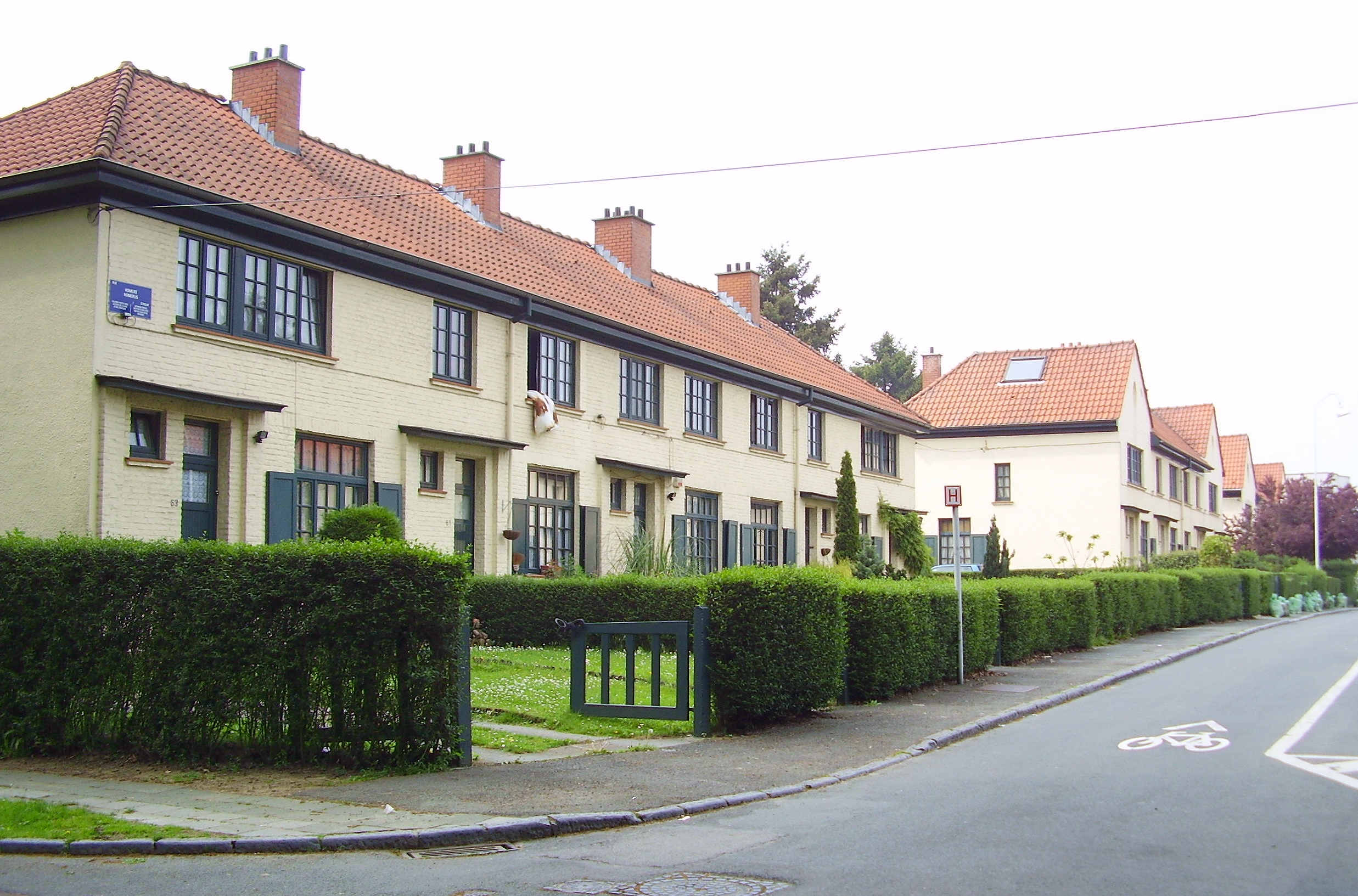
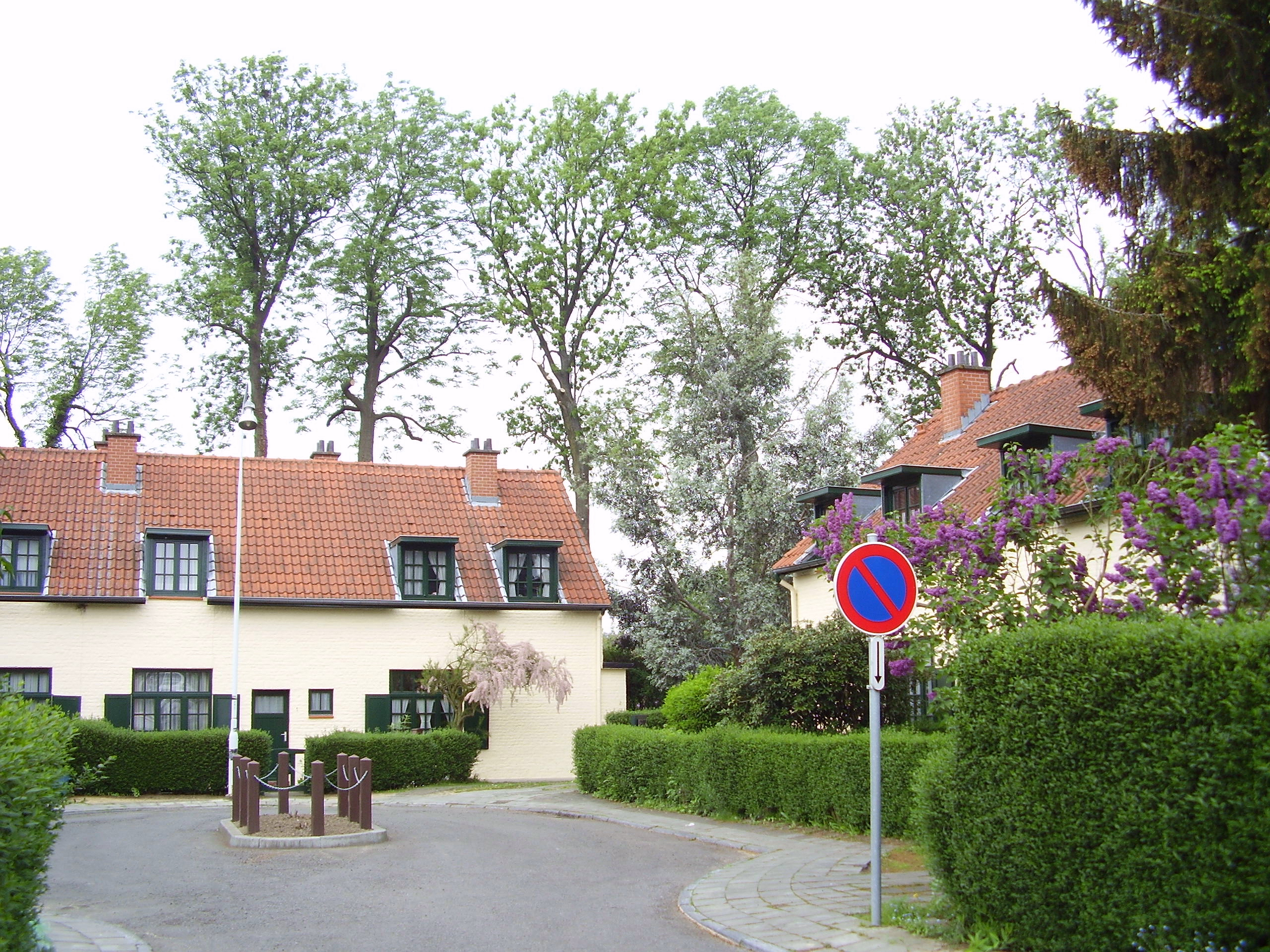
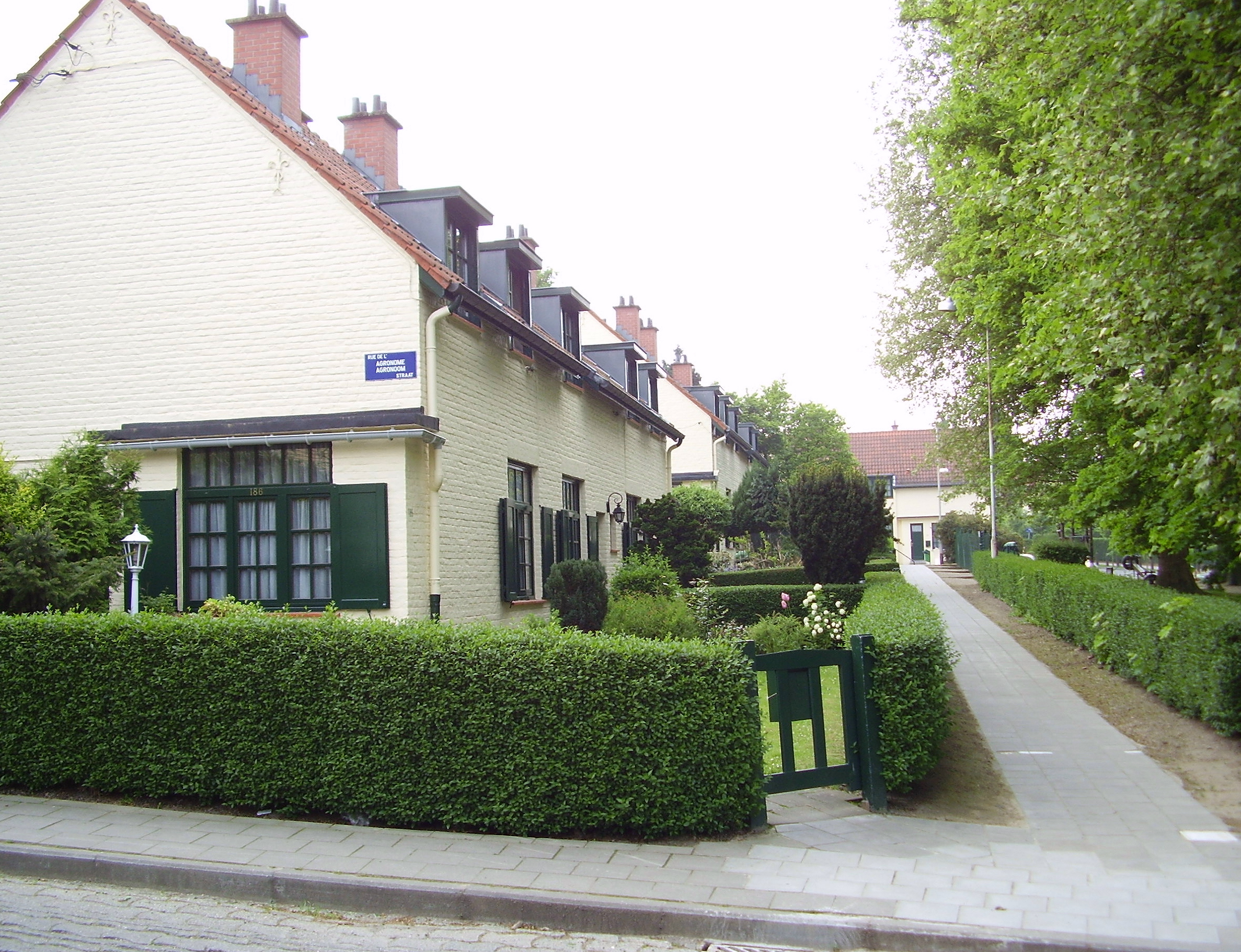
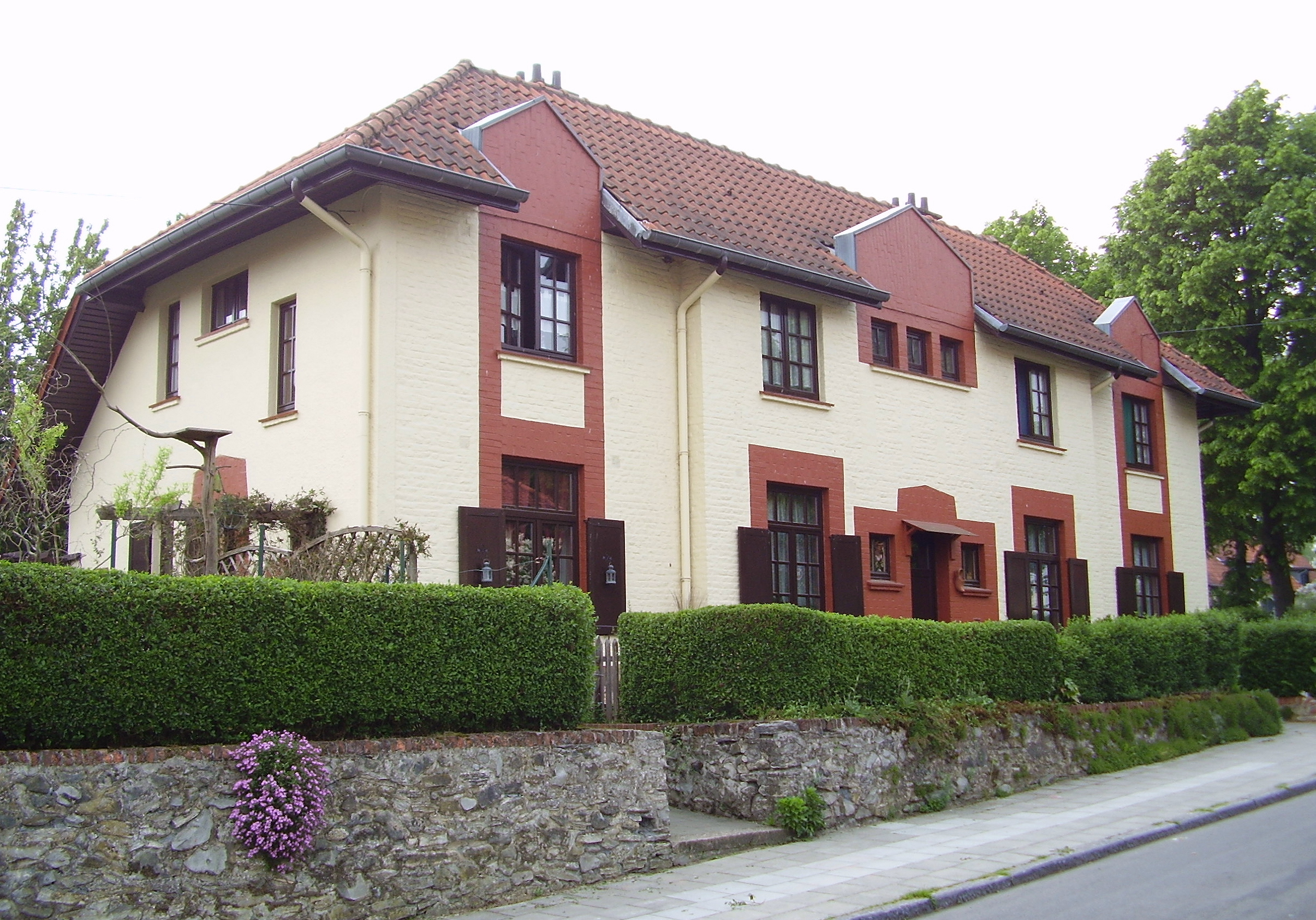

## Etterbeek:la Cité sociale Jouët-Rey

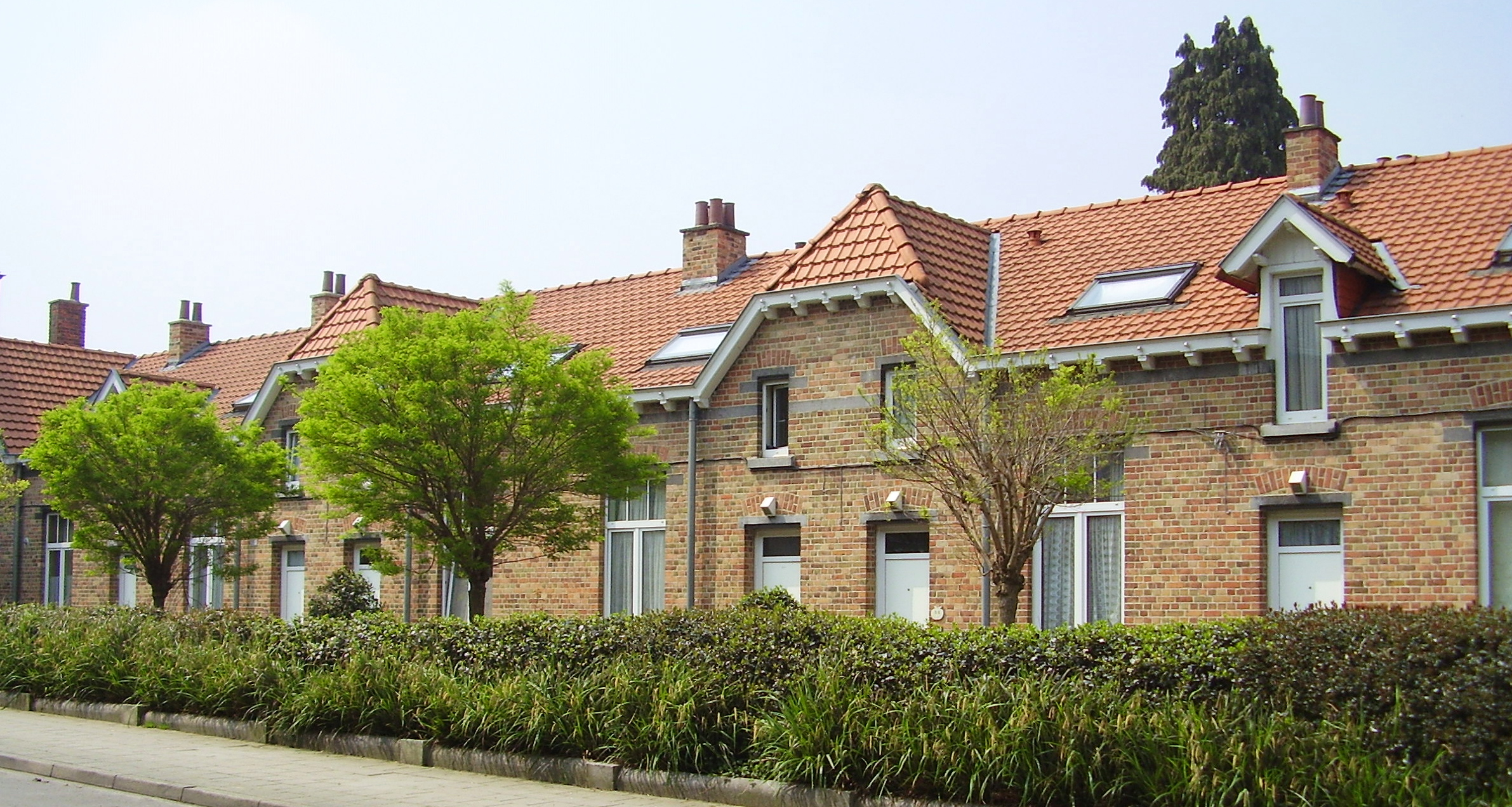
Jouët-Rey

Construite entre 1909 et 1910, pour le compte des Hospices de Bruxelles, elle se compose de trente-deux petites maisons destinées à l'époque à héberger des personnes âgées. Premières habitations sociales de la commune, les sobres maisons de briques sont disposées en deux rangées entre la rue Général Henry et la rue des Cultivateurs.
Après un abandon d'une vingtaine d'années, la cité a été rénovée en 1998 et connaît aujourd'hui une nouvelle jeunesse, gérée par des associations d'aide aux personnes fragilisées. Une partie des logements est réservée à l'occupation, en habitat groupé, par des personnes âgées à faibles revenus. La disposition du site permet l'autonomie tout en favorisant les contacts et évitant l'isolement. Côté rue, les maisons en retrait sont séparées de la voirie par une haie et une rangée d'arbre. En intérieur d'îlot, chaque maison dispose d'un jardinet et au centre d'un jardin commun, ouvert à certaines heures aux habitants des environs.

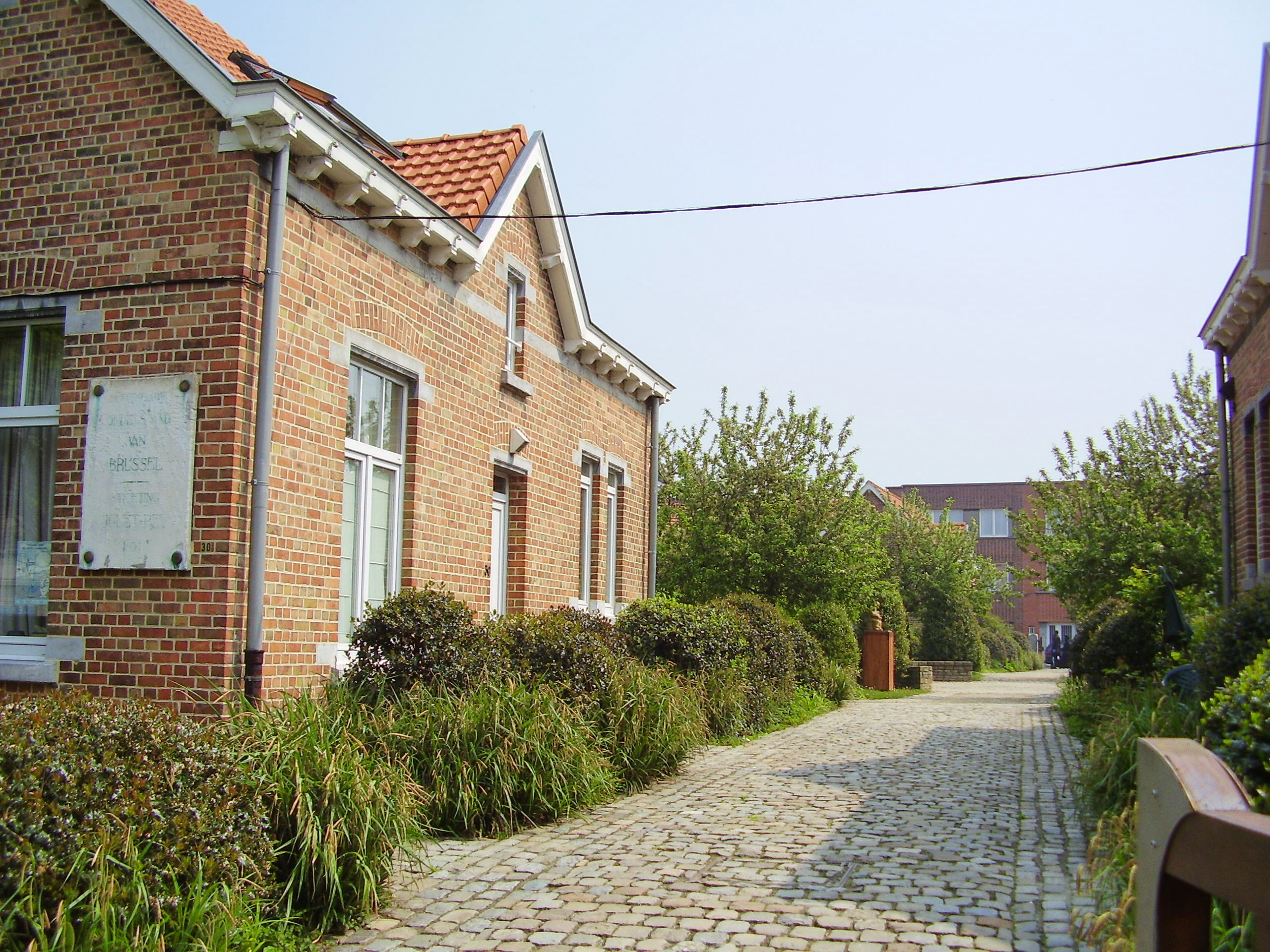
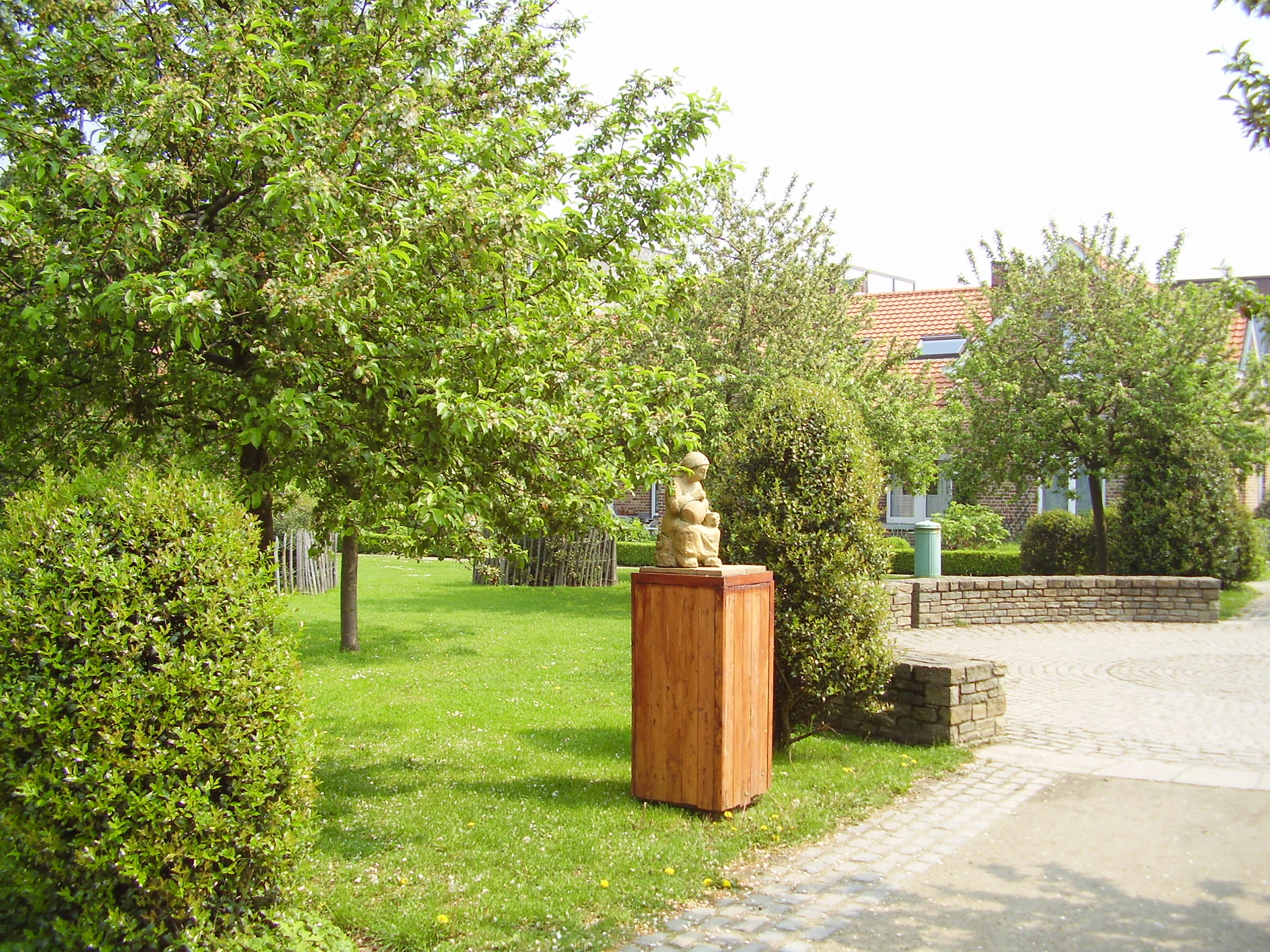
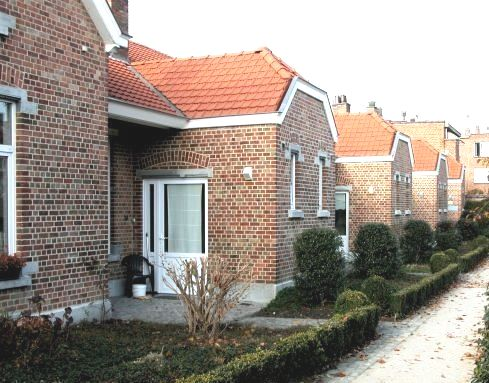

## Evere:le Tuinbouw

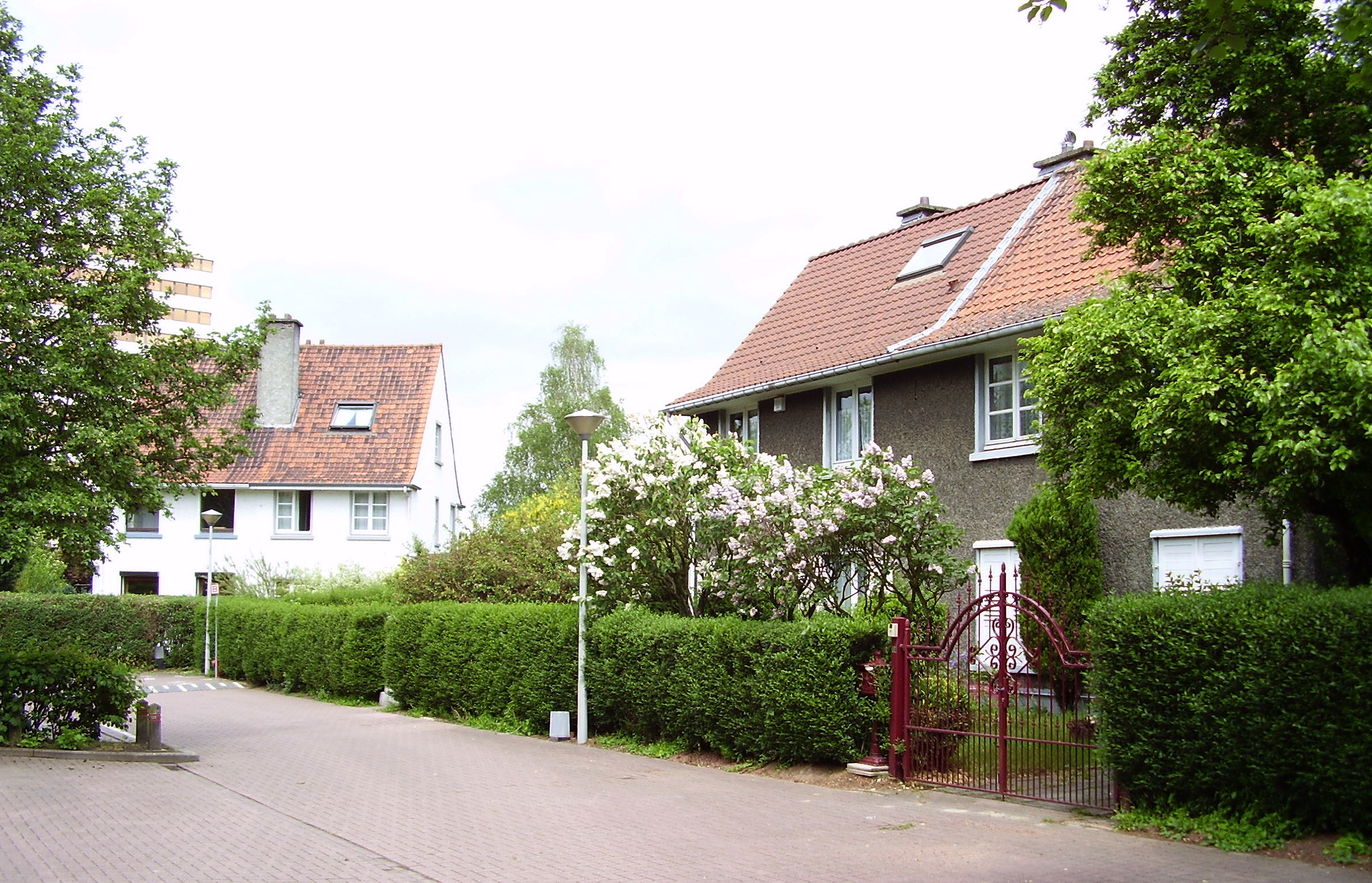
Le Tuinbouw

La petite cité-jardin du Tuinbouw (jardin cultivé) est construite à partir de 1922 d'après les plans de Jean-Jules Eggericx dans une partie non urbanisée de la commune. Les maisons doubles couvertes de crépi sont placées en retrait de la voirie et entourées d'un jardin.
Aujourd'hui, il faut chercher quelque peu pour découvrir, dissimulées derrière les arbres et les haies, les maisons du Tuinbouw englobées dans un quartier résidentiel récent, lui-même entouré de hauts immeubles à appartements.

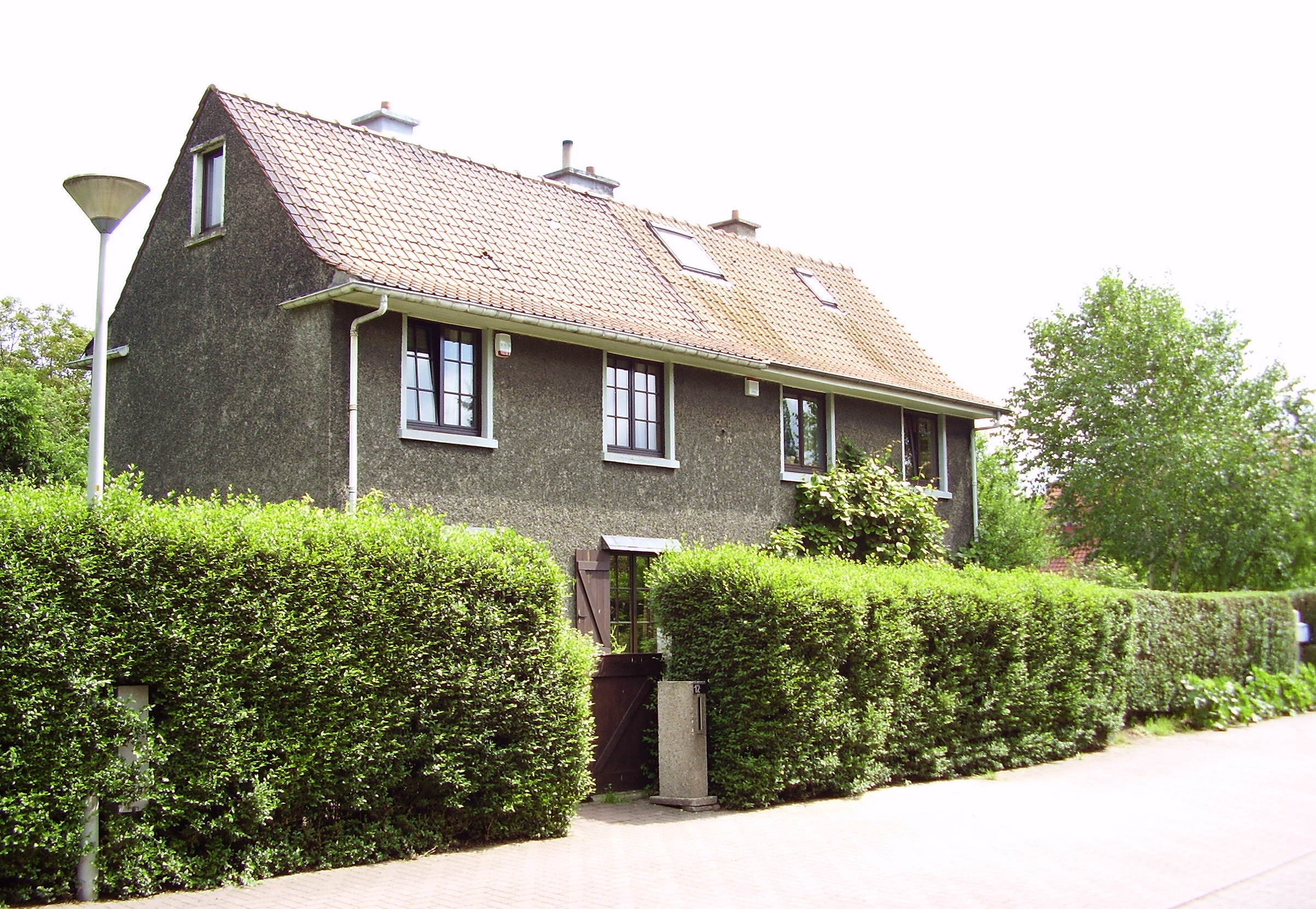
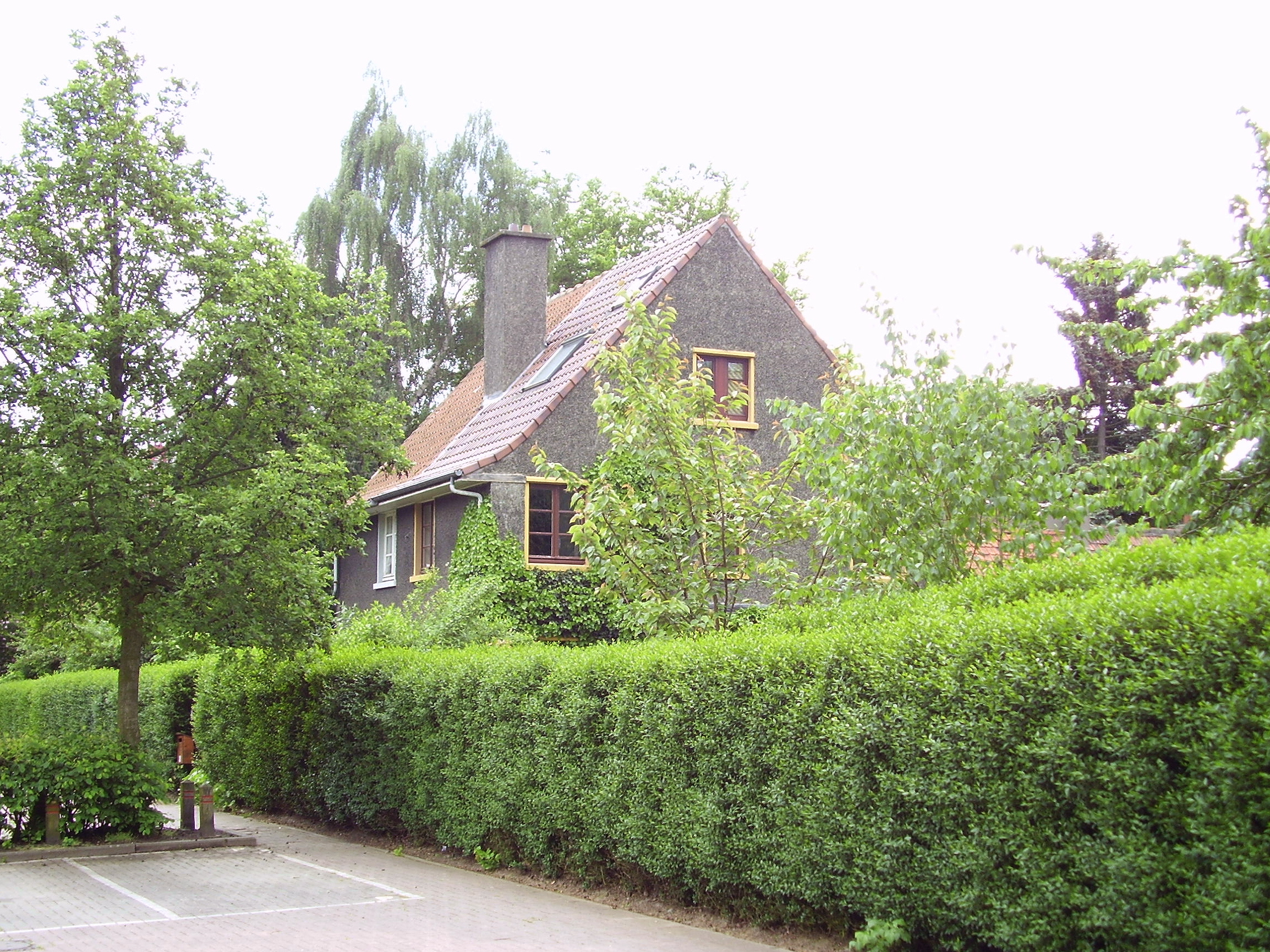
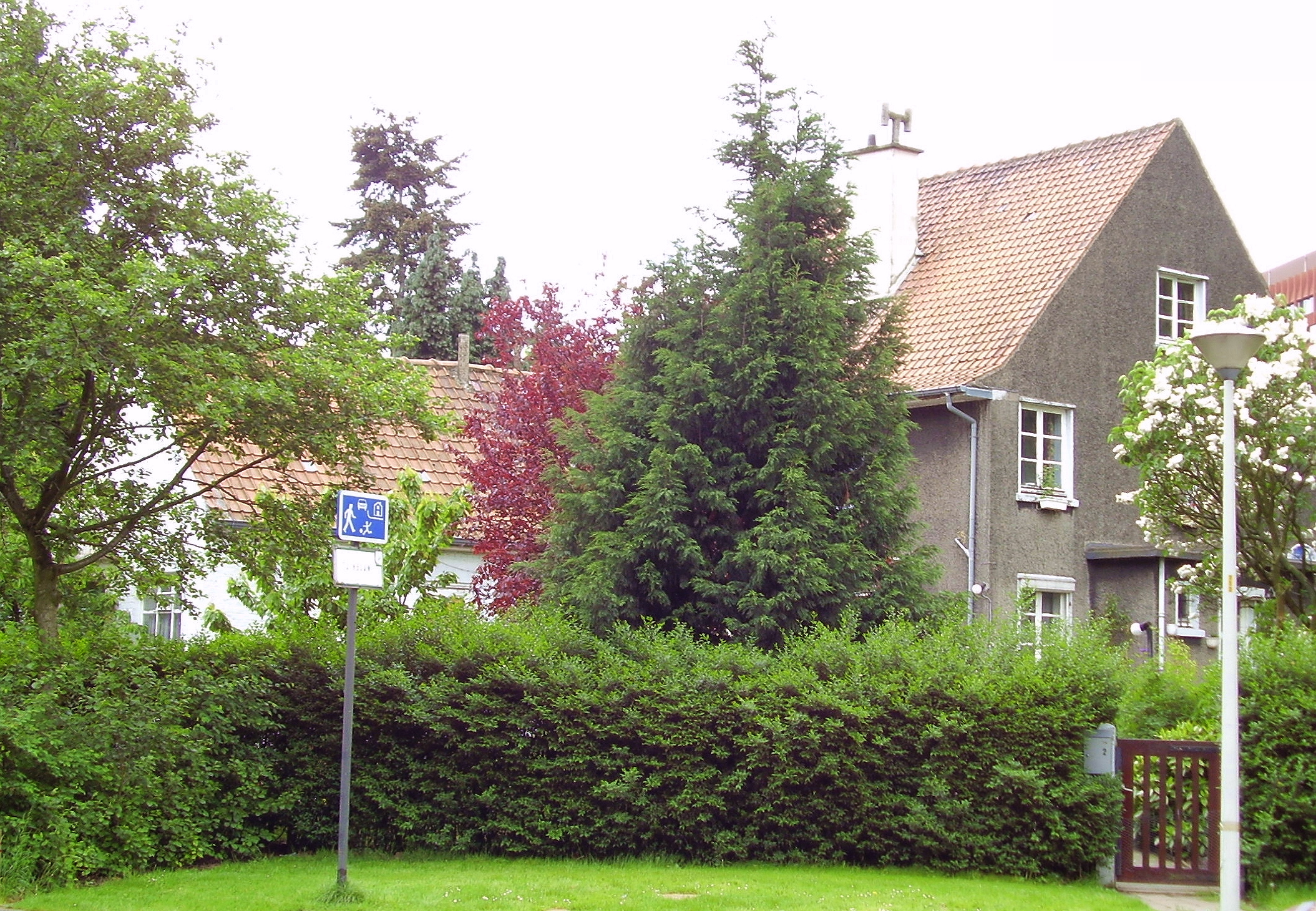
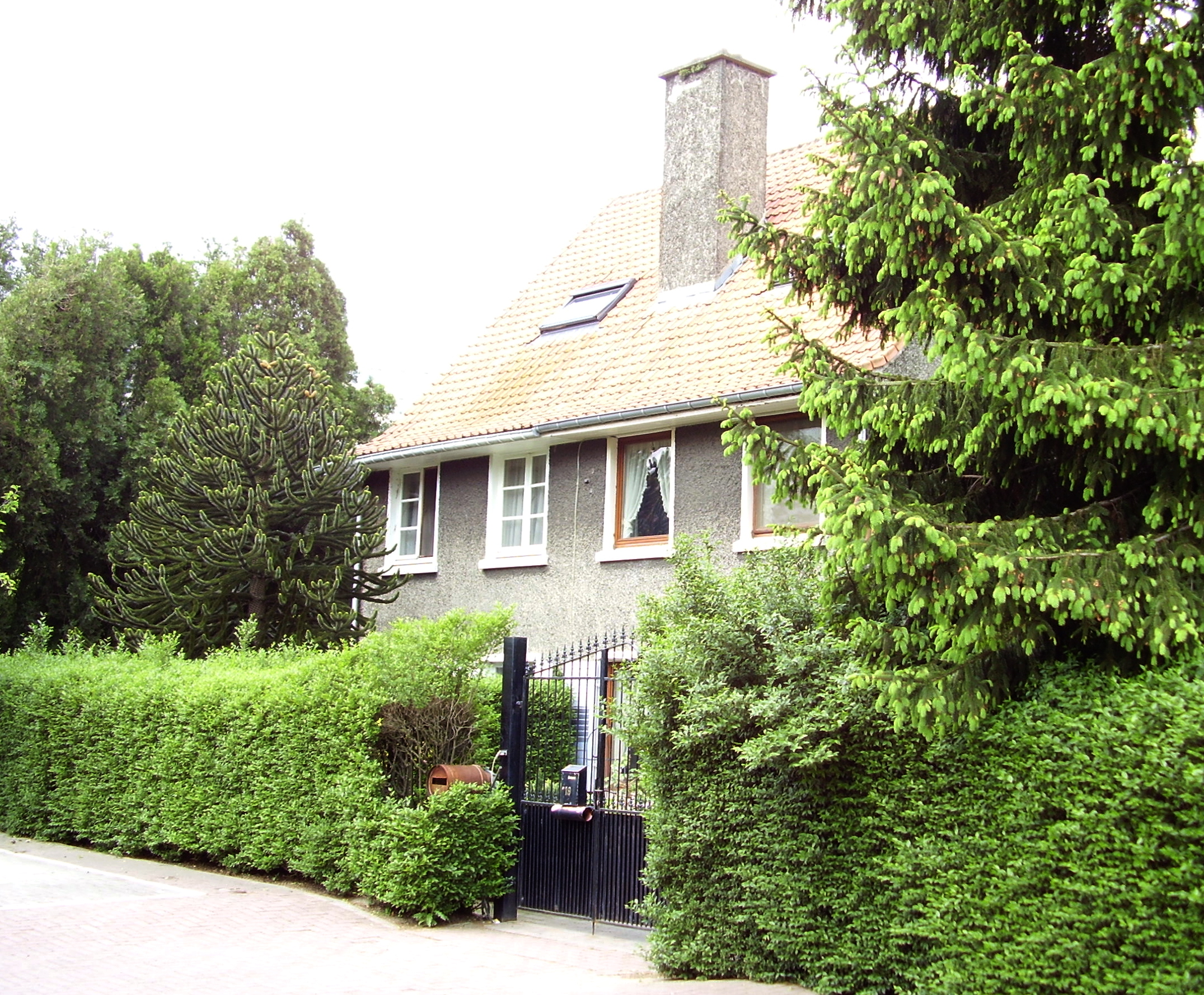

## Woluwe-Saint-Lambert:la Cité-jardin du Kapelleveld

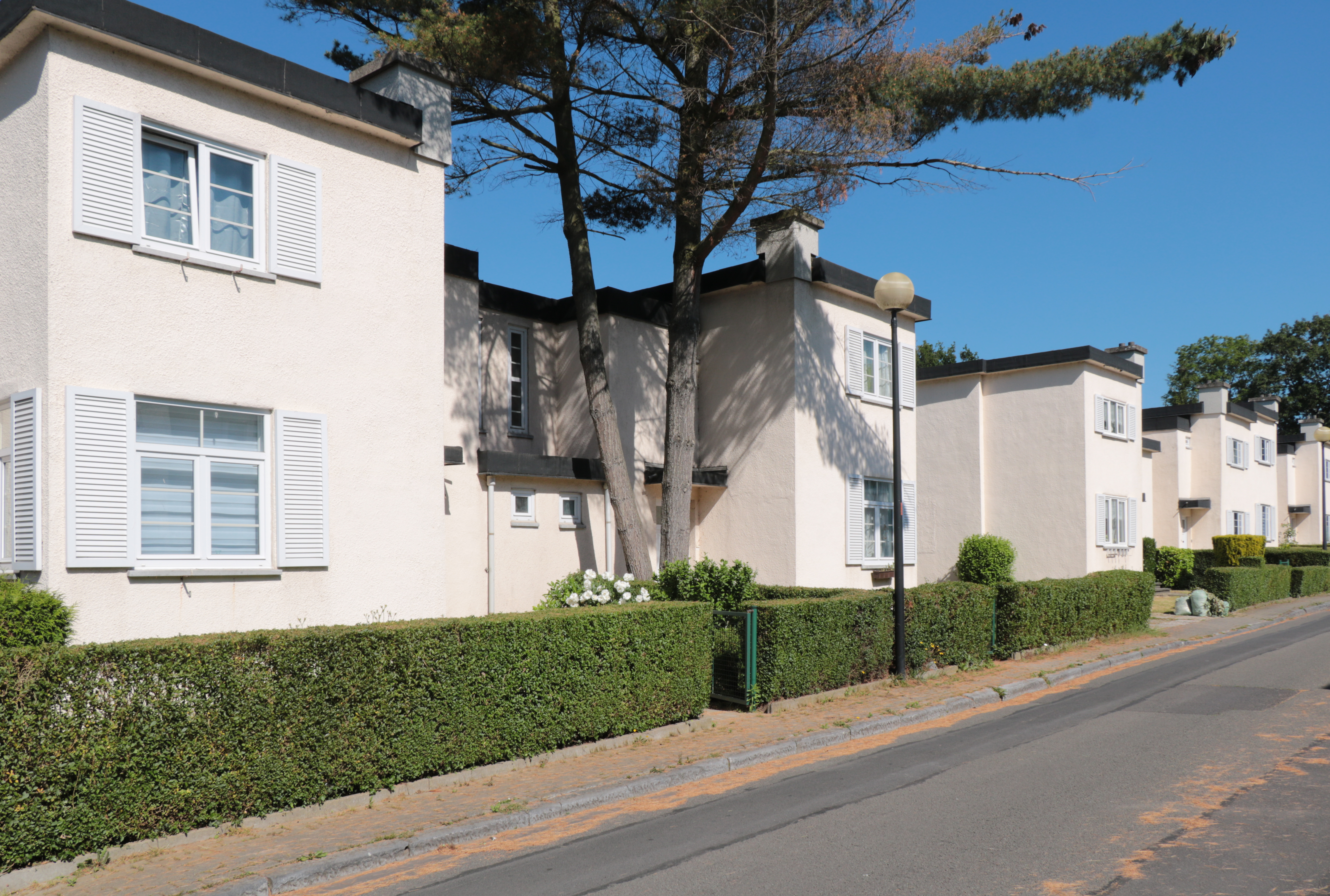
Kapelleveld

La cité doit son nom au lieu-dit Kapelleveld (Chapelle aux champs) en raison de la proximité d'une chapelle gothique du XIVe siècle, la chapelle de Marie-la-Misérable.
Elle est construite autour de trois grandes avenues (avenues Dumont, Vandervelde et de l'Assomption) disposées en éventail, et occupe une série de rues secondaires, tracées perpendiculairement à ces trois axes principaux.
Sa conception dans un esprit moderniste est due à l'urbaniste Louis Van der Swaelmen, auteur également du Logis et de Floréal, et sa construction de 1923 à 1926 aux architectes Huib Hoste, Antoine Pompe, Jean-François Hoeben et Paul Rubbers,,,, pour la Société coopérative de Kapelleveld.
Les maisons sont construites en blocs de cendrées (mélange de laitier granulé, de cendrées et de ciment). Outre les particularités de son architecture, la cité est caractérisée par des jardinets situés à l'avant des maisons, et de grands jardins à l'arrière. Comme dans les cités-jardins de Watermael-Boitsfort, les constructions sont sobres, la décoration est assurée par la végétation. Les maisons sont couvertes de crépis et, suivant les rues, de couleur uniforme allant du blanc au crème et du gris clair au gris foncé.

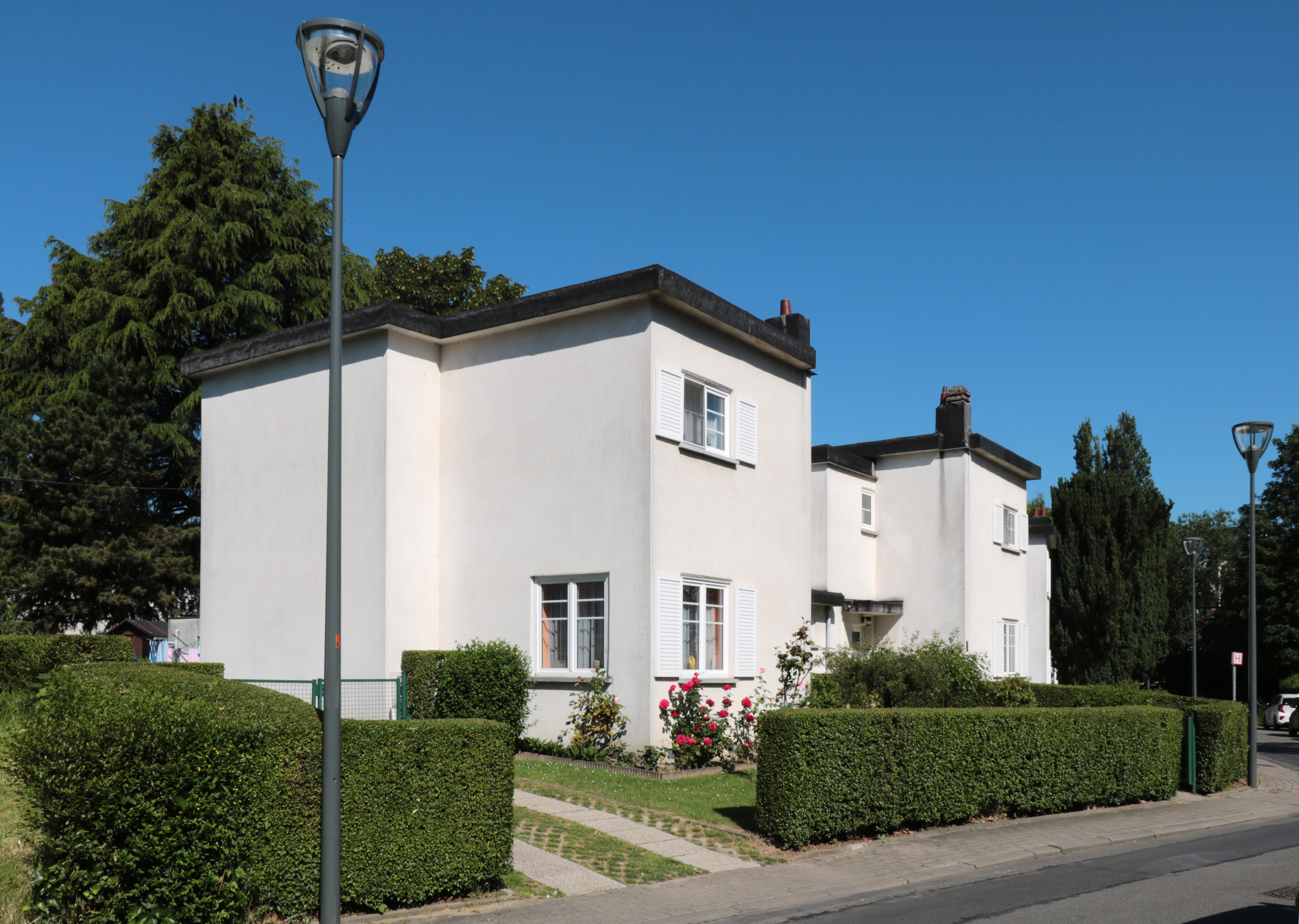
Avenue de la Lesse no 10 et 8.
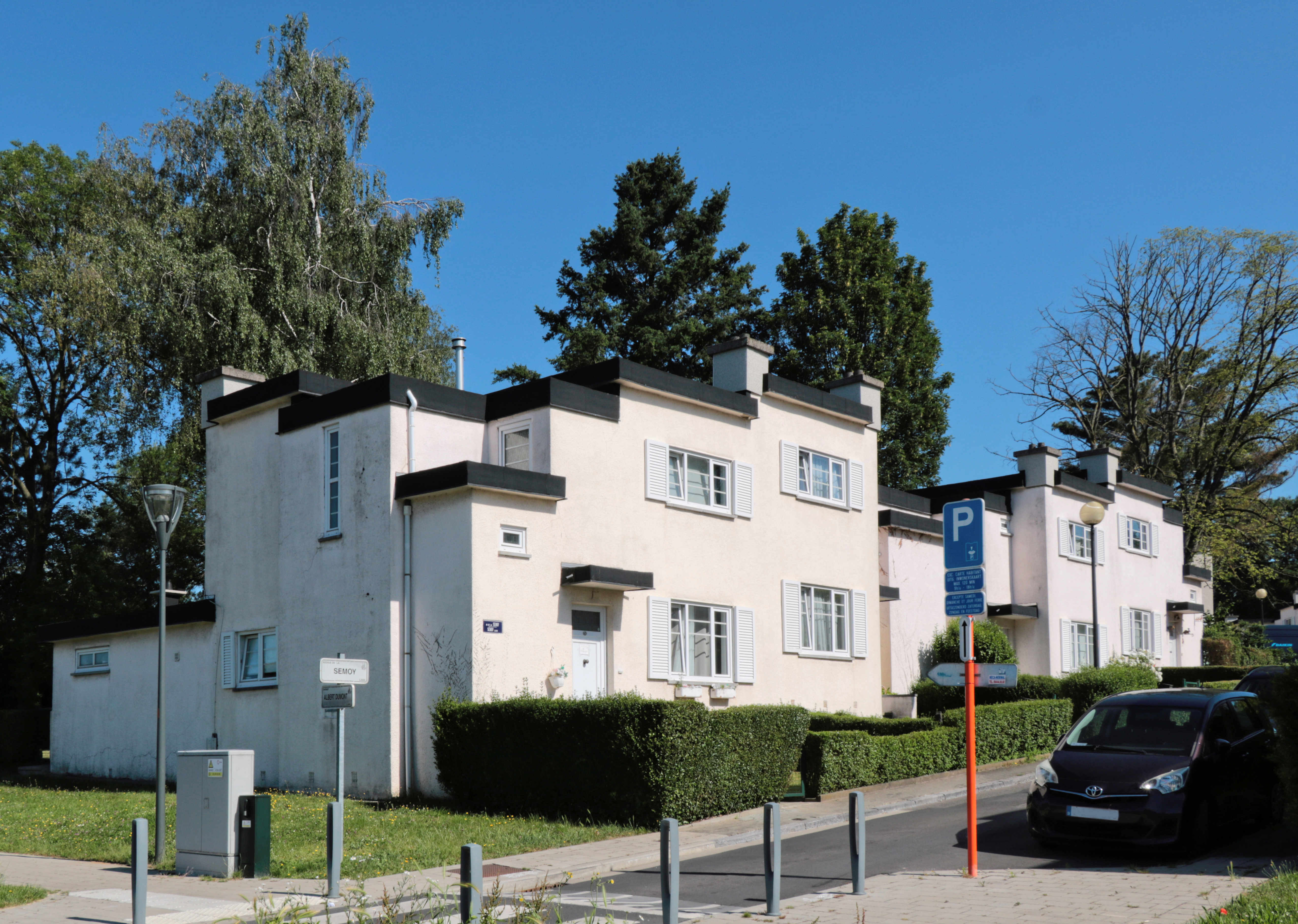
Avenue de la Semoy no 58.
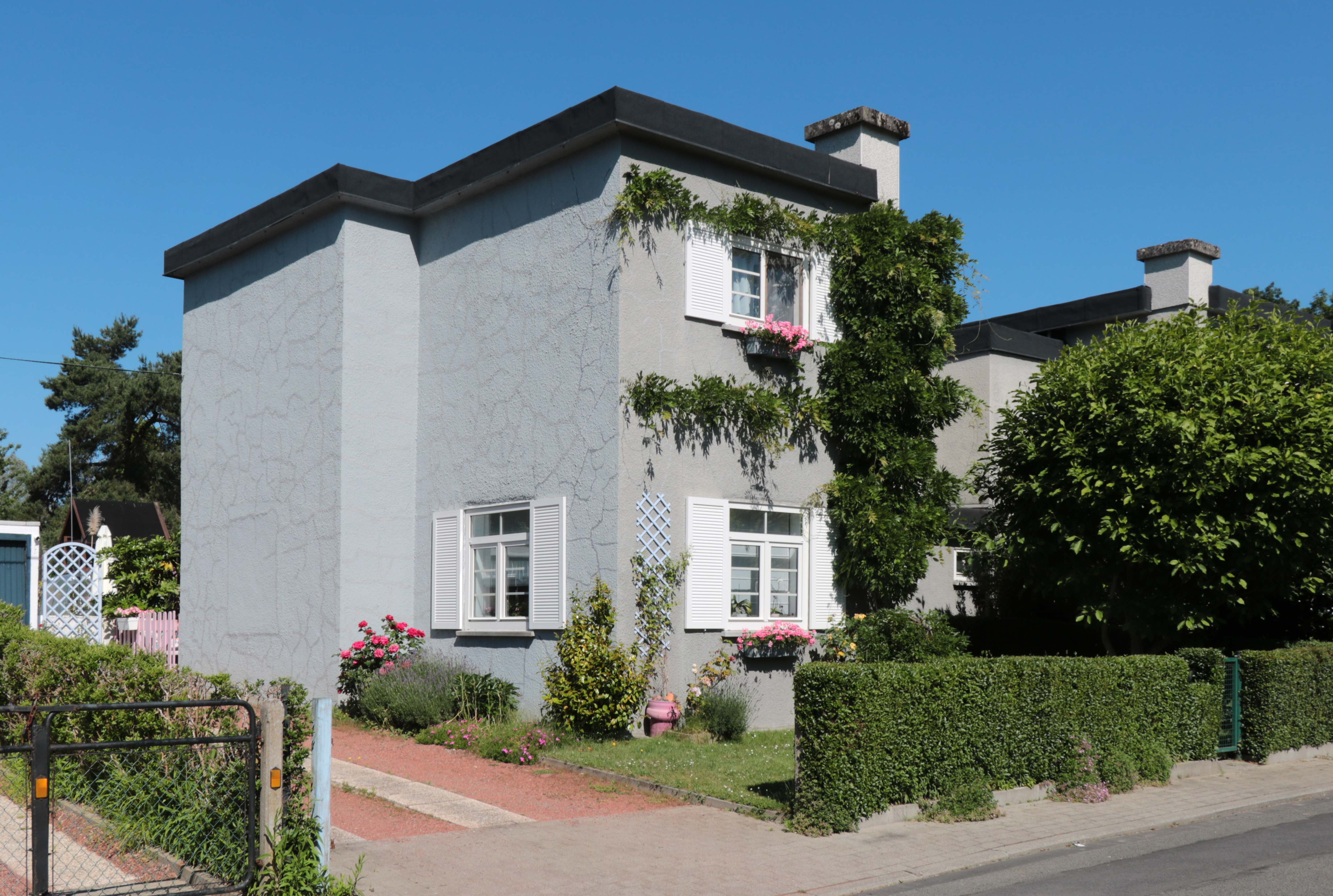
Avenue du Bois Jean no 34.
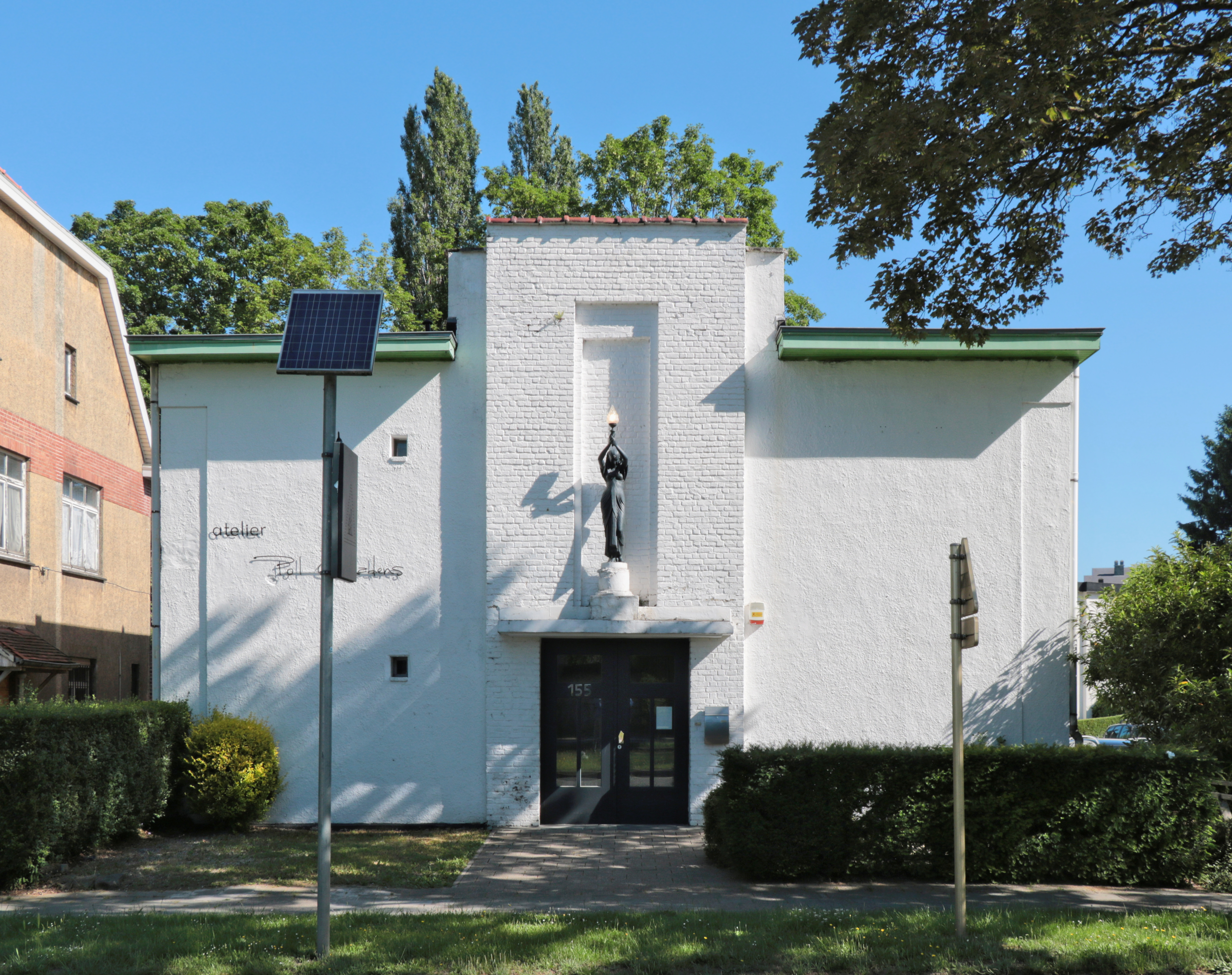
Ancienne église provisoire.
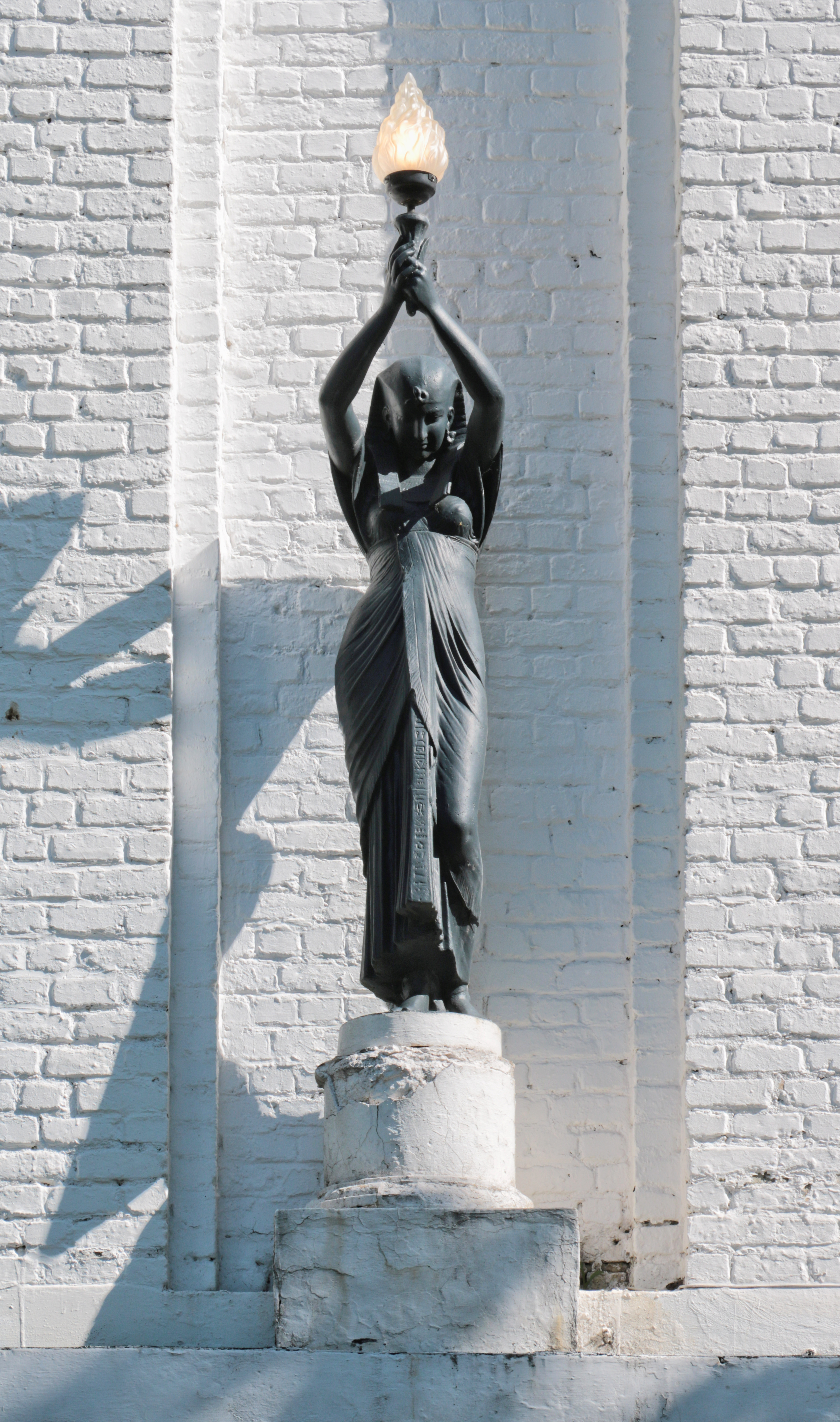
Détail.

## Molenbeek-Saint-Jean:la Cité Diongre

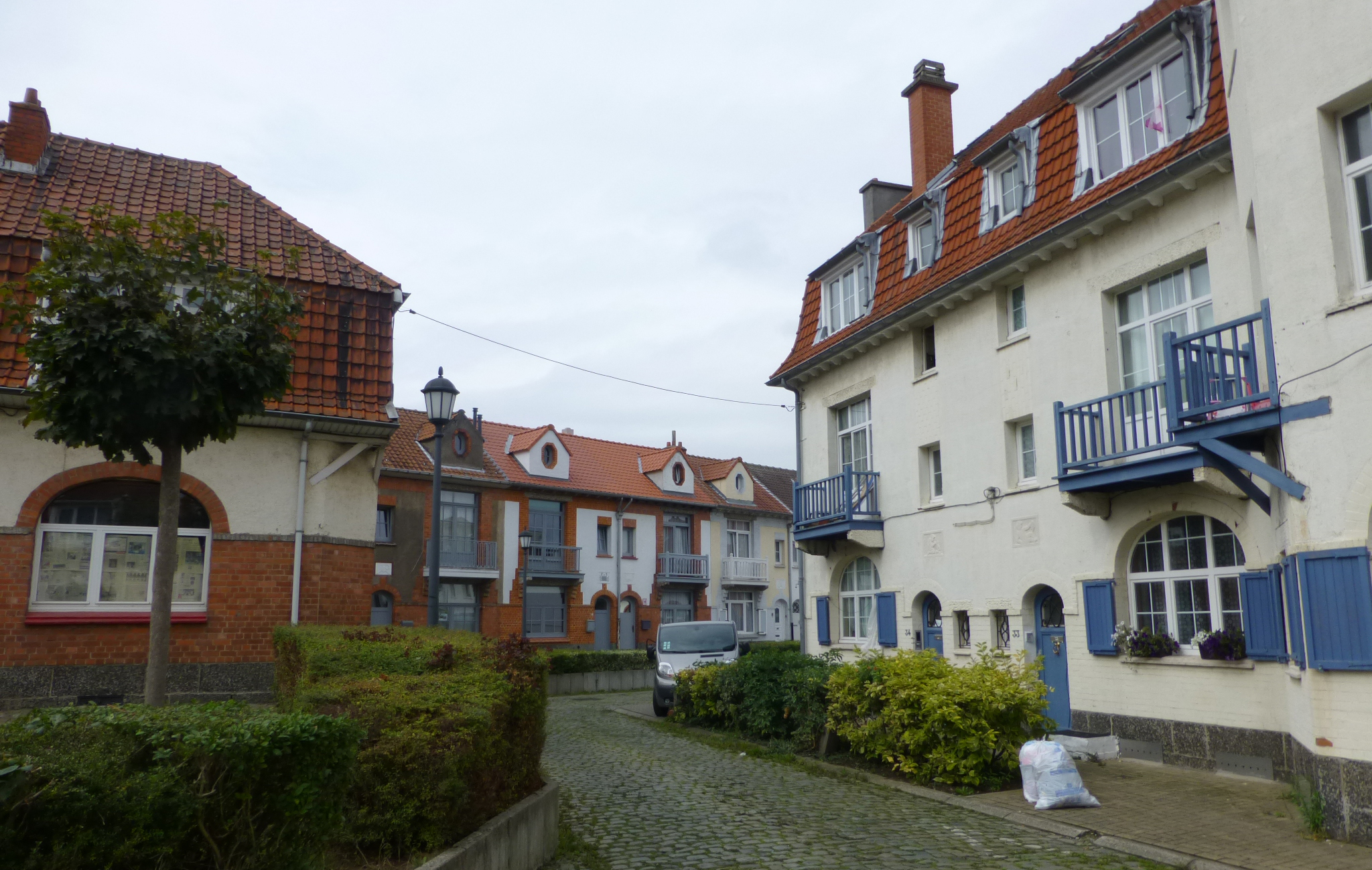
Diongre

La Société Anonyme des Habitations à Bon marché de Molenbeek-Saint-Jean (qui deviendra en 1958 le Logement molenbeekois) achète en 1922 l'étendue d'une vaste propriété de la famille Grosemans, située au niveau du boulevard de la Ceinture qui deviendra le boulevard Louis Mettewie. C'est à l'architecte Joseph Diongre que le conseil d'administration demande d'établir les plans d'un groupe de plus d'une centaine de logements répartis en maisons particulières et petits immeubles plurifamiliaux. À l'intérieur du triangle formé par les rues de Bruges, des Béguines et du Korenbeek, Diongre présente en 1922 un plan de 122 habitations regroupées autour de petites rues. 60 maisons à traits différents, les unes pour un ménage, les autres permettant à plusieurs d'y résider. Les immeubles à deux ou trois étages comportent des appartements de dimensions variées.
Diongre équipe sa cité d'une buanderie commune, alimentée par une citerne. L'ensemble présente un équilibre et une cohérence entre le style moderniste dépouillé de toute fioriture et le style traditionnel (emploi de la brique, toits de tuiles…). La présence d'oculi décorant les façades, les signes distinctifs placés au-dessus de chaque entrée introduisent la fantaisie et la variété dans le décor de cette petite cité. Il faut ajouter également que le terrain comporte, à cette époque, de nombreux arbres d'espèces différentes. En 1983, la cité fut menacée de destruction dans le but de construire des immeubles tours comme on connait actuellement sur le boulevard Mettewie. Mais il n'en fut finalement pas décidé ainsi et il s'ensuivit une rénovation en profondeur effectuée par la Société immobilière de service public.

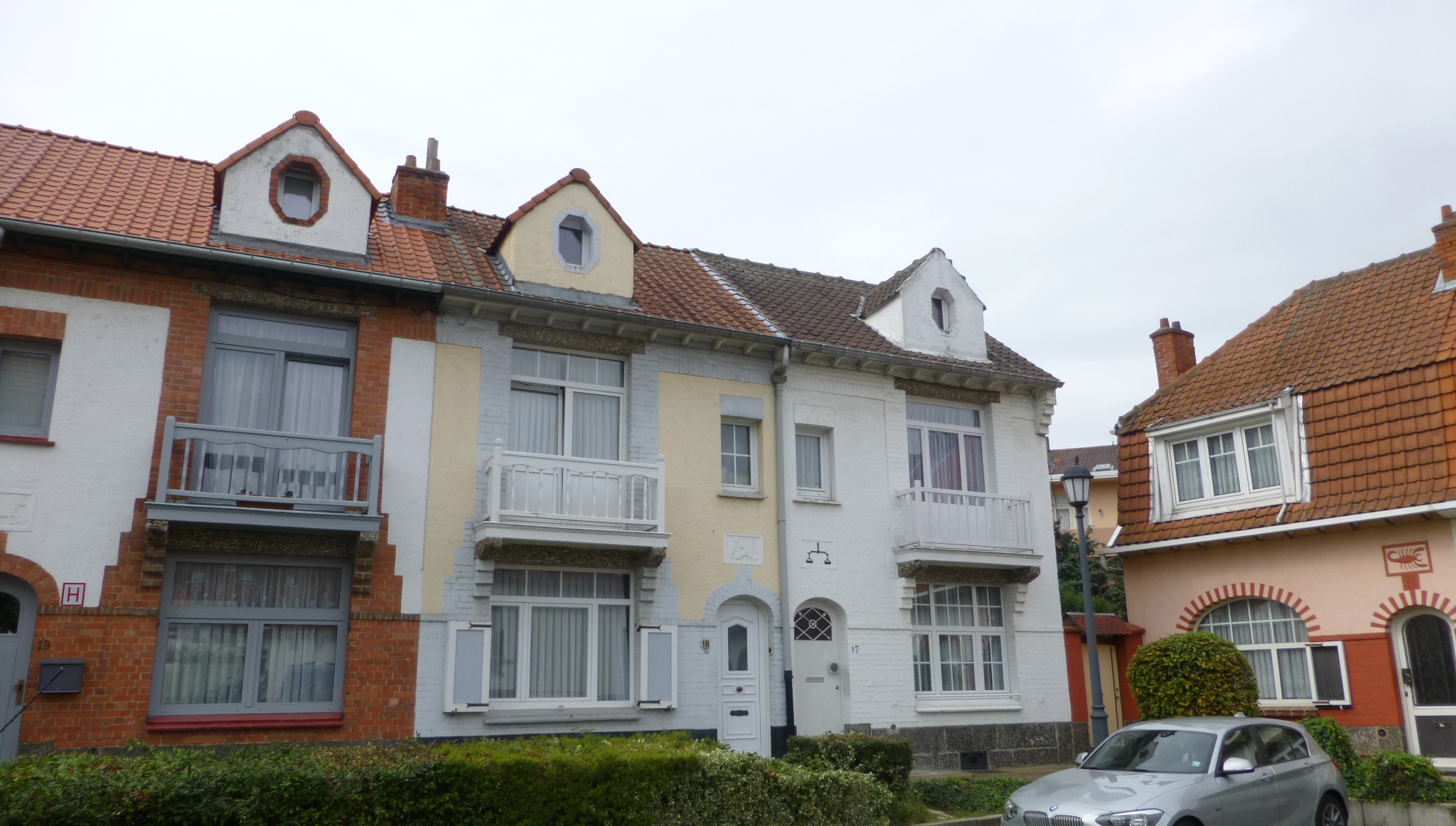
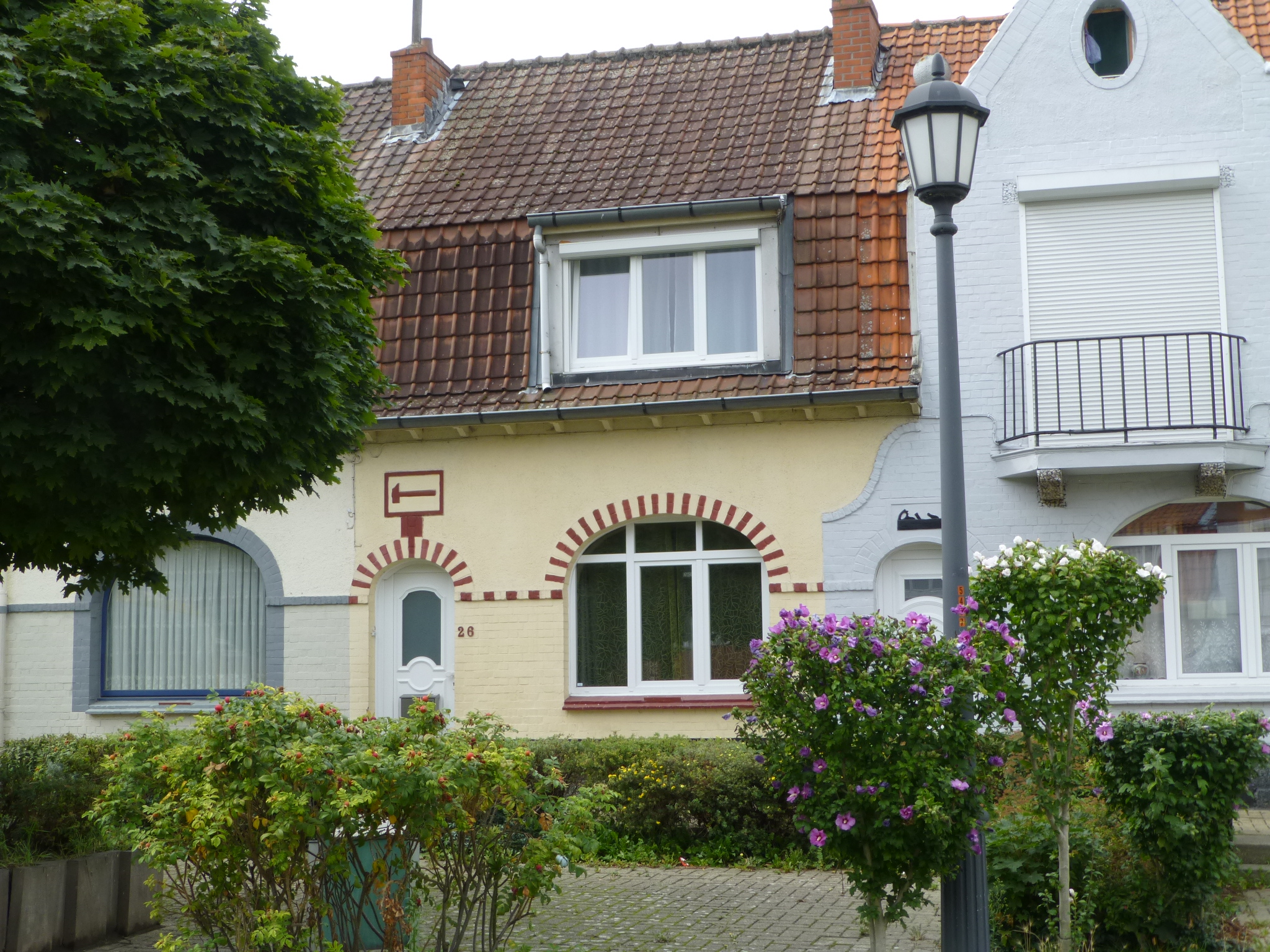
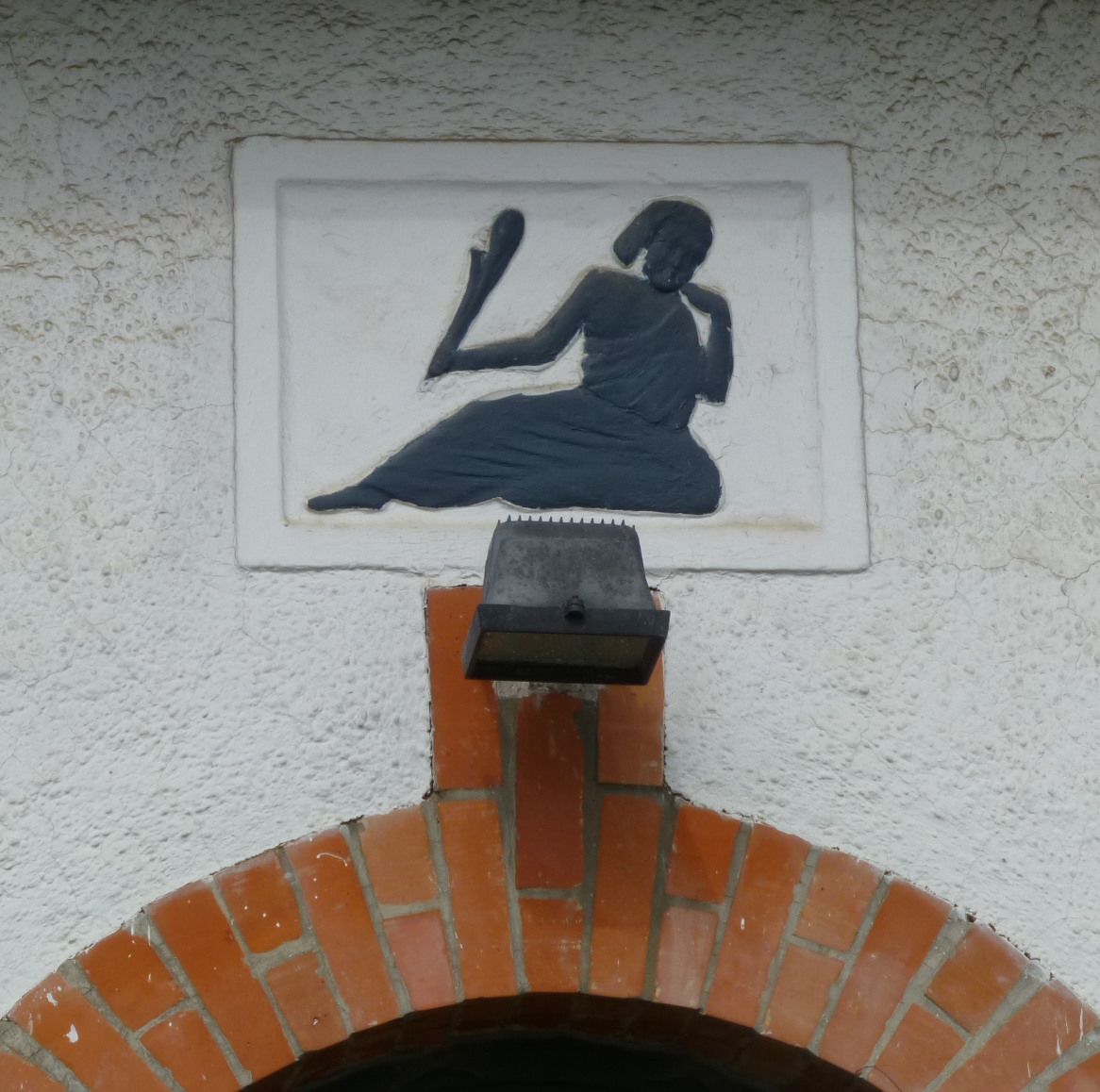
Détail.

## Uccle:la Cité du Homborch
La Société coopérative uccloise de construction d'habitation à bon marché propose en 1928 de construire une petite cité-jardin sur la plateau du Homborchveld, dans le but de réduire le nombre important de taudis et de baraquements présents dans la commune. Le projet, confié à l'architecte Fernand Bodson, comprend 120 logements répartis en 27 groupes.
Les briques nécessaires pour le chantier (6 millions) sont fabriquées sur place, afin de réduire les coûts. Mais cette proximité engendre des malfaçons. Les problèmes rencontrés sont tels que Fernand Bodson doit aller régulièrement recruter lui-même des ouvriers à la gare et les amener sur le chantier. Un immeuble pour ménages de vieillards est ajouté au programme en 1929. La cité est achevée avec difficulté en 1930.

## Woluwe-Saint-Pierre:la Cité du Vogelzang
La société coopérative "La cité-jardin du Vogelzang", ayant son siège à Saint-Josse-ten-Noode, a été créée le 15 juillet 1922. Elle a acquis une terre située à Woluwe-Saint-Pierre, à front de la rue du Chant d'Oiseau (qui est devenue une avenue entretemps) d'une superficie de 99 ares pour y construire un lotissement composé de 27 parcelles initialement. Ces parcelles encadrent l'avenue des Alouettes à Woluwe-Saint-Pierre.
Cette cité-jardin est au cœur du quartier du Chant d'Oiseaux. "Le vieux quartier est la première véritable urbanisation du Chant d'Oiseau, c'est celle de la place de Bouvreuils (actuel square Eddy Merckx depuis 2019) et des rues alentour, qui portent toutes des noms d'oiseaux. Il s'agit de rues tortueuses, en pente, qui présentent une certaine unité architecturale comme ces maisons de style cottage anglais de l'avenue des Alouettes".
Aujourd'hui encore, la cité-jardin du Vogelzang est réputée pour son architecture pittoresque et son aménagement paysager soigné. Les maisons individuelles sont entourées de jardins, d'espaces verts et d'allées arborées, ce qui crée une atmosphère calme et verdoyante. C'est un quartier très familial.